# 江別市
江別市（えべつし）は、北海道中部（道央地方）にある石狩振興局の市。

## 概要

江別市中心部周辺の空中写真（2018年7月24日撮影）

江別市は、札幌市に隣接した市であり、石狩振興局では札幌市に次ぐ第二位の人口規模（11万8776人、2023年10月1日現在）の都市である。同時に日本三大河川の一つである石狩川が市内を流れ、大都市近郊で希少な大規模平地林である道立自然公園野幌森林公園があり、都市機能と自然が調和した街である。
江別市やその周辺は、平坦な石狩平野の中心部に位置し、札幌市中心部までは車で約40分（一般道路利用）、札幌駅から野幌駅まで約20分と交通アクセスが良く、札幌のベッドタウンとして人口が増加した。また、新千歳空港まで車や鉄道で約1時間の距離に位置しており、市内の東西2箇所に高速道路のインターチェンジがあるなど北海道内各地へもアクセスし易い環境にある。
石狩川河群には王子エフテックス江別工場があり、明治時代から操業を続けている。北部の江別第1・第2工業団地には製造業や物流施設が立地し、南部には情報技術産業が集積している。また、近年食品産業の誘致を進めており、今後の発展が期待されている。
1891年（明治24年）に煉瓦の製造が始まっており、窯業の歴史がある。現在でも煉瓦の一大産地になっており、「江別のれんが」として「北海道遺産」、「江別市の煉瓦建造物」「江別市の煉瓦の関連遺産」として「近代化産業遺産」に認定されているほか、市内には煉瓦を使用した施設が現存している。また、食に関する試験研究機関や大学が集積しており、札幌市などとともに「総合特別区域法」に基づく特区「北海道フード・コンプレックス国際戦略総合特区」（フード特区）に指定されている。
江別市では稲作、酪農、畜産など多様な農業が行われ、初冬まき技術により特産となっている小麦「ハルユタカ」による「江別小麦めん」は全国的に高い評価を得ている。また、市内には酪農や獣医学に特化した酪農学園大学なども存在している。
酪農学園大学のほかにも、市内には官民の大規模研究施設が立地し、4つの大学（酪農学園大学、札幌学院大学、北翔大学、北海道情報大学）・1つの短期大学（北翔大学短期大学部）がある。近年、研究施設や大学が市内生産者・製造業と連携し地域ブランド創りへの挑戦も盛んになっている。このように、江別市は研究学園都市としての一面もある。

### 市名の由来
アイヌ語からの転訛に由来しているが、諸説ある。
| アイヌ語                     | アイヌ語   | 意味                     | 由来 |
| カタカナ表記（アコㇿイタㇰ） | ラテン翻字 | 意味                     | 由来 |
| ---------------------------- | ---------- | ------------------------ | --- |
| イエ・ペッ                   | ye-pet     | 膿汁の川                 | 「膿のように濁った川」を意味する。 |
| イペ・オッ                   | ipe-ot     | 魚がたくさんいる         | |
| イ・プッ                     | i-put      | それの入り口             | 大事なところへの入り口。当時の文化の中心地であった千歳への入口を意味するとされている。 |
| エ・ペッケ                   | e-petke    | 顔が裂けている           | 幕末にこの地を訪れた松浦武四郎が記録した民間語源。 ウサギの顔のように3つに分かれている所を意味する。アイヌ語では通常ウサギのことを「イセポ」（isepo）と呼ぶが、これを畑で用いるとウサギが作物を荒らすとされるため、畑では忌み言葉として「エペッケ」が用いられる。 |
| ユペ・オッ                   | yupe-ot    | チョウザメがたくさんいる | 永田方正による。 |
| ユペ・オッ                   | yupe-ot    | 温泉の水が流れ込む川     | 硫黄の流れ込む川に由来する解釈。 |
| ユ・ペッ                     | yu-pet     | 温泉の川                 | 硫黄の流れ込む川に由来する解釈。 |

### 市章・市旗

#### 市章（紋章）
1924年（大正13年）10月24日制定。江別市の開拓は、北門警備の屯田兵を配置されたことから始まった。そのため、陸軍の星章で屯田兵を表現している。また、周囲の円形は月を表現し、朝に星を載せて出て、夕べに月を仰いで帰れる勤労の意を示している。江別の頭文字（「エ」）は星章を配り巻いて一致和協の実を挙げる意味を持っている。

#### 市旗
1968年（昭和43年）5月25日制定。旗面の中心に江別市の市章（紋章）を配置し先人の伝統を、それを囲む模様は市民を表わし、市民が手をとりあって伝統を継承することと、市旗（紋章）の円と模様の円との広がりで未来に向かって飛躍する無限性を表している。また、色彩は白色が北海道の雪と市民による市政の清潔を、水色は母なる川石狩川の慈愛と澄んだ空の未来を、青色は先人の伝統、耐えぬかれた風雪を表わしている。

江別市章（紋章）
江別市旗

### 市の木・花

#### 市の木「ナナカマド」
1971年（昭和46年）11月制定。ナナカマドは、山地に自生する落葉樹である。「安全」「慎重」 「忍耐」を象徴するこの木は、市民憲章にうたわれる健康でたのしい家庭を築き、風雪に耐えたくましく前進する江別市民であることを願い、江別市の木と制定された。

#### 市の花「キク」
1968年（昭和43年）5月25日制定。気品高く優雅に咲き匂うキクは、永久の「平和」と「繁栄」 を象徴し、花ことば「誠実」「信用」を持って市民憲章の定める指標が達成されることを誓い、江別市の花と制定された。

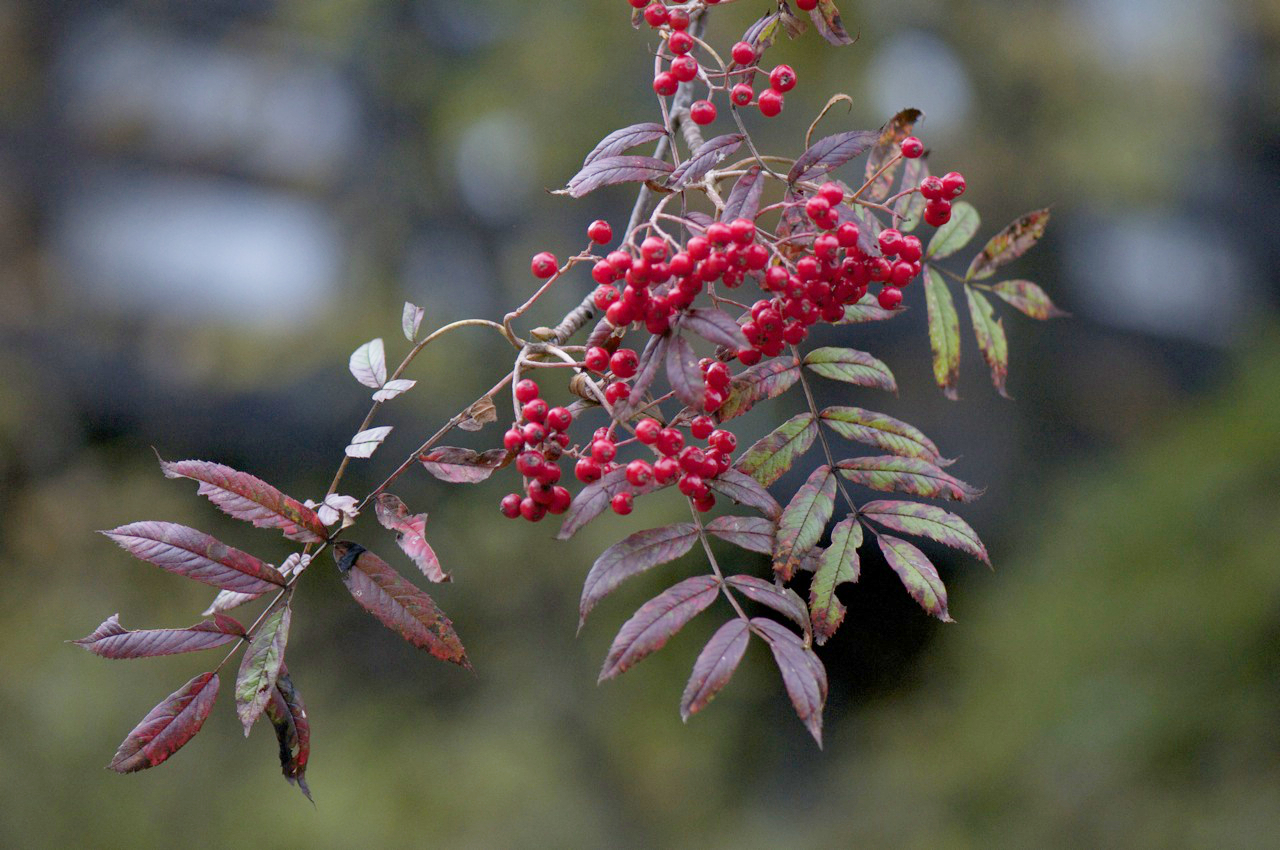
ナナカマド
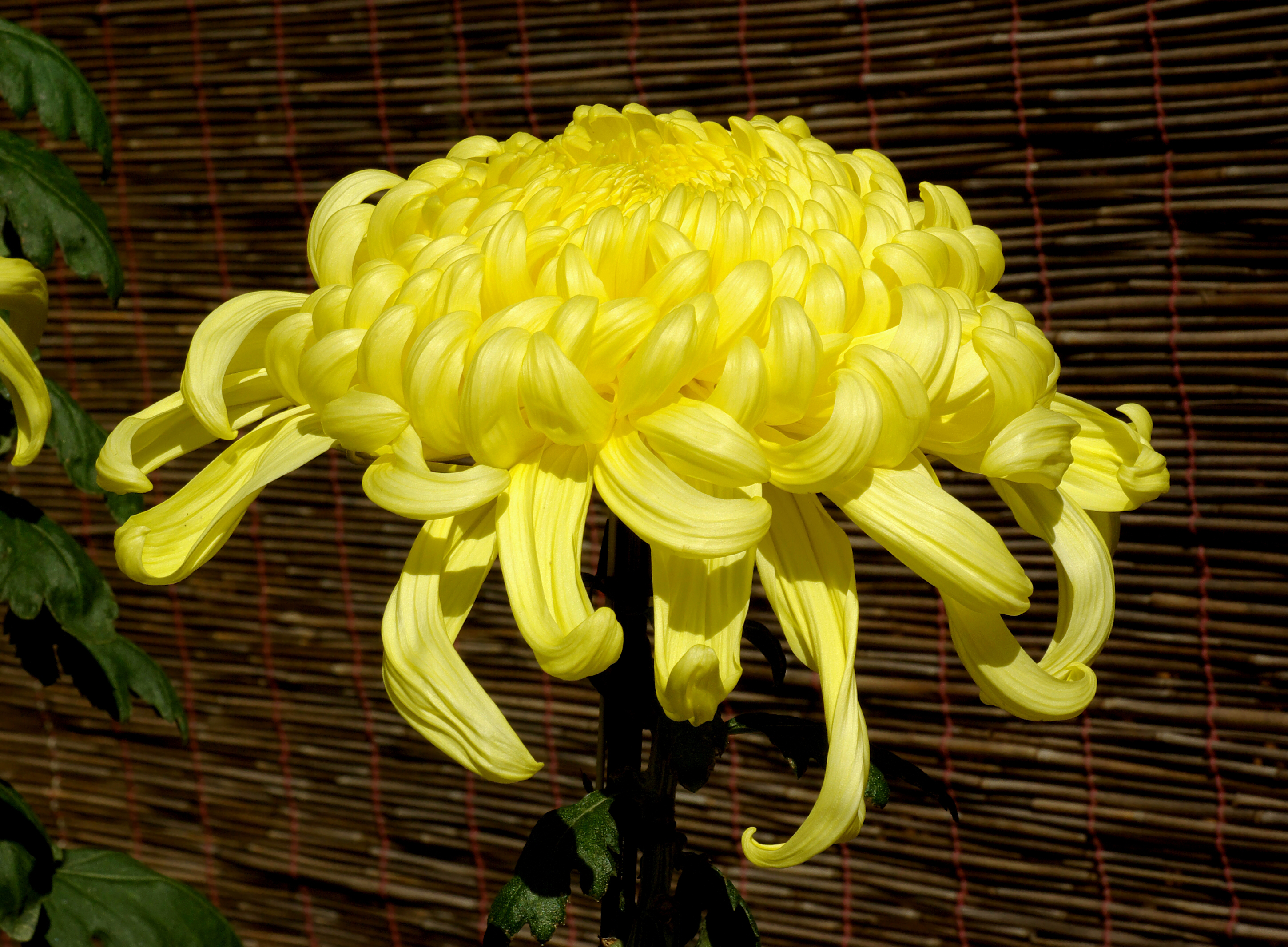
キク

## 地理
石狩平野のほぼ中央に位置しており、東西17.2 km、南北18.1 kmある。市域全体は平坦な地形になっており、標高は西野幌の93.0 mが最高地点であり、豊幌の2.5 mが最低地点である。河川は北東部から石狩川が流入し、夕張川、千歳川、篠津川、豊平川などの支流を合わせて石狩湾へ流れている。地層は石狩川流域の沖積土、野幌丘陵の火山灰土、低地帯に広がる泥炭土などに分かれている。また、火成岩による残積土と崩壊土が市街地に散在している。江別市・札幌市・北広島市にかけての面積2,053 ha（うち江別市1,841 ha）にある道立自然公園野幌森林公園は大都市近郊でのまとまった面積の森林（平地林）が残されており、「森林浴の森100選」に選定されている。また、林野庁による「森の巨人たち百選」に指定された推定樹齢約500年のクリの木々がある。

### 地形

#### 河川
江別市は日本三大河川の1つである石狩川が市内北東部から北西部へと貫流し、夕張川、千歳川、豊平川、篠津川などの支流河川と合流する。

##### 主な川
- 石狩川
- 旧幌向川
- 夕張川
- 幌向川
- 清真布川
- 千歳川
- 早苗別川
- 筋違川
- 篠津川
- 八幡二十五線川
- 豊平川
- 厚別川
- 世田豊平川
- 麻別川
- 野津幌川
- 小野幌川
- 旧豊平川

#### 湖沼

##### 主な湖
- 中津湖

##### 主な沼
- 越後沼[27]
- 馬蹄沼

##### 主な池
- 瑞穂の池

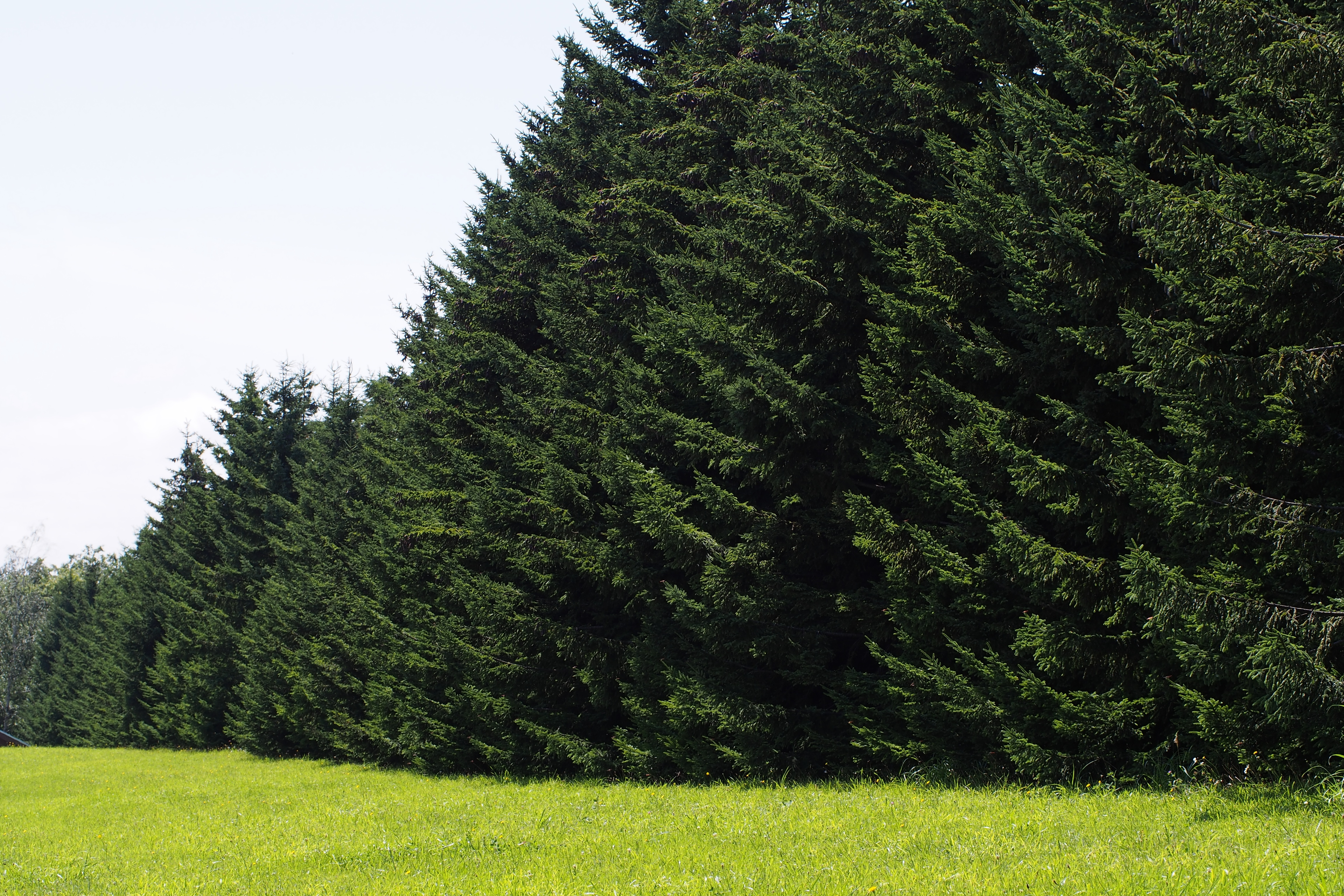
道立自然公園野幌森林公園
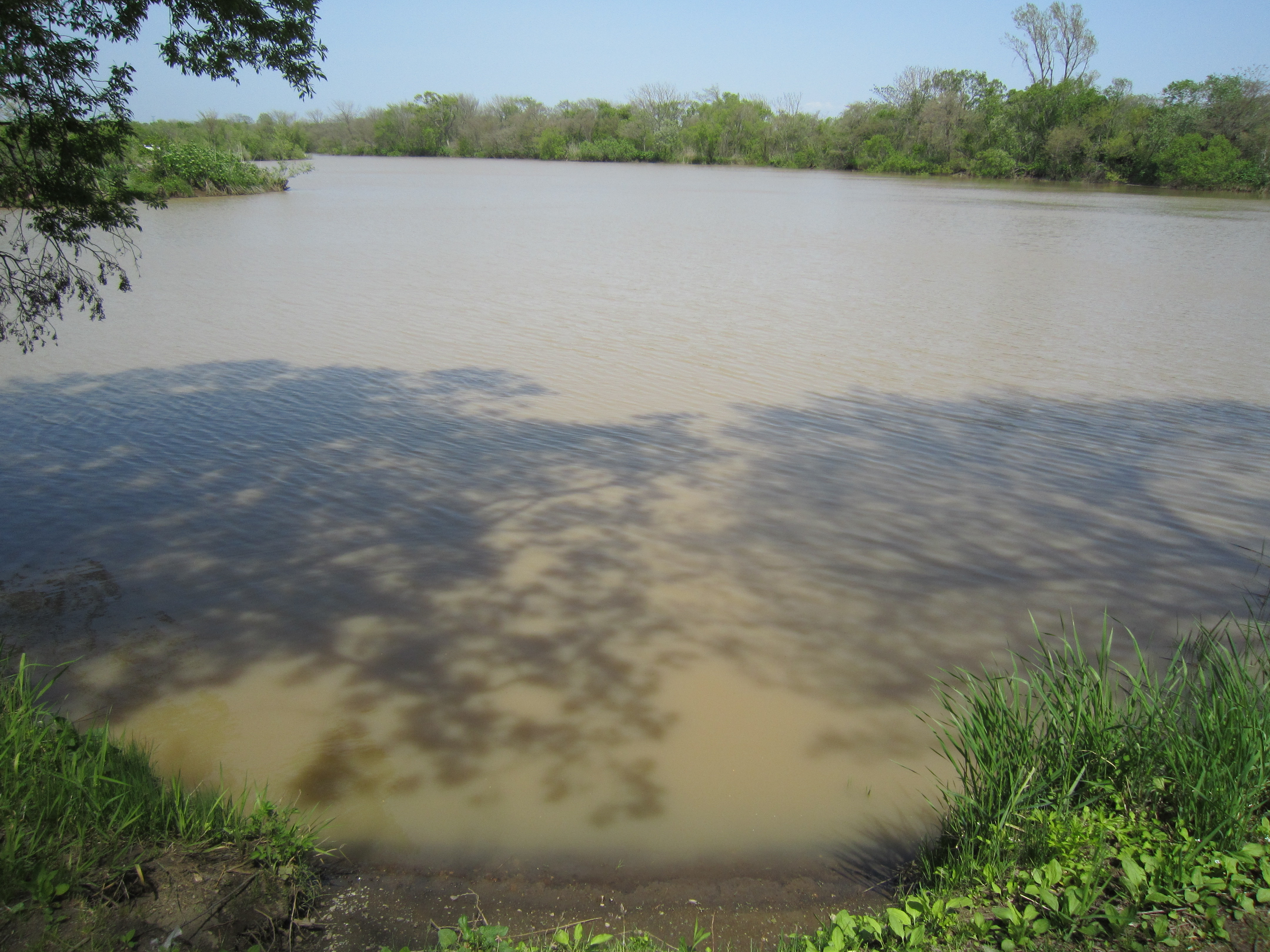
中津湖
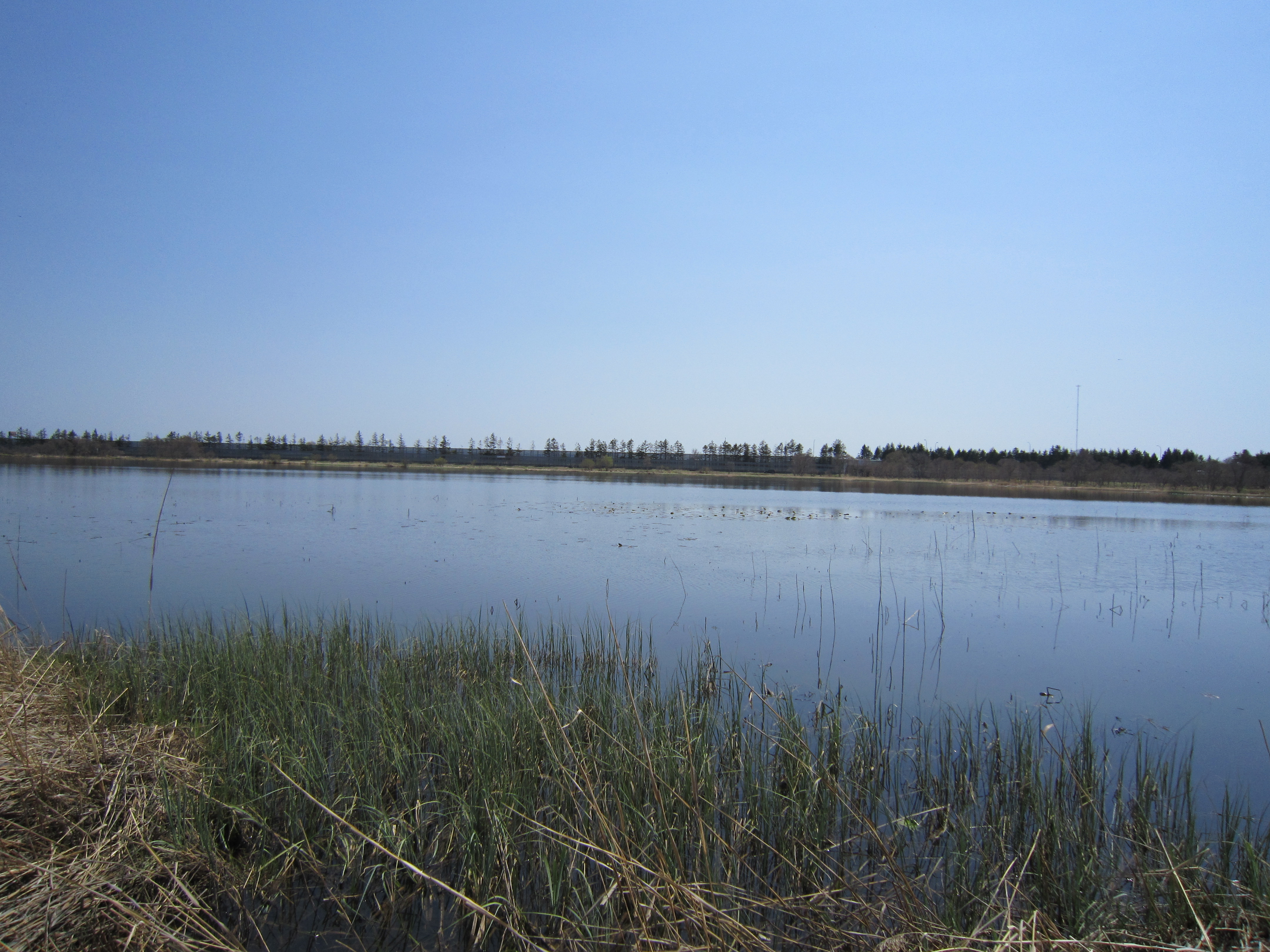
越後沼
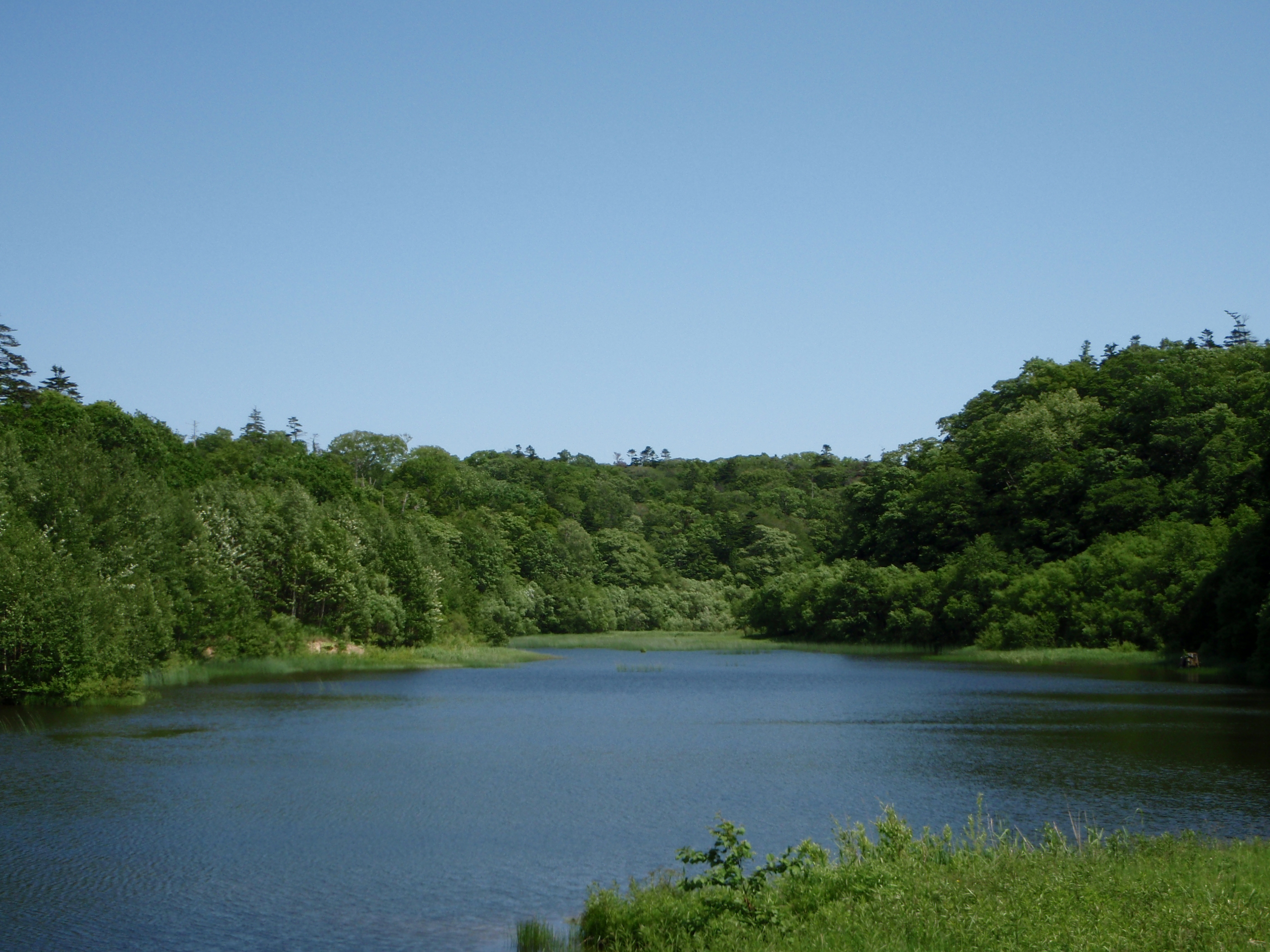
瑞穂の池

### 気候
江別市は北海道内では比較的温暖な地域であり、平均的に夏はやや暑く冬はやや寒い準大陸性気候になっており、冬は氷点下20度を下回ることも珍しくなくダイヤモンドダストが観測されることもあり、札幌都心部との気温差が10度に達することもある。太平洋から日本海に連なる地溝（低平地）にあるため風の通り道になっており、特に4月から5月にかけて南南東の強い風が特徴的である。降水量は北海道平均とほぼ同じであるが、7月から8月に集中豪雨が多く、これまでに河川の氾濫による災害が発生したことがある。降雪量は山間部に比べると少なく、降雪は概ね11月下旬から4月上旬まで続く。
| 江別（2000 - 2020年）の気候 | 江別（2000 - 2020年）の気候 | 江別（2000 - 2020年）の気候 | 江別（2000 - 2020年）の気候 | 江別（2000 - 2020年）の気候 | 江別（2000 - 2020年）の気候 | 江別（2000 - 2020年）の気候 | 江別（2000 - 2020年）の気候 | 江別（2000 - 2020年）の気候 | 江別（2000 - 2020年）の気候 | 江別（2000 - 2020年）の気候 | 江別（2000 - 2020年）の気候 | 江別（2000 - 2020年）の気候 | 江別（2000 - 2020年）の気候 |
| 月                          | 1月                         | 2月                         | 3月                         | 4月                         | 5月                         | 6月                         | 7月                         | 8月                         | 9月                         | 10月                        | 11月                        | 12月                        | 年                          |
| --------------------------- | --------------------------- | --------------------------- | --------------------------- | --------------------------- | --------------------------- | --------------------------- | --------------------------- | --------------------------- | --------------------------- | --------------------------- | --------------------------- | --------------------------- | --------------------------- |
| 最高気温記録 °C （°F）      | 6.9 (44.4)                  | 10.0 (50)                   | 15.1 (59.2)                 | 25.7 (78.3)                 | 31.9 (89.4)                 | 31.7 (89.1)                 | 35.6 (96.1)                 | 34.7 (94.5)                 | 31.9 (89.4)                 | 24.8 (76.6)                 | 19.7 (67.5)                 | 13.8 (56.8)                 | 35.6 (96.1)                 |
| 平均最高気温 °C （°F）      | −2.2 (28)                   | −1.1 (30)                   | 3.0 (37.4)                  | 10.6 (51.1)                 | 16.9 (62.4)                 | 20.9 (69.6)                 | 24.3 (75.7)                 | 25.8 (78.4)                 | 22.5 (72.5)                 | 15.7 (60.3)                 | 7.8 (46)                    | 0.3 (32.5)                  | 12.1 (53.8)                 |
| 日平均気温 °C （°F）        | −6.4 (20.5)                 | −5.5 (22.1)                 | −0.8 (30.6)                 | 5.6 (42.1)                  | 11.4 (52.5)                 | 15.7 (60.3)                 | 19.5 (67.1)                 | 21.0 (69.8)                 | 17.1 (62.8)                 | 10.3 (50.5)                 | 3.5 (38.3)                  | −3.5 (25.7)                 | 7.3 (45.1)                  |
| 平均最低気温 °C （°F）      | −12.2 (10)                  | −11.5 (11.3)                | −5.6 (21.9)                 | 0.6 (33.1)                  | 6.4 (43.5)                  | 11.7 (53.1)                 | 16.0 (60.8)                 | 17.1 (62.8)                 | 11.9 (53.4)                 | 4.8 (40.6)                  | −0.8 (30.6)                 | −8.2 (17.2)                 | 2.6 (36.7)                  |
| 最低気温記録 °C （°F）      | −26.6 (−15.9)               | −25.8 (−14.4)               | −21.2 (−6.2)                | −9.8 (14.4)                 | −3.6 (25.5)                 | 2.6 (36.7)                  | 8.0 (46.4)                  | 7.5 (45.5)                  | 1.5 (34.7)                  | −4.6 (23.7)                 | −14.8 (5.4)                 | −24.2 (−11.6)               | −26.6 (−15.9)               |
| 降水量 mm （inch）          | 67.1 (2.642)                | 47.9 (1.886)                | 39.1 (1.539)                | 42.4 (1.669)                | 56.1 (2.209)                | 83.1 (3.272)                | 102.8 (4.047)               | 144.9 (5.705)               | 123.2 (4.85)                | 94.1 (3.705)                | 88.3 (3.476)                | 73.0 (2.874)                | 965.0 (37.992)              |
| 平均降水日数 （≥1.0 mm）    | 16.2                        | 13.9                        | 10.3                        | 8.6                         | 9.0                         | 8.7                         | 9.3                         | 10.8                        | 10.2                        | 12.8                        | 14.8                        | 15.0                        | 138.1                       |
| 平均月間日照時間            | 82.6                        | 95.1                        | 149.4                       | 176.9                       | 198.0                       | 171.3                       | 161.0                       | 159.5                       | 165.1                       | 144.5                       | 98.4                        | 74.2                        | 1,676.5                     |
| 出典：気象庁                |                             |                             |                             |                             |                             |                             |                             |                             |                             |                             |                             |                             |                             |

#### 極値（アメダス）
| 要素         | 観測値 | 観測年月日    |
| ------------ | ------ | ------------- |
| 日降水量     | 112 mm | 2001年9月11日 |
| 月最多降水量 | 307 mm | 2016年8月     |
| 日最高気温   | 35.6℃  | 2021年7月31日 |
| 日最低気温   | -26.6℃ | 2023年1月30日 |

| 要素         | 観測値 | 観測年月日    |
| ------------ | ------ | ------------- |
| 日降水量     | 180 mm | 1981年8月23日 |
| 月最多降水量 | 676 mm | 1981年8月     |
| 日最高気温   | 33.9℃  | 1999年8月8日  |
| 日最低気温   | -26.2℃ | 1990年1月24日 |

### 地域

#### 土地改良区
- 新えべつ土地改良区
- 篠津中央土地改良区（本所は石狩郡当別町）
- 北海土地改良区（本所は岩見沢市）

#### 地区分類
江別市は大きく、江別地区・野幌地区・大麻地区に分類することができる。

##### 江別地区
江別地区は、野幌地区・大麻地区を除いた地域である。江別駅の北側の地域は、石狩川沿いに位置し、江別発祥の地ともいわれており、明治から昭和初期にかけて舟運と鉄道の結節点として栄えた歴史があり、石造りの倉庫群をはじめ、その面影が今でも残っている。一方、江別駅の南側の地域は、千歳川を挟んで両側に住宅街が広がっており、区画が広く新たな戸建て住宅の建築に人気の地域である。また、この地域は水辺に親しめる空間が特徴的であり、かつて蛇行していた川の名残である三日月湖を活用して作られた泉の沼公園では1年を通してカモの姿が見られる。豊幌駅周辺の地域は、江別市で最も東側に位置する地域であり、農村と都市が行き交う地域である。幹線である国道12号線で江別市街、岩見沢市街の両方へアクセスも良好であり、住宅街は豊幌駅が便利である。その他、角山・篠津・対雁・中島・美原・八幡などの地域は田畑が平がっている地域である。
江別地区には以下の町・字が含まれる。
- 条丁目（1条～8条）
- あけぼの町
- 朝日町
- いずみ野
- 一番町
- 江別太
- 王子
- 大川通
- 角山
- 上江別
- 上江別西町
- 上江別東町
- 上江別南町
- 工栄町
- 篠津
- 高砂町
- 対雁
- 東光町
- 豊幌
- 豊幌花園町
- 豊幌はみんぐ町
- 豊幌美咲町
- 中島
- 萩ヶ岡
- 牧場町
- 緑町西
- 緑町東
- 美原
- 見晴台
- 向ケ丘
- 萌えぎ野中央
- 萌えぎ野西
- 萌えぎ野東
- 元江別
- 元江別本町
- 元町
- 八幡
- 弥生町
- ゆめみ野東町
- ゆめみ野南町
- 若草町

##### 野幌地区
野幌地区は、野幌駅や高砂駅が存在し、国道12号線沿いを中心に商業施設や公共施設が集積する江別市の中心市街地である。野幌駅の南口付近には高層マンションが多く、駅から離れるにつれ、北広島市や野幌森林公園方面、南幌町方面への導線上に戸建の住宅地が続いている。また野幌駅前から錦山天満宮、湯川公園までは緑道「野幌グリーンモール」が続き、賑わいと潤いの調和した雰囲気が特徴的である。現在、野幌駅周辺では再開発事業である「江別の顔づくり事業」が進行中であり、鉄道高架化、都市機能の充実、区画整理などの再開発が行われている。
野幌地区には以下の町・字含まれる。
- あさひが丘
- 幸町
- 新栄台
- 中央町
- 錦町
- 西野幌
- 野幌寿町
- 野幌末広町
- 野幌住吉町
- 野幌町
- 野幌屯田町
- 野幌東町
- 野幌松並町
- 野幌美幸町
- 野幌代々木町
- 野幌若葉町
- 東野幌
- 東野幌町
- 東野幌本町
- 緑ヶ丘
- 元野幌

##### 大麻地区
大麻地区は、「江別鉄道林」や沢地を利用した公園などの自然が多くみられる。広い区画の戸建住宅が多い住宅街であり、利便性の高い地域に一戸建て空き物件も多く、新しい世代のリフォーム需要にも対応している。その一方、団地も地区内には多く見られ、大麻団地の人口は1万人を超えている。また、函館本線以南の地域は文京台地区と呼ばれ、酪農学園大学・札幌学院大学・北翔大学の３つの大学、多くの道立の研究機関などが集積しており、学園研究都市としての一面もある。
大麻地区には以下の町・字が含まれる。
- 大麻
- 大麻北町
- 大麻栄町
- 大麻晴美町
- 大麻新町
- 大麻南樹町
- 大麻泉町
- 大麻元町
- 大麻園町
- 大麻東町
- 大麻高町
- 大麻宮町
- 大麻中町
- 大麻沢町
- 大麻扇町
- 大麻西町
- 大麻ひかり町
- 大麻桜木町
- 文京台
- 文京台東町
- 文京台緑町
- 文京台南町

### 人口

#### 概要
「江別市人口ビジョン」参照
江別市の人口は、1955年（昭和30年）は約35,000人であったが、増加傾向で推移し、2005年（平成17年）には約125,000人と約3.6倍（357.0％）となった。2010年（平成22年）には約123,000人と減少に転じ、社人研準拠推計では2040年（令和22年）時点で約96,000人となり、ピーク時の約76.8％まで減少すると推計されている。
年齢3区分別の人口の推移は、生産年齢人口は1955年（昭和30年）の約21,000人から増加傾向で推移し、2000年（平成12年）にはピークに達して約85,000人となり1955年（昭和30年）当時の約4倍となった。その後は減少に転じ、2040年（令和22年）にはピーク時の57.3％（約49,000人）に、2050年（令和32年）にはピーク時の約半分（48.9％）にまで減少すると推計されている。年少人口は1980年（昭和55年）の約20,000人をピークにほぼ横ばいか減少傾向で推移し、2000年（平成12年）を境に老年人口（高齢者人口）と逆転した。以降は減少を続け、2040年（令和32年）には2005年（平成17年）の約17,000人から約10,000人減少し、約7,000人になると推計されている。老年人口（高齢者人口）は増加を続け、2035年（令和17年）頃にピークを迎えることが予想される。2005年（平成17年）の約22,000人から、2040年（令和32年）には40,000人を超えると推計され、老年人口（高齢者人口）は約1.8倍、人口の41.5％となる。

また、年齢3区分別人口割合の推移は、老年人口割合（高齢化率）が1955年（昭和30年）には3.9％であったものが、2040年（令和22年）には41.5％、2060年（令和42年）には46.6％となるなど、顕著に高くなっている。一方で、年少人口割合は低下し続け、2040年（平成32年）には1割を切って7.6％となることが予想されている。
| |                                        |  |
| 江別市と全国の年齢別人口分布（2005年） | 江別市の年齢・男女別人口分布（2005年） |  |
| ■紫色 ― 江別市 ■緑色 ― 日本全国 | ■青色 ― 男性 ■赤色 ― 女性              |  |
| 江別市（に相当する地域）の人口の推移 \| 1970年（昭和45年） \| 63,762人 \| \| \| 1975年（昭和50年） \| 77,624人 \| \| \| 1980年（昭和55年） \| 86,349人 \| \| \| 1985年（昭和60年） \| 90,328人 \| \| \| 1990年（平成2年） \| 97,201人 \| \| \| 1995年（平成7年） \| 115,495人 \| \| \| 2000年（平成12年） \| 123,877人 \| \| \| 2005年（平成17年） \| 125,601人 \| \| \| 2010年（平成22年） \| 123,751人 \| \| \| 2015年（平成27年） \| 120,636人 \| \| \| 2020年（令和2年） \| 121,056人 \| \| |                                        |  |
| 総務省統計局 国勢調査より |                                        |  |
| 1970年（昭和45年） | 63,762人                               |  |
| 1975年（昭和50年） | 77,624人                               |  |
| 1980年（昭和55年） | 86,349人                               |  |
| 1985年（昭和60年） | 90,328人                               |  |
| 1990年（平成2年） | 97,201人                               |  |
| 1995年（平成7年） | 115,495人                              |  |
| 2000年（平成12年） | 123,877人                              |  |
| 2005年（平成17年） | 125,601人                              |  |
| 2010年（平成22年） | 123,751人                              |  |
| 2015年（平成27年） | 120,636人                              |  |
| 2020年（令和2年） | 121,056人                              |  |

#### 人口ビジョン・創生総合戦略
江別市では、国の「まち・ひと・しごと創生長期ビジョン」・「まち・ひと・しごと創生総合戦略」の策定を受け、江別市の将来展望を提示する「江別市人口ビジョン」及び今後5年の施策の方向を提示する「江別市まち・ひと・しごと創生総合戦略」を策定した。「江別市人口ビジョン」は、江別市における人口の推移及び現状の分析を通じて、将来展望を提示すると位置付けている。また、「江別市人口ビジョン」による分析を基礎資料としながら、「江別市まち・ひと・しごと創生総合戦略」を策定した。

### 隣接する自治体･行政区
石狩振興局
- 札幌市（東区、白石区、厚別区）[46]
- 北広島市[46]
- 石狩郡当別町、新篠津村[46]

空知総合振興局
- 岩見沢市[46]
- 空知郡南幌町[46]

## 歴史

### 古代～近世

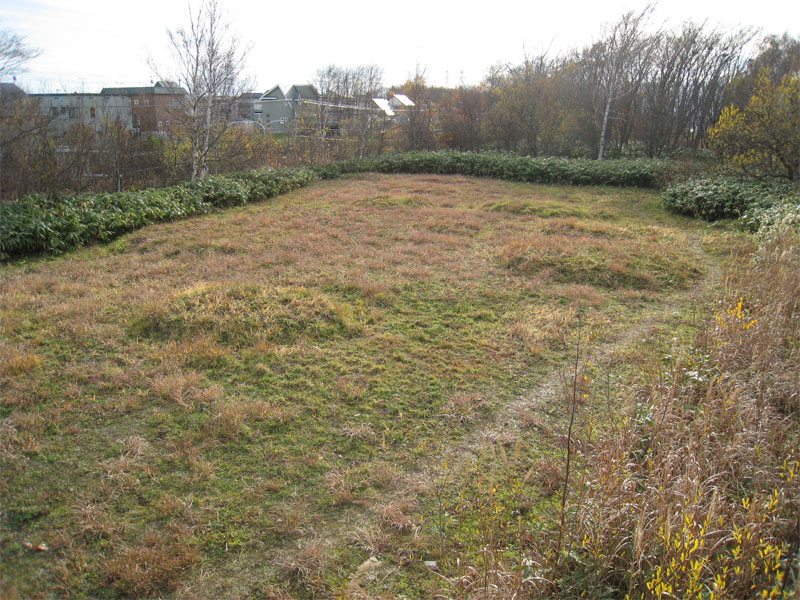
江別古墳群

北海道では縄文時代の後に続縄文時代・擦文時代が続くが、続縄文時代は恵山文化、江別文化、北大文化の3つの文化に大別することができる。道南の恵山文化は本州の亀ヶ岡式文化の影響が見られ、道央の江別文化（続縄文時代中期）にもその影響が及んでいる。江別文化は中国の漢の大陸文化も見られ、樺太南部や千島列島南部、東北地方の宮城県北部まで分布する。江別式墳墓から伴出する土器は「江別式土器」（後北式土器）と呼ばれ、A型式からD型式までの編年がある。「江別古墳群」は末期古墳の系譜を引くものであり、本州とのつながりを示す遺跡になっている。江戸時代には場所請負制により石狩川左岸に「上ツイシカリ場所」と「下ツイシカリ場所」があった。

### 明治期
1871年（明治4年）に宮城県涌谷領から21戸76人の農民が移住して江別の開拓が始まった。 1878年（明治11年）から江別太（石狩川と千歳川の合流点。現在の緑町・王子周辺）において屯田兵の入地が始まり、同年に江別村が誕生した。江別太が屯田兵用地に選ばれたのは、札幌周辺の河川舟運の要地であり、後に開設する樺戸・空知の集治監の治安上において適当な地であったことによる。1882年（明治15年）に官営幌内鉄道が開通して江別駅ができると、江別港（現在の新江別橋周辺）から江別駅までの通りには石狩川上流から船で運ばれてきた農産物や木材、小樽や札幌から鉄道で運ばれてきた生活物資が集まった。篠津太では屯田兵授産のために1876年（明治9年）に養蚕室が建てられて琴似や山鼻から出張して養蚕を試みていた。1881年（明治14年）には篠津太にも屯田兵が入地している。1887年（明治20年）には江別に第三大隊本部が置かれ、江別と野幌の2兵村となった。その後、1891年（明治24年）に予備役に編入されて滝川に本部を置く第二大隊所属となり、1895年（明治28年）から後備役になった。

### 歴史
「江別市統計書」参照
- 1867年（慶応03年）：立花由松が対雁に移住。
- 1871年（明治04年）：対雁村設置。豊平川（対雁）渡船設置。
- 1872年（明治05年）：北海道内初となる排水工事行う。対雁街道（札幌偕楽園—雁来—対雁）開通。対雁—篠津渡船設置。
- 1878年（明治11年）：第1次江別屯田兵10戸入地。江別村設置。
- 1880年（明治13年）：江別、対雁両村戸長役場を対雁村に設置。
- 1881年（明治14年）：篠津村設置し、江別・対雁・篠津の3村戸長役場となる。第1次篠津屯田兵19戸入地。
- 1882年（明治15年）：札幌—江別間鉄道開通（江別駅開業）。
- 1884年（明治17年）：第2次江別屯田兵75戸入地。
- 1885年（明治18年）：第3次江別屯田兵43戸入地。第2次篠津屯田兵30戸入地。第1次野幌屯田兵138戸入地。
- 1886年（明治19年）：戸長役場を江別村に移す。第4次江別屯田兵28戸入地。第2次野幌屯田兵87戸入地。北越殖民社が江別太石狩川河畔に10戸入植。第3次篠津屯田兵10戸入地。
- 1888年（明治21年）：月形—篠津街道開通。
- 1889年（明治22年）：白石街道（厚別—大曲—4番通—8丁目—1番通）開通。野幌駅開業。
- 1890年（明治23年）：北越殖民社集団入植115戸野幌に入る。
- 1891年（明治24年）：江別太煉化石工場開業。
- 1895年（明治28年）：野幌原始林が禁伐採林指定。
- 1896年（明治29年）：篠津村から新篠津村分村。
- 1897年（明治30年）：江別大火発生。
- 1898年（明治31年）：野幌煉瓦工場創業。
- 1901年（明治34年）：幌向村（現在の南幌町）の南6線以北を江別村に編入。
- 1902年（明治35年）：補助航路「石狩川線」（江別—月形、江別—石狩）就航。人車軌道「江別川線」敷設[57]。
- 1904年（明治37年）：人車軌道「石狩川線」敷設[57]。
- 1906年（明治39年）：二級町村制施行し、江別村・対雁村・篠津村の3村を合併した江別村となる。
- 1908年（明治41年）：富士製紙北海道工場（後の王子製紙江別工場）操業開始（1943年休止）。
- 1909年（明治42年）：一級町村制施行。
- 1913年（大正02年）：小野幌の一部が白石村に編入（1918年に残余分を編入）。
- 1916年（大正05年）：町制施行し、江別町となる。飛烏山に平地馬場（飛烏山競馬場）造成し、「江別競馬」開催（1938年廃止）。
- 1919年（大正09年）：石狩大橋完成。
- 1924年（大正13年）：江別紋章（現在の市章）制定[58]。
- 1927年（昭和02年）：江当軌道開業（1936年廃止）。町村農場が石狩町から移転。石狩川定期航路休航。

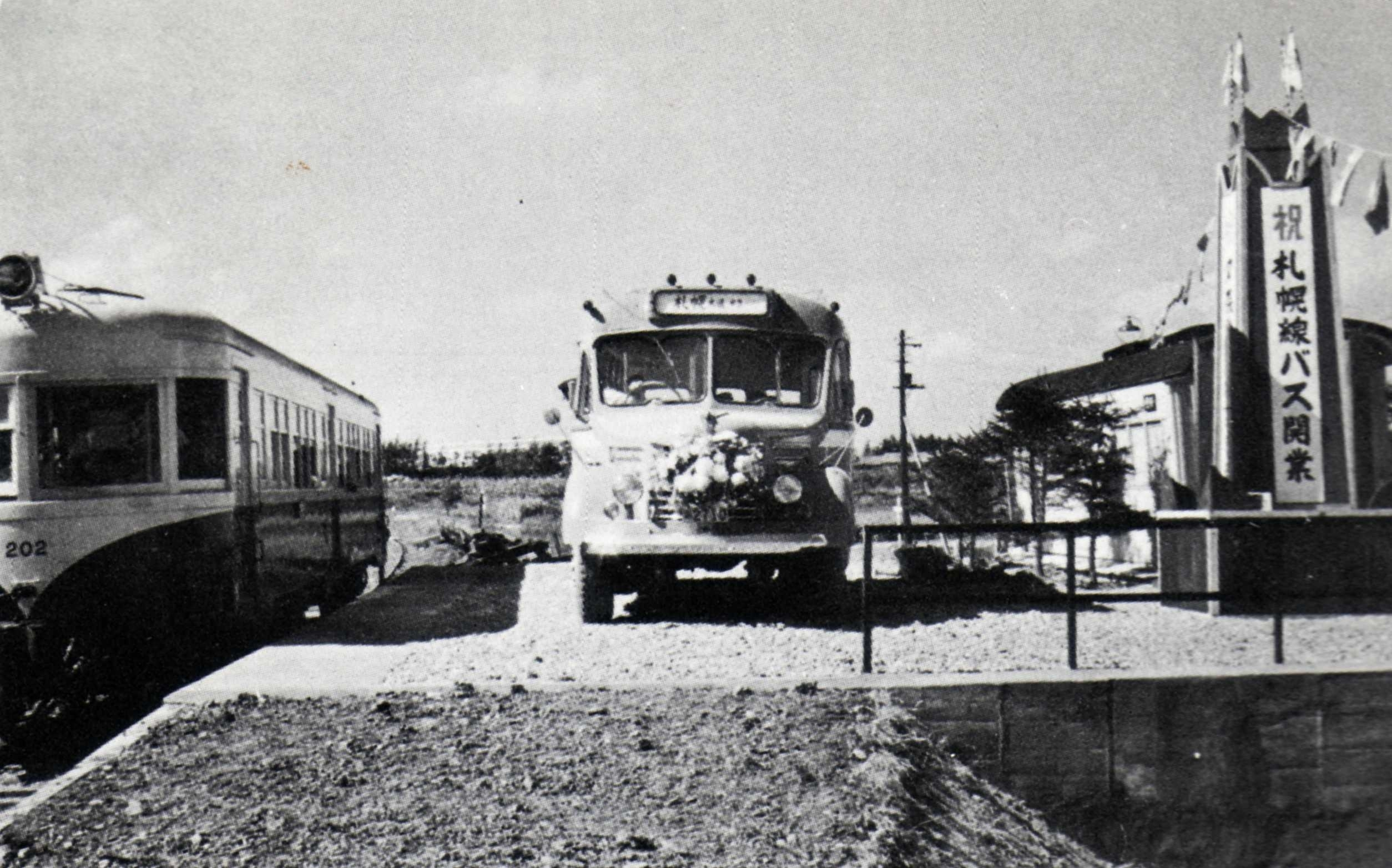
上江別駅でのバス連絡（1956年）

- 上江別駅でのバス連絡（1956年）1930年（昭和05年）：夕張鉄道（栗山—野幌間）開業（1975年廃止）。
- 1933年（昭和08年）：石狩川対雁新水路完成。
- 1935年（昭和10年）：石狩川汽船「上川丸」廃船。江別大橋完成。大日本電力江別火力発電所（後の北海道電力江別発電所）運転開始（1991年廃止）。
- 1936年（昭和11年）：夕張川新水路完成。
- 1936年（昭和11年）：昭和天皇の北海道巡幸。北海道林業試験場に天皇が行幸[59]。
- 1941年（昭和16年）：豊平川新水路完成。
- 1941年（昭和16年） : 札幌刑務所角山泊込場（後の角山農場）が設けられる[60]。
- 1944年（昭和19年）：王子航空機江別製作所（現在の王子エフテックス江別工場）設立。
- 1945年（昭和20年）：アメリカ軍による北海道空襲。
- 1950年（昭和25年）：北海道立工業試験場工芸部窯業分室（後の北海道工業試験場野幌窯業分場）開設（2012年業務終了）[61]。
- 1951年（昭和26年）：町立病院（現在の江別市立病院）開院。
- 鎮火之碑[62]1953年（昭和28年）：江別大火。

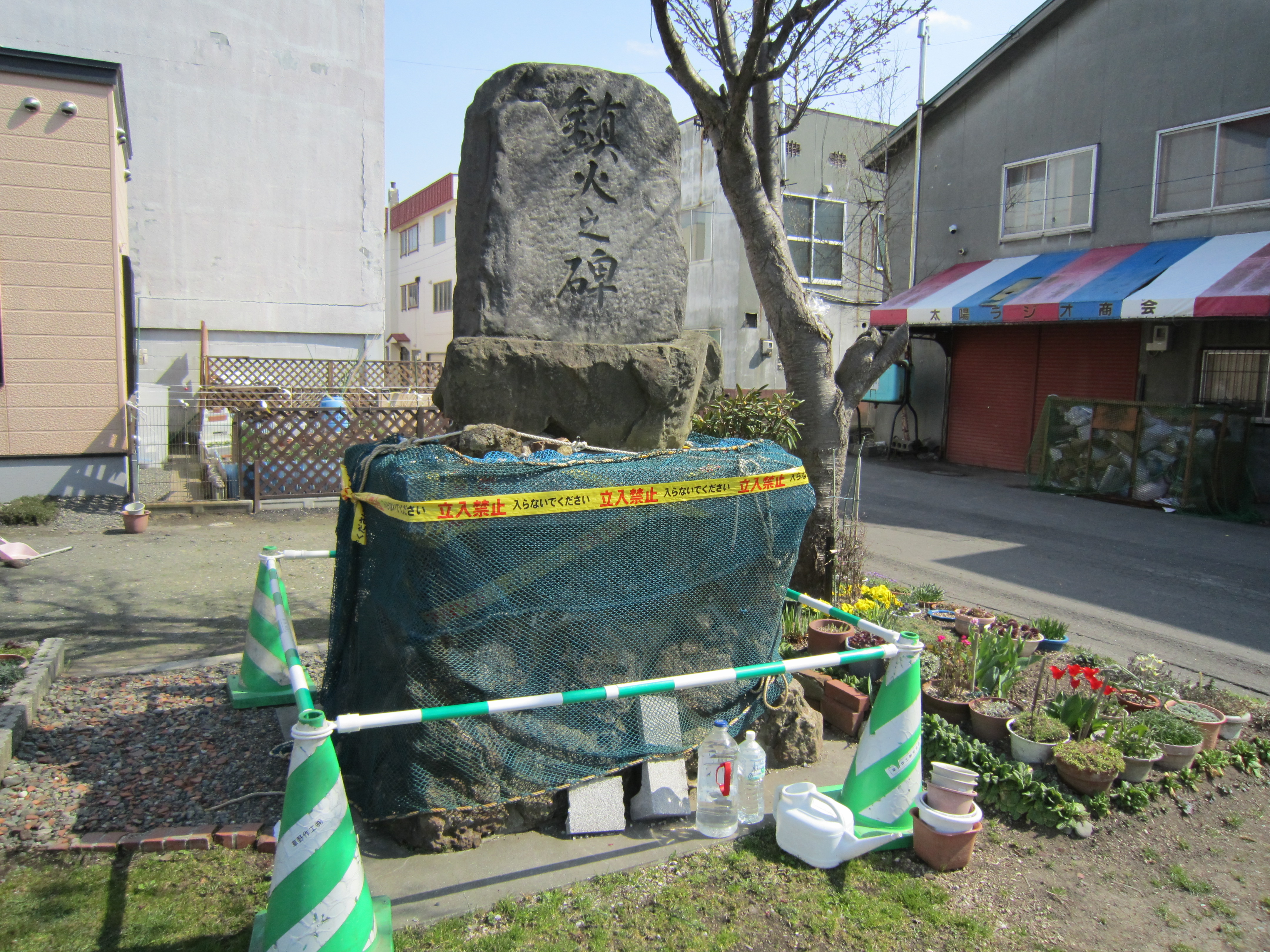
鎮火之碑

- 1954年（昭和29年）：幌向村との合併見送り。市制施行し、江別市となる。昭和天皇、香淳皇后のお召し列車が江別駅に停車。駅前奉迎が行われた[63]。
- 1955年（昭和30年）：札幌市との境界一部変更（角山豊石を江別に編入）。
- 1956年（昭和31年）：「篠津地域泥炭地開発事業」（篠津中央篠津運河用水）開始（1971年完了）[64]。
- 1957年（昭和32年）：農林省林野庁北海道林木育種場開設（現在の森林研究・整備機構林木育種センター北海道育種場）[65]。
- 1959年（昭和34年）：江別市消防本部設置。
- 1960年（昭和35年）：日本国内初の酪農専門大学となる酪農学園大学開学。
- 1964年（昭和39年）：道央地域が「新産業都市」指定。新住宅市街地開発事業によって開発した大麻団地への入居開始。
- 1965年（昭和40年）：北海道消防学校が札幌市から移転。
- 1966年（昭和41年）：北海道女子短期大学（後の北海道女子大学、北海道浅井学園大学。現在の北翔大学）開学。江別土地改良区（現在の新えべつ土地改良区）設立。大麻駅開業。市役所庁舎が高砂町に移転。
- 1967年（昭和42年）：北海道立図書館が札幌市から移転。
- 1968年（昭和43年）：江別市旗制定。野幌原始林が道立自然公園（道立自然公園野幌森林公園）指定。札幌商科大学（現在の札幌学院大学）開学。新石狩大橋完成。江別市民憲章告示。
- 1969年（昭和44年）：北海道立教育研究所が札幌市から移転。
- 1971年（昭和46年）：石狩川渡船廃止。市の花「菊」、市の木「ナナカマド」制定。
- 1973年（昭和48年）：江別市民会館開館。
- 1975年（昭和50年）：江別市議会選挙で初の女性候補が当選[66]。
- 1977年（昭和52年）：アメリカ合衆国オレゴン州のグレシャムと「姉妹都市」盟約調印。
- 1978年（昭和53年）：江別市民体育館開館。高知県土佐市と「友好都市」盟約調印。
- 1982年（昭和57年）：『えべつスノーフェスティバル』初開催。
- 1983年（昭和58年）：道央自動車道札幌—岩見沢間開通（江別西IC、江別東IC供用開始）。
- 1985年（昭和60年）：市外局番を01138番から011番に変更。北海道立野幌総合運動公園供用開始（1994年全面供用）[67]。
- 1986年（昭和61年）：高砂駅開業。
- 1987年（昭和62年）：『江別市都市景観賞』初開催。
- 1989年（平成元年）：北海道情報大学開学。『第44回国民体育大会』（はまなす国体）開催。
- 1990年（平成02年）：『えべつやきもの市』初開催。
- 1992年（平成04年）：北海道立食品加工研究センター（現在の北海道立総合研究機構産業技術研究本部食品加工研究センター）開所。
- 1994年（平成06年）：江別市ガラス工芸館開館。江別市セラミックアートセンターオープン。
- 1995年（平成07年）：『えべつ北海鳴子まつり』初開催。
- 1997年（平成09年）：江別市民文化ホール（えぽあホール）オープン（大麻公民館移転）。
- 1999年（平成11年）：北海道立埋蔵文化財センター開館。
- 2002年（平成14年）：江別河川防災ステーションオープン。

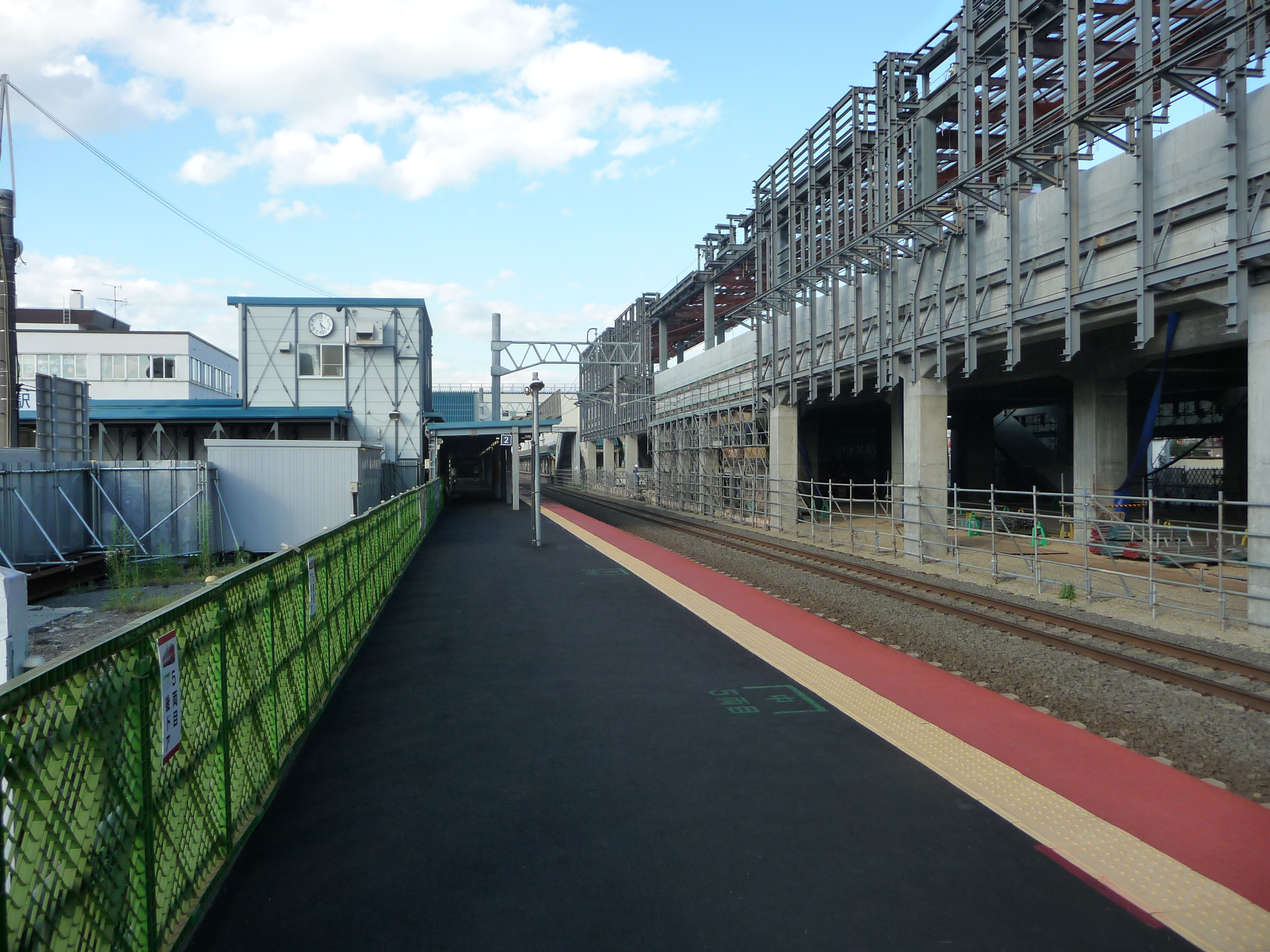
野幌駅2番線仮設ホーム

- 野幌駅2番線仮設ホーム2005年（平成17年）：国道337号（道央圏連絡道路）美原大橋完成。
- 2006年（平成18年）：「えべつの顔づくり事業」都市計画決定。
- 2007年（平成19年）：新篠津村との合併協議会設置（翌年解散）。
- 2011年（平成23年）：野幌駅新駅舎（高架駅）開業。「北海道フード・コンプレックス国際戦略総合特区」指定。
- 2012年（平成24年）：酪農学園大学短期大学部廃止。
- 2013年（平成25年）：札幌理工学院閉校。
- 2015年（平成27年）：北海道札幌盲学校廃校（北海道高等盲学校と統合し、北海道札幌視覚支援学校に移行）。気象庁による気象衛星「ひまわり」副局アンテナサイト・データセンター運用開始。
- 2016年（平成28年）：商業施設ËBRI（旧ヒダ工場）全館オープン。

## 政治

### 役所

#### 本庁舎・別館・第二別館
- 所在地：北海道江別市高砂町6番地[68]
- 郵便番号：067-8674[68]

#### 教育庁舎
- 所在地：北海道江別市高砂町24番地の6[68]
- 郵便番号：067-8674[68]

#### 水道庁舎
- 郵便番号：067-0071[69]
- 所在地：北海道江別市萩ヶ岡1番地の4[69]

#### 大麻出張所
- 郵便番号：069-0854[70]
- 所在地：北海道江別市大麻中町26番地の4[70]

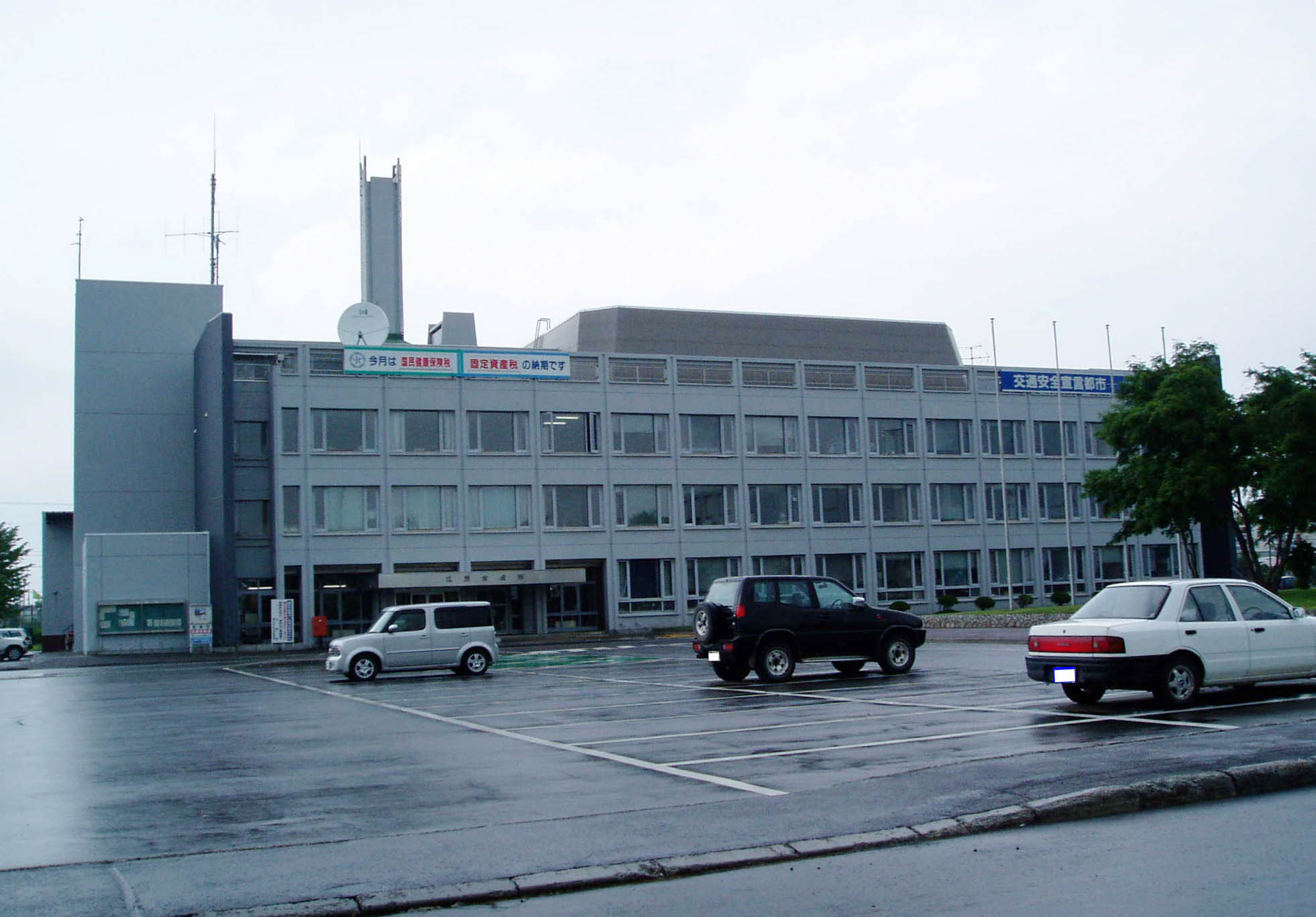
江別市役所本庁舎
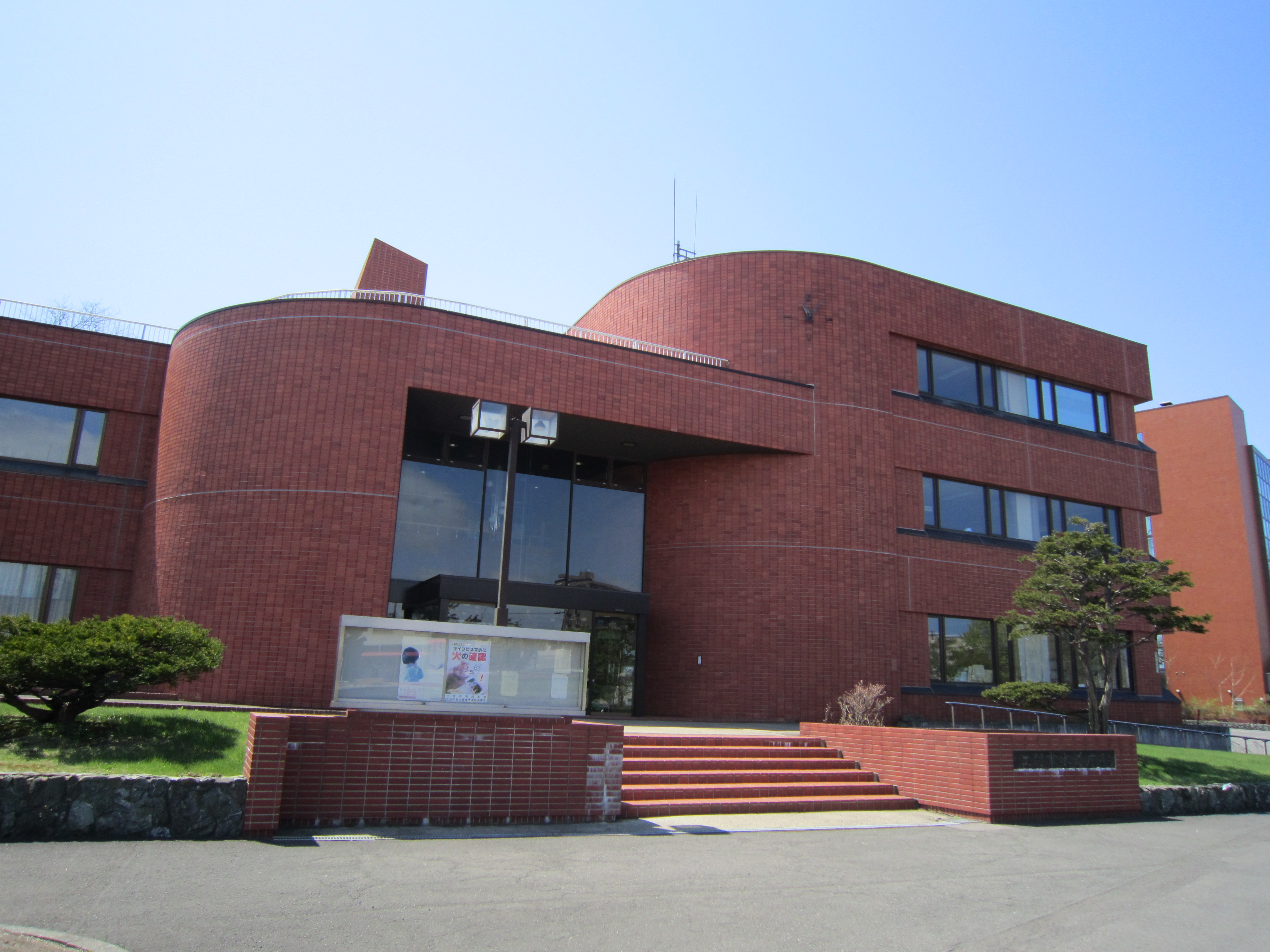
江別市役所水道庁舎
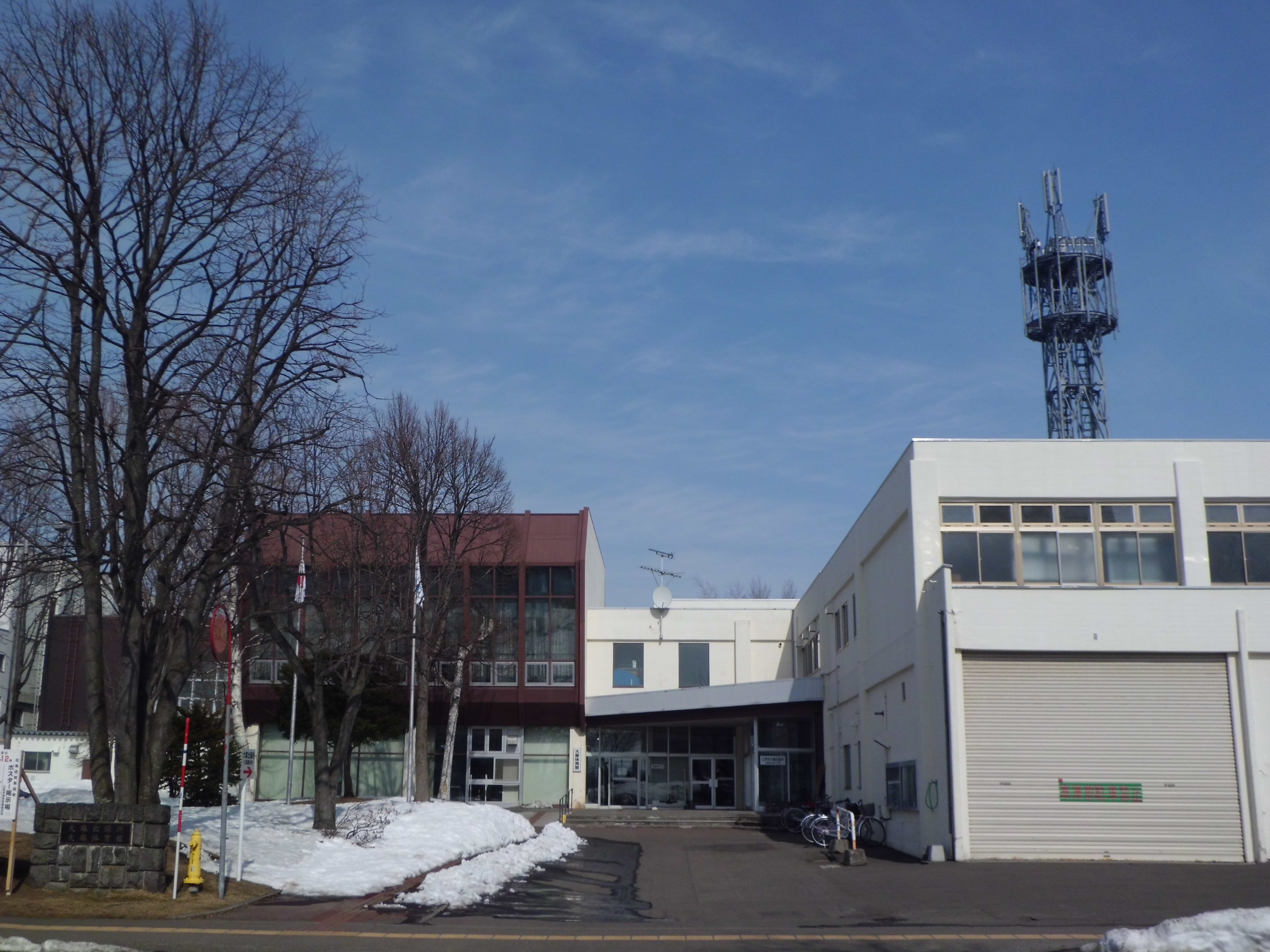
江別市役所大麻出張所

### 市長

#### 歴代首長
|      | 氏名       | 就任年月               | 退任年月               |
| 戸長 | 戸長       | 戸長                   | 戸長                   |
| ---- | ---------- | ---------------------- | ---------------------- |
| 初代 | 岩舩瀬兵衛 | 1880年（明治13年）2月  | 1881年（明治14年）6月  |
| 2代  | 新家孝一   | 1881年（明治14年）7月  | 1886年（明治19年）4月  |
| 3代  | 前島恭敬   | 1886年（明治19年）5月  | 1887年（明治20年）3月  |
| 4代  | 河野通隆   | 1887年（明治20年）4月  | 1897年（明治30年）7月  |
| 5代  | 吉田秀造   | 1897年（明治30年）12月 | 1901年（明治34年）5月  |
| 6代  | 宮城昌章   | 1901年（明治34年）5月  | 1903年（明治36年）8月  |
| 7代  | 星川吾助   | 1903年（明治36年）8月  | 1904年（明治37年）6月  |
| 8代  | 阪田誠三   | 1904年（明治37年）7月  | 1905年（明治38年）12月 |
| 村長 |            |                        |                        |
| 初代 | 阪田誠三   | 1906年（明治39年）1月  | 1908年（明治41年）8月  |
| 2代  | 立野俊太郎 | 1908年（明治41年）8月  | 1909年（明治42年）3月  |
| 3代  | 名越源五郎 | 1909年（明治42年）6月  | 1915年（大正4年）12月  |
| 町長 |            |                        |                        |
| 初代 | 名越源五郎 | 1916年（大正5年）1月   | 1924年（大正13年）7月  |
| 2代  | 吉原兵次郎 | 1924年（大正13年）8月  | 1928年（昭和3年）8月   |
| 3代  | 鈴木善治   | 1928年（昭和3年）11月  | 1932年（昭和7年）11月  |
| 4代  | 金子薫蔵   | 1932年（昭和7年）12月  | 1936年（昭和11年）12月 |
| 5代  | 坪松唯三郎 | 1936年（昭和11年）12月 | 1944年（昭和19年）12月 |
| 6代  | 松川清     | 1945年（昭和20年）7月  | 1946年（昭和21年）11月 |
| 7代  | 古田島薫平 | 1947年（昭和22年）4月  | 1954年（昭和29年）6月  |
| 市長 |            |                        |                        |
| 初代 | 古田島薫平 | 1954年（昭和29年）7月  | 1959年（昭和34年）4月  |
| 2代  | 松川清     | 1959年（昭和34年）5月  | 1971年（昭和46年）4月  |
| 3代  | 山田利雄   | 1971年（昭和46年）5月  | 1983年（昭和58年）4月  |
| 4代  | 岡英雄     | 1983年（昭和58年）5月  | 1995年（平成7年）4月   |
| 5代  | 小川公人   | 1995年（平成7年）5月   | 2007年（平成19年）4月  |
| 6代  | 三好昇     | 2007年（平成19年）5月  | 2023年（令和5年）4月   |
| 7代  | 後藤好人   | 2023年（令和5年）5月   |                        |

### 市民憲章・都市宣言

#### 都市宣言
- 交通安全都市宣言（1962年（昭和37年）3月16日）[73]
- 防犯都市宣言（1989年（平成元年）8月8日）[74]
- 江別市平和都市宣言（2014年（平成26年）8月15日）[75]
- 江別市健康都市宣言（2017年（平成29年）4月1日）[76]

### 議会

#### 市議会
- 定数：25人[77]
- 任期：4年[77]
- 選挙区：市全域を単一選挙区とする大選挙区制（単記非移譲式）[77]
- 議長：島田 泰美（政和会）[77]
- 副議長：内山 祥弘（民主・市民の会）[77]
- 本会議：議会の意思を決定する会議。市長が招集[77]。
  - 定例会 - 年4回（おおむね3月・6月・9月・12月）
  - 臨時会 - 必要に応じて開催

#### 衆議院
| 党派       | 候補名       | 得票数(江別市分) |
| ---------- | ------------ | ---------------- |
| 民進党     | 徳永エリ     | 13,927           |
| 自由民主党 | 長谷川岳     | 12,840           |
| 民進党     | 鉢呂吉雄     | 11,967           |
|            | (選挙区棄権) | 41,940           |

| 得票順位 | 政党名                         | 得票数(江別市分) |
| -------- | ------------------------------ | ---------------- |
| 1        | 民進党                         | 19,555.329       |
| 2        | 自由民主党                     | 17,069.568       |
| 3        | 公明党                         | 7,480.974        |
| 4        | 日本共産党                     | 6,993.171        |
| 5        | おおさか維新の会               | 1,901.668        |
| 6        | 社会民主党                     | 1,067.000        |
| 7        | 生活の党と山本太郎となかまたち | 978.000          |
| 8        | 日本のこころを大切にする党     | 685.835          |
|          | (比例区棄権)                   | 41,952.000       |

| 党派       | 候補名       | 得票数(江別市分) | 結果 |
| ---------- | ------------ | ---------------- | ---- |
| 無所属     | 池田真紀     | 29,687           |      |
| 自由民主党 | 和田義明     | 28,661           | 当選 |
|            | (選挙区棄権) | 40,282           |      |

| 得票順位 | 政党名           | 得票数(江別市分) | 得票率(江別市分) | 当選数 |
| -------- | ---------------- | ---------------- | ---------------- | ------ |
| 1        | 民主党           | 16,771           | 29.2             | 2      |
| 2        | 自由民主党       | 14,901           | 26.0             | 3      |
| 3        | 日本共産党       | 7,627            | 13.3             | 1      |
| 4        | 公明党           | 6,948            | 12.1             | 1      |
| 5        | 維新の党         | 5,940            | 10.4             | 1      |
|          | (比例代表区棄権) | 40,085           |                  |        |

| 党派       | 候補名       | 得票数(江別市分) |
| ---------- | ------------ | ---------------- |
| 自由民主党 | 伊達忠一     | 19,099           |
| 民主党     | 小川勝也     | 14,456           |
|            | (選挙区棄権) | 43,701           |

| 得票順位 | 政党名       | 得票数(江別市分) |
| -------- | ------------ | ---------------- |
| 1        | 自由民主党   | 14,835.70        |
| 2        | 民主党       | 9,940,58         |
| 3        | 公明党       | 7,882.67         |
| 4        | 日本共産党   | 6,951.41         |
| 5        | 新党大地     | 5,952.97         |
| 6        | 日本維新の会 | 3,428.98         |
|          | (比例区棄権) | 43,703.00        |

### 行政組織
江別市の組織・課名は以下の通りである。
- 総務部
  - 総務課
  - 情報管理担当
  - 職員課
  - 危機対策・防災担当
  - 庁舎建設推進室庁舎耐震化担当
  - 市史・行政資料担当
  - 財務室
    - 財政課
    - 契約管財課
    - 市民税課
    - 資産税課
    - 納税課
- 企画政策部
  - 企画課
  - 都市計画課
  - 秘書課
  - 広報広聴課
  - 政策推進課
  - デジタル政策室
    - デジタル政策担当
    - 行政デジタル化担当
- 生活環境部
  - 市民生活課
  - 戸籍住民課
  - 大麻出張所
  - 環境室
    - 環境課
    - 廃棄物対策課
    - 施設管理課
- 経済部
  - 商工労働課
  - 農業振興課
  - 企業立地推進室企業立地課
  - 観光振興課
- 健康福祉部
  - 管理課
  - 障がい福祉課
  - 保護課
  - 国保年金課
  - 医療助成課
  - 介護保険課
  - 夜間急病センター
  - 健康推進室
    - 保健センター
    - 健康推進担当
    - 地域医療担当

  - 子育て支援室子育て支援センター事業推進担当参事
- 子ども家庭部
  - 子育て支援課
  - 子ども育成課
    - 子育て支援センター事業推進担当
    - 子育て支援センター ぽろっこ

  - 子ども発達支援センター
- 建設部
  - 管理課
  - 都市建設課
  - 開発指導課
  - 建築住宅課
  - 建築指導課
  - 土木事務所
    - 道路管理課
    - 治水課
    - 雪対策課
- 教育部
  - 総務課
  - 学校教育支援室
    - 学校教育課
    - 教育支援課

  - 給食センター
  - 生涯学習課
  - スポーツ課
  - 情報図書館
  - 郷土資料館
  - セラミックアートセンター
  - 公民館
    - 江別市中央公民館（コミュニティーセンター）
    - 野幌公民館
    - 大麻公民館（えぽあホール）
- 消防本部
  - 総務課
  - 警防課
  - 予防課
  - 消防署
    - 管理課
    - 消防課
    - 江別出張所
    - 野幌出張所
    - 大麻出張所
- 水道部
  - 総務課
  - 営業センター
  - 水道整備課
  - 浄水場
  - 下水道施設課
  - 浄化センター
- 市立病院
  - 市立病院
- 会計課
  - 会計課
- 江別市議会
  - 事務局
- 監査委員
  - 事務局
- 選挙管理委員会
  - 事務局
- 農業委員会
  - 事務局

## 国家機関

### 官公庁
- 法務省
  - 札幌法務局江別出張所
  - 札幌刑務所角山農場（角山農芸学園）
- 厚生労働省
  - 北海道労働局札幌東公共職業安定所江別出張所（ハローワーク江別）
- 農林水産省
  - 林野庁北海道森林管理局石狩森林管理署野幌森林事務所
- 国土交通省
  - 北海道開発局札幌開発建設部
    - 江別河川事務所
    - 札幌北農業事務所
- 防衛省
  - 自衛隊札幌地方協力本部江別地域事務所

### 道の機関
- 北海道江別保健所
- 北海道消防学校
- 野幌森林公園自然ふれあい交流館
- 北海道教育委員会
  - 北海道立図書館
  - 北海道立埋蔵文化財センター
  - 北海道立教育研究所
    - 附属情報処理教育センター・附属理科教育センター

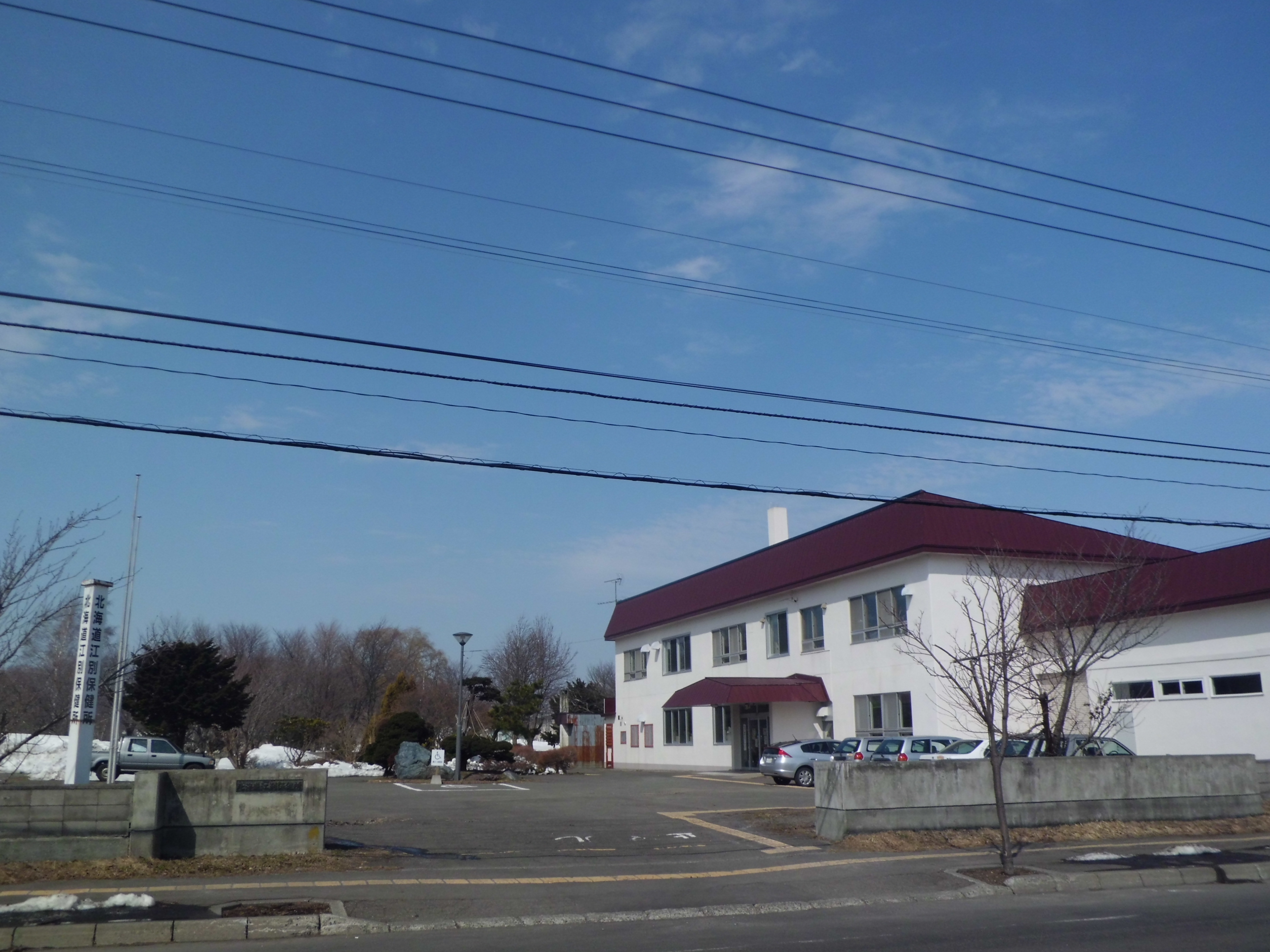
北海道江別保健所（2015年3月）
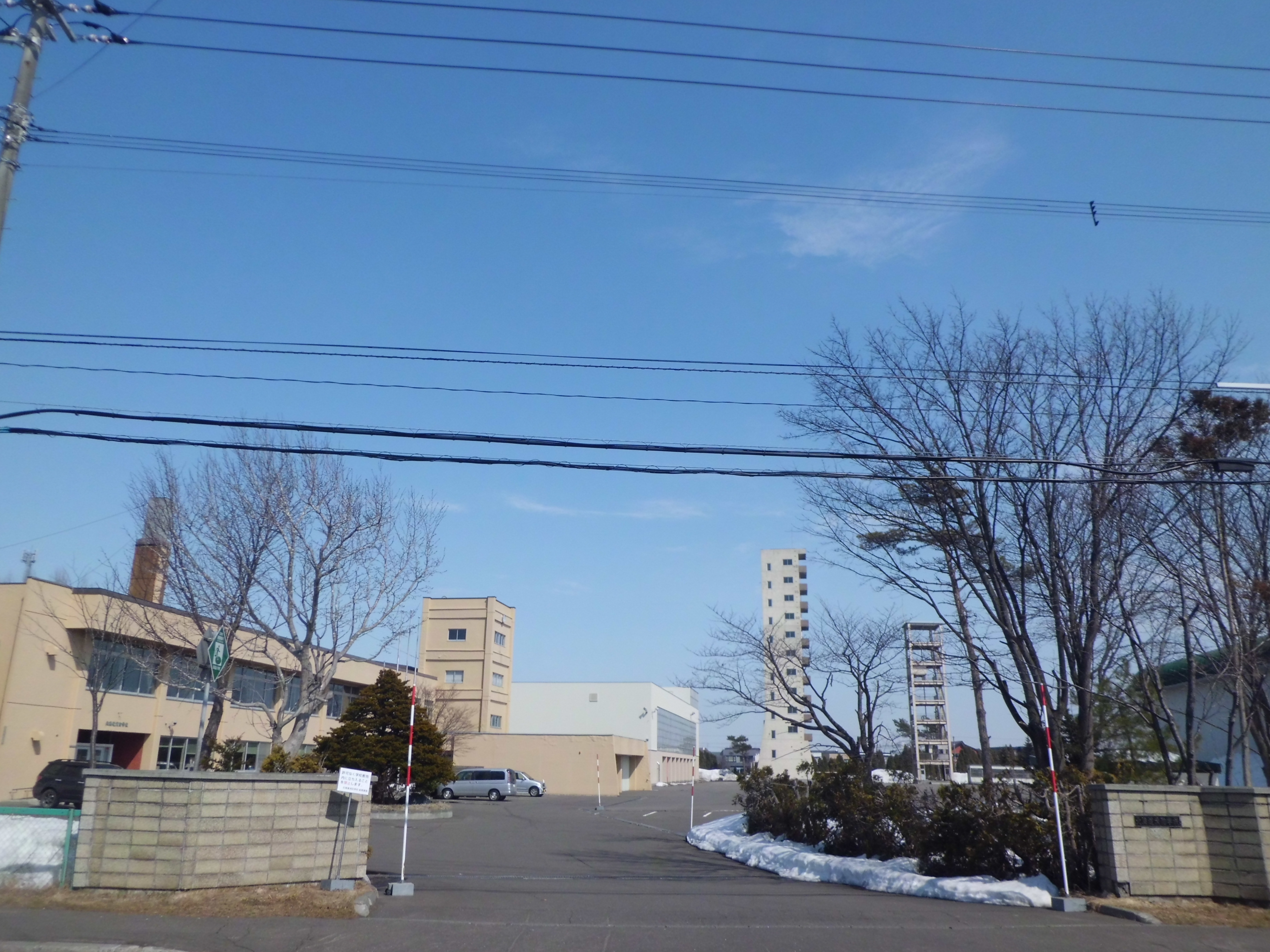
北海道消防学校（2015年3月）
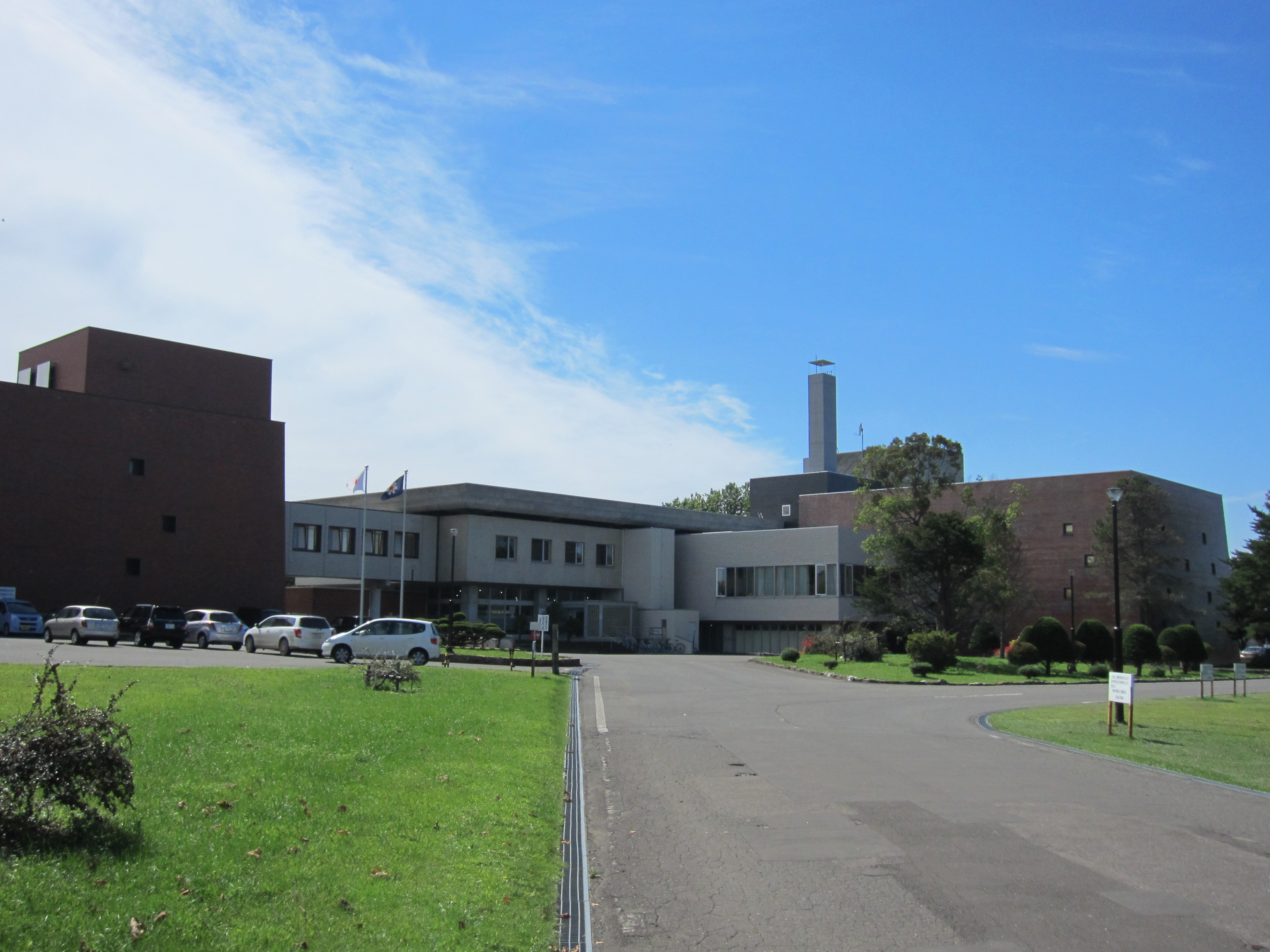
北海道立図書館（2015年9月）
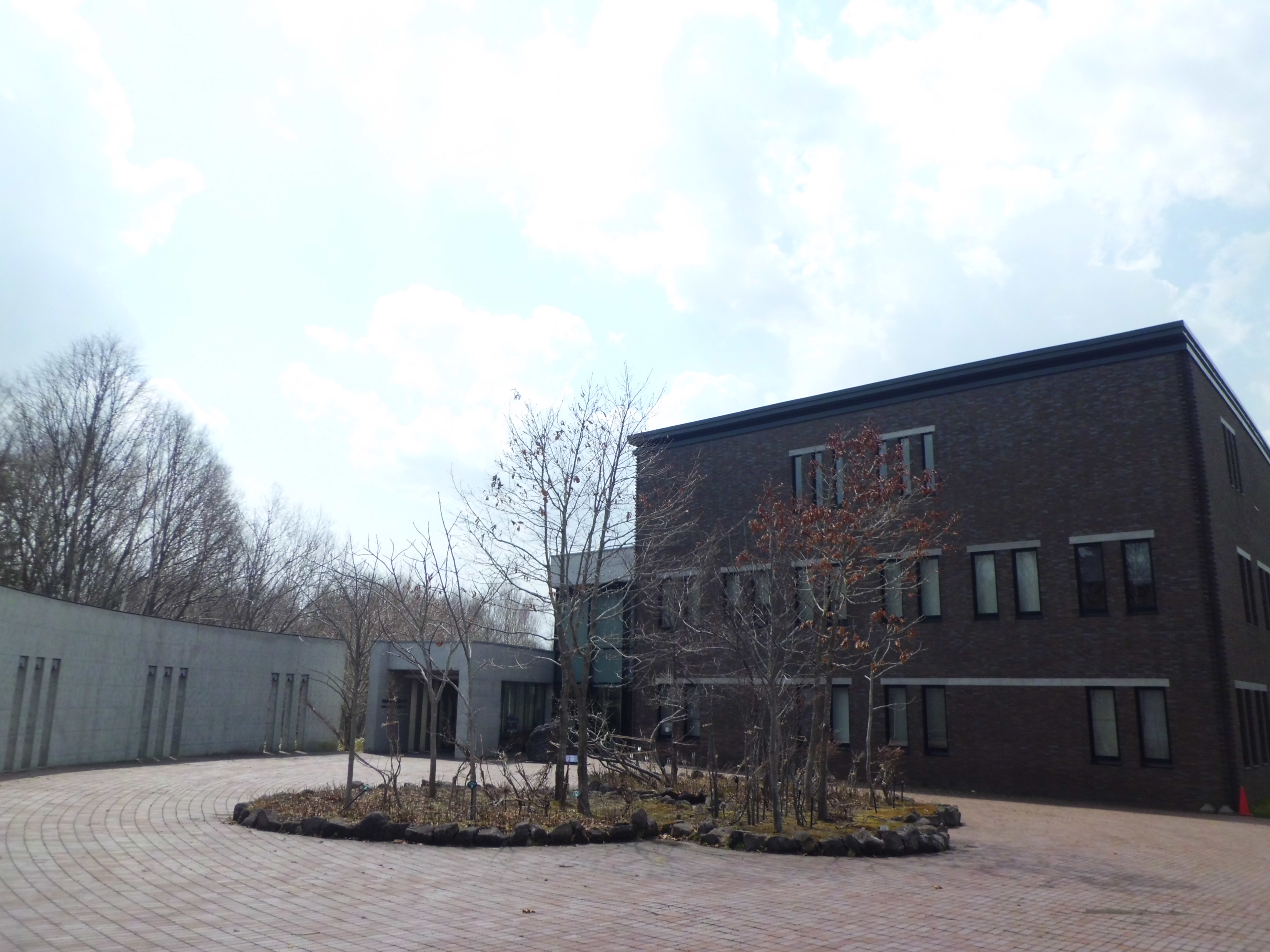
北海道埋蔵文化財センター
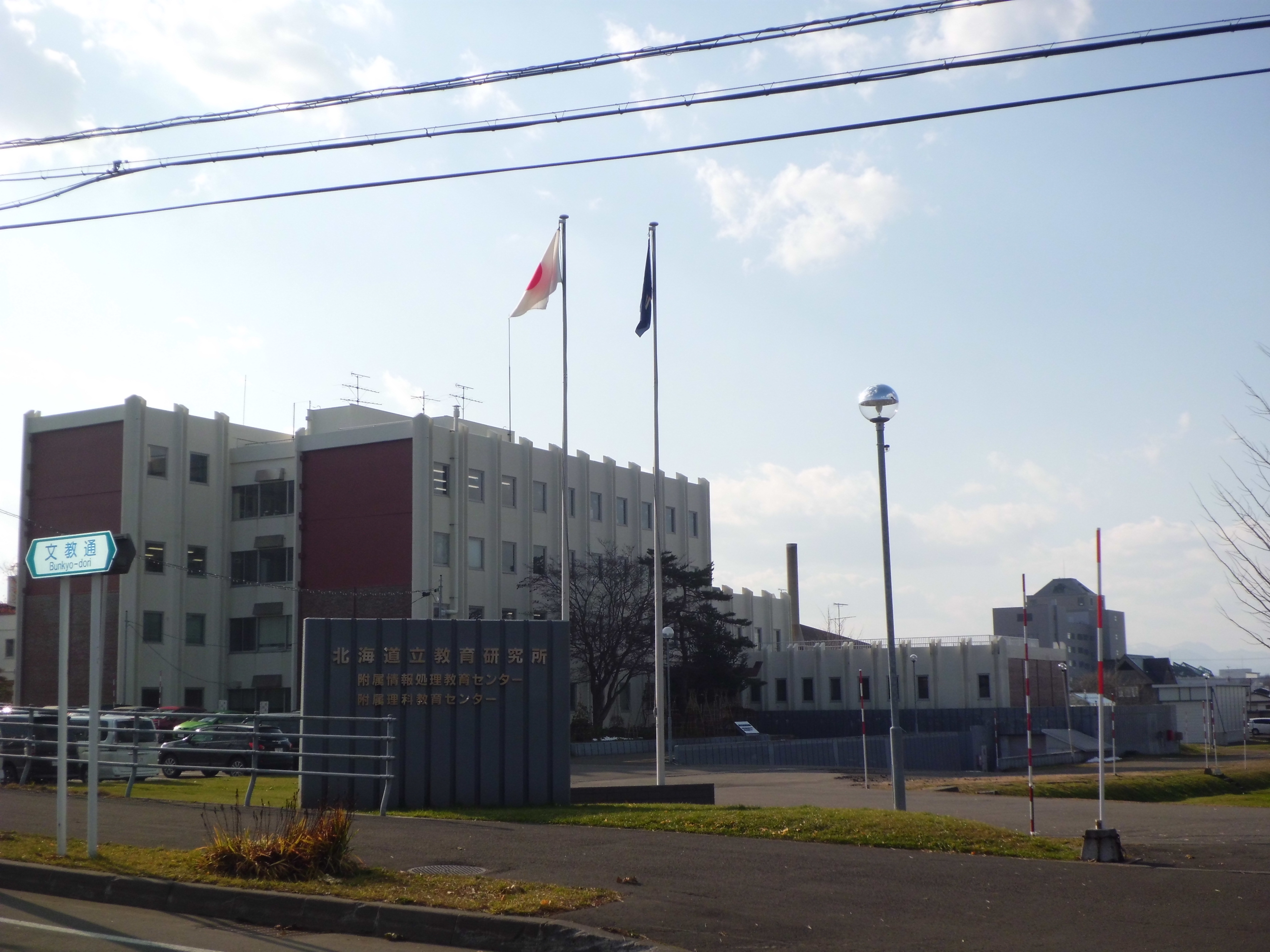
北海道立教育研究所（2014年11月）

### 独立行政法人・地方独立行政法人・特殊法人等
独立行政法人
- 森林研究・整備機構林木育種センター北海道育種場

地方独立行政法人
- 北海道立総合研究機構産業技術研究本部食品加工研究センター

## 施設

### 警察

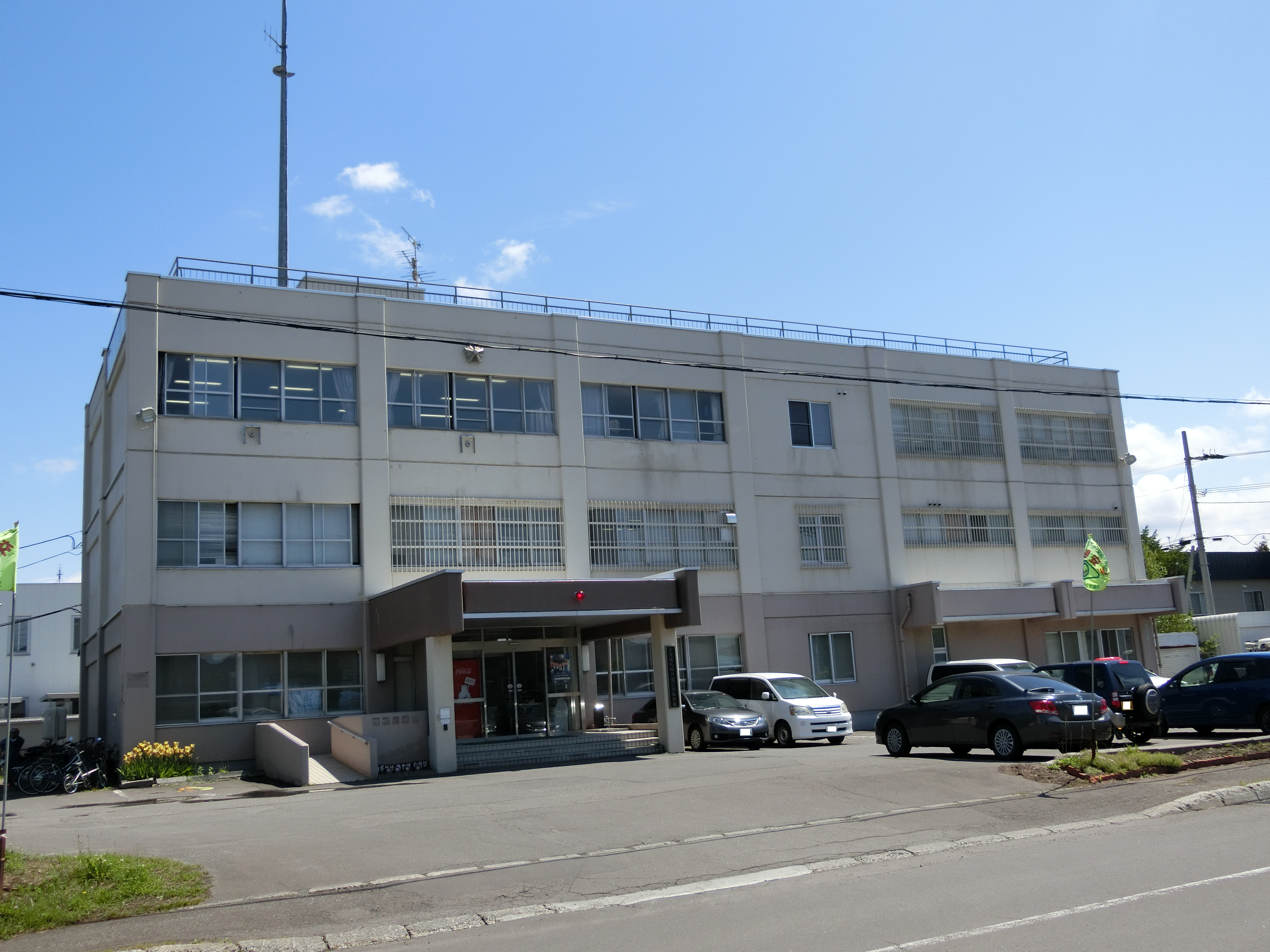
北海道札幌方面江別警察署（弥生町23番地）
  - 駅前交番（2条6丁目6番地1）[85]
  - 朝日交番（朝日町8番地4）[85]
  - 野幌交番（野幌町82番地2）[85]
  - 東野幌交番（東野幌本町7番地1）[85]
  - 大麻交番（大麻中町26番地）[85]
  - 文京台交番（文京台27番地の4）[85]
  - 角山駐在所（角山449番地の5）[85]

- 江別警察署

### 消防

#### 本部
- 江別市消防本部（野幌代々木町80番地の8）[86]

#### 消防署
- 野幌出張所（野幌代々木町80-8）[87]
- 江別出張所（3条1丁目1）[88]
- 大麻出張所（大麻元町192-3）[89]

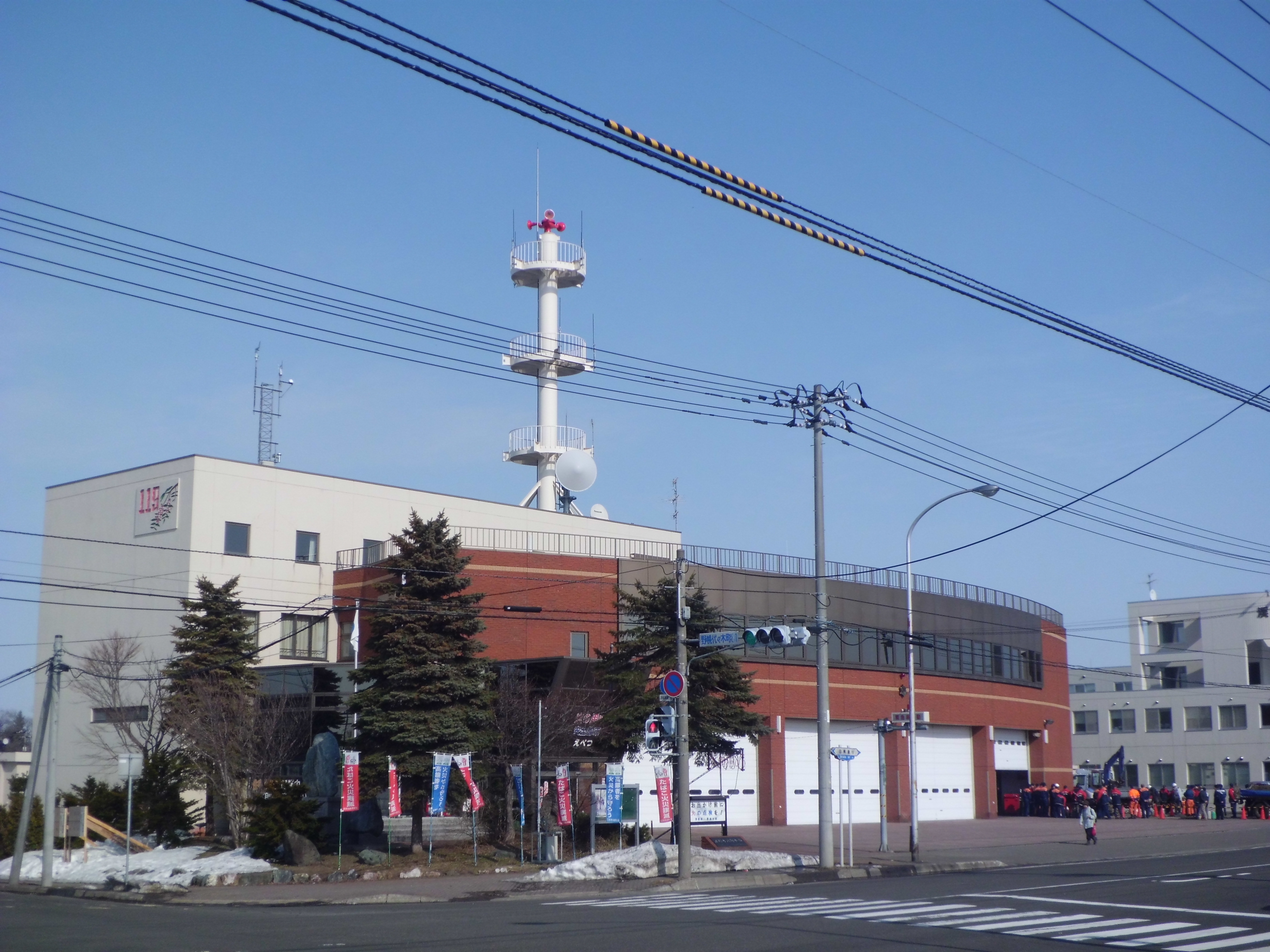
江別市消防本部（2015年3月）
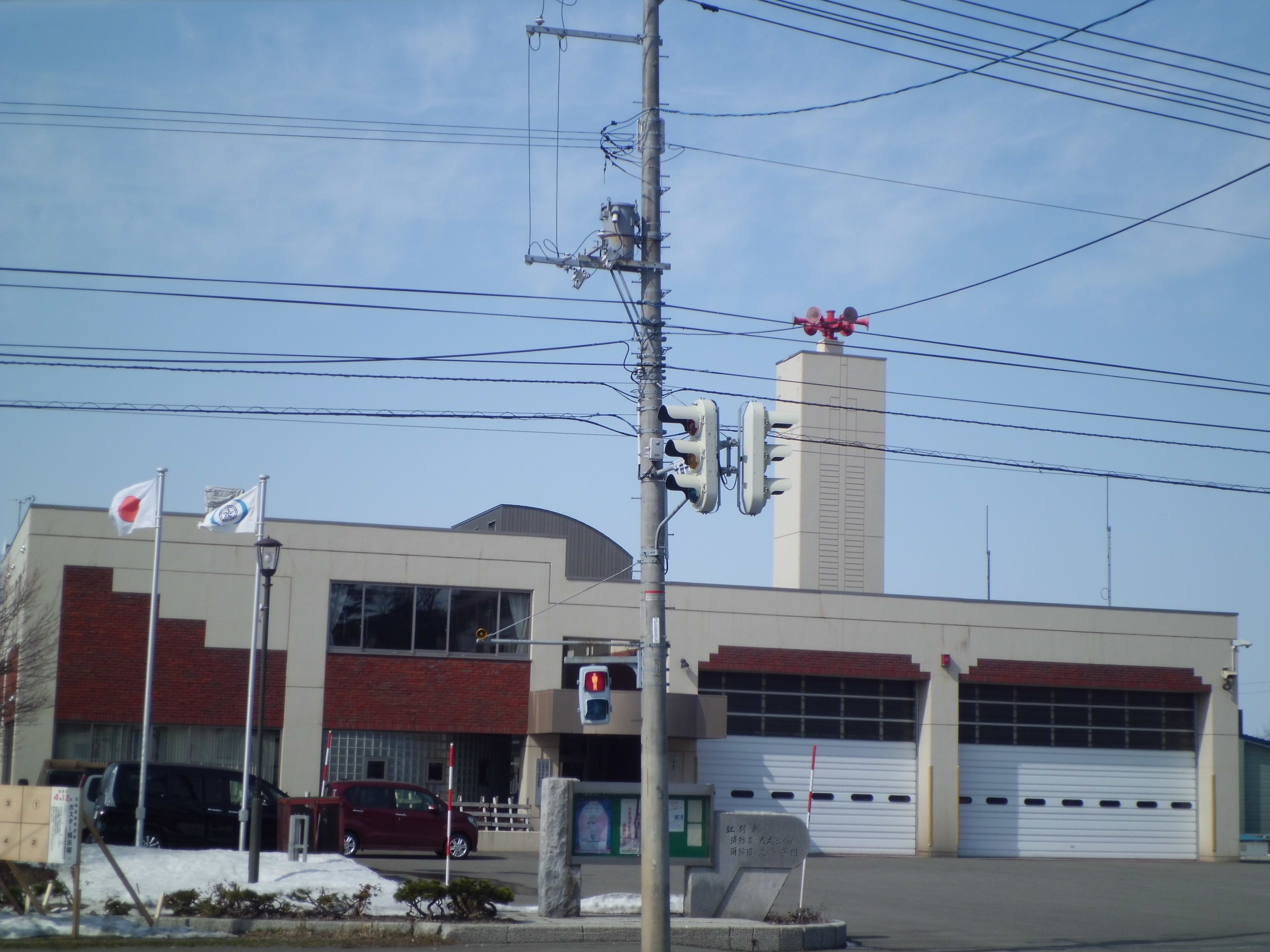
大麻出張所

### 医療

#### 主な病院
- 江別市立病院（若草町6）[90]
- 江別すずらん病院（上江別442-15）[90]
- 江別谷藤病院（幸町22-1）[90]
- 渓和会江別病院（野幌代々木町81-6）[90]
- 野幌病院（野幌町53-5）[90]
- 友愛記念病院（新栄台46-1）[90]

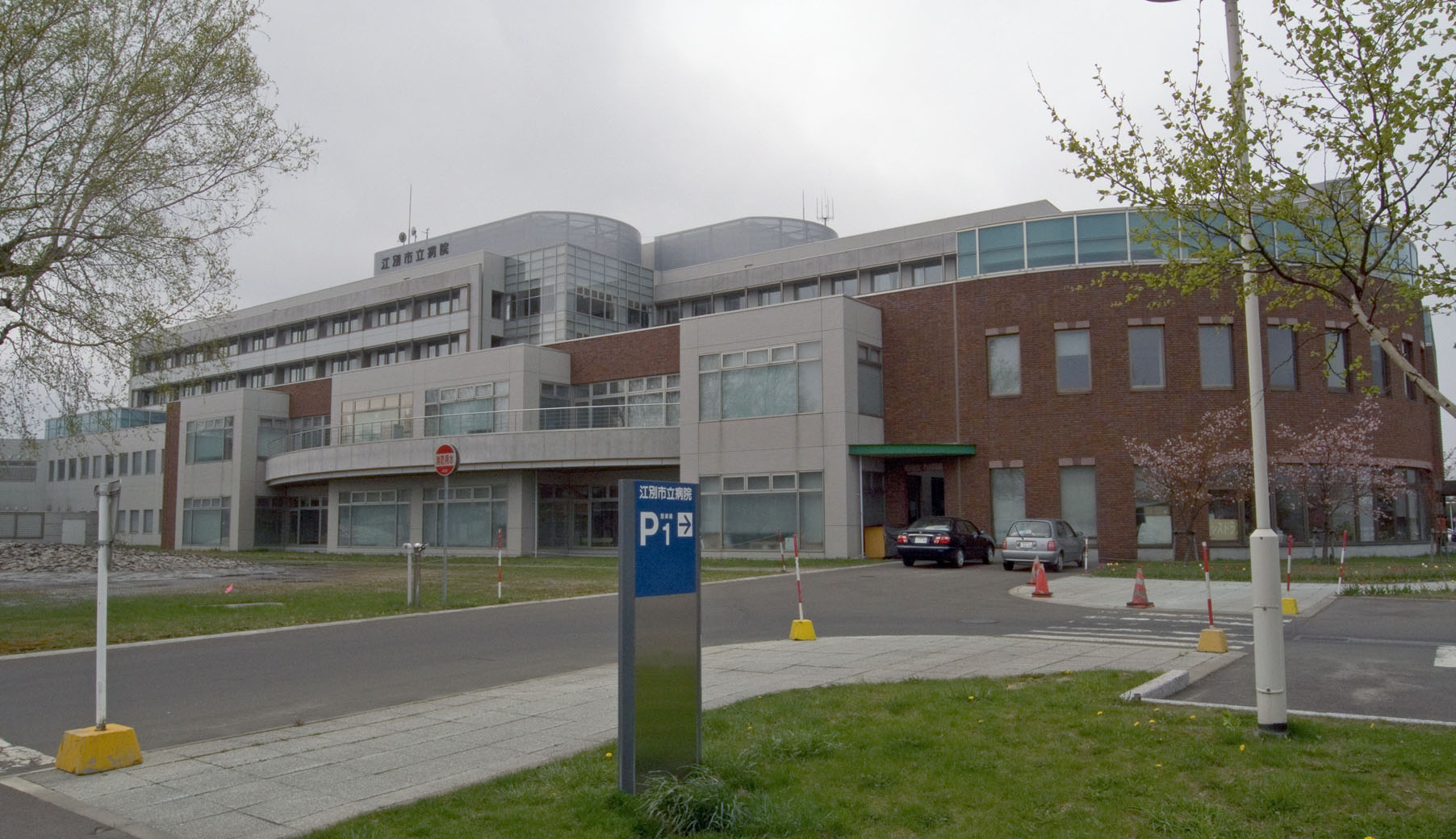
江別市立病院（2009年5月）

### 郵便局

#### 集配局
- 野幌郵便局（野幌町85-5）[91]：野幌地区・大麻地区
- 江別郵便局（王子16-15）[92]：江別地区

#### 簡易郵便局
- 江別大麻西郵便局
- 江別大麻東町郵便局
- 江別大麻郵便局
- 江別西郵便局
- 江別文京台郵便局
- 江別見晴台郵便局
- 江別若草郵便局
- 野幌駅前郵便局
- 野幌錦町郵便局
- 野幌若葉郵便局
- 江別あけぼの簡易郵便局
- 江別工業団地簡易郵便局
- 江別太簡易郵便局
- 上江別簡易郵便局
- 豊幌簡易郵便局
- 東野幌簡易郵便局

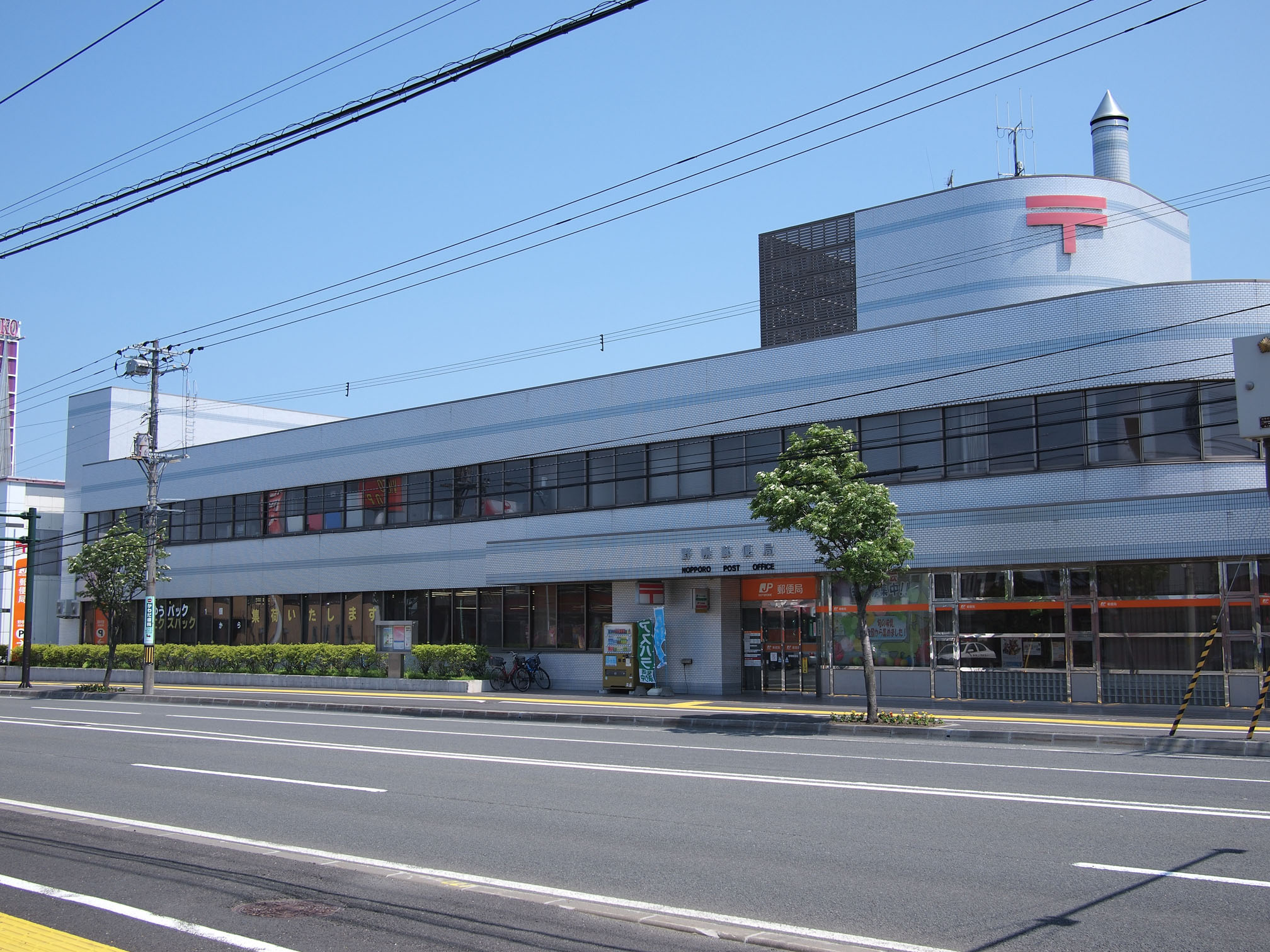
野幌郵便局（2010年6月）
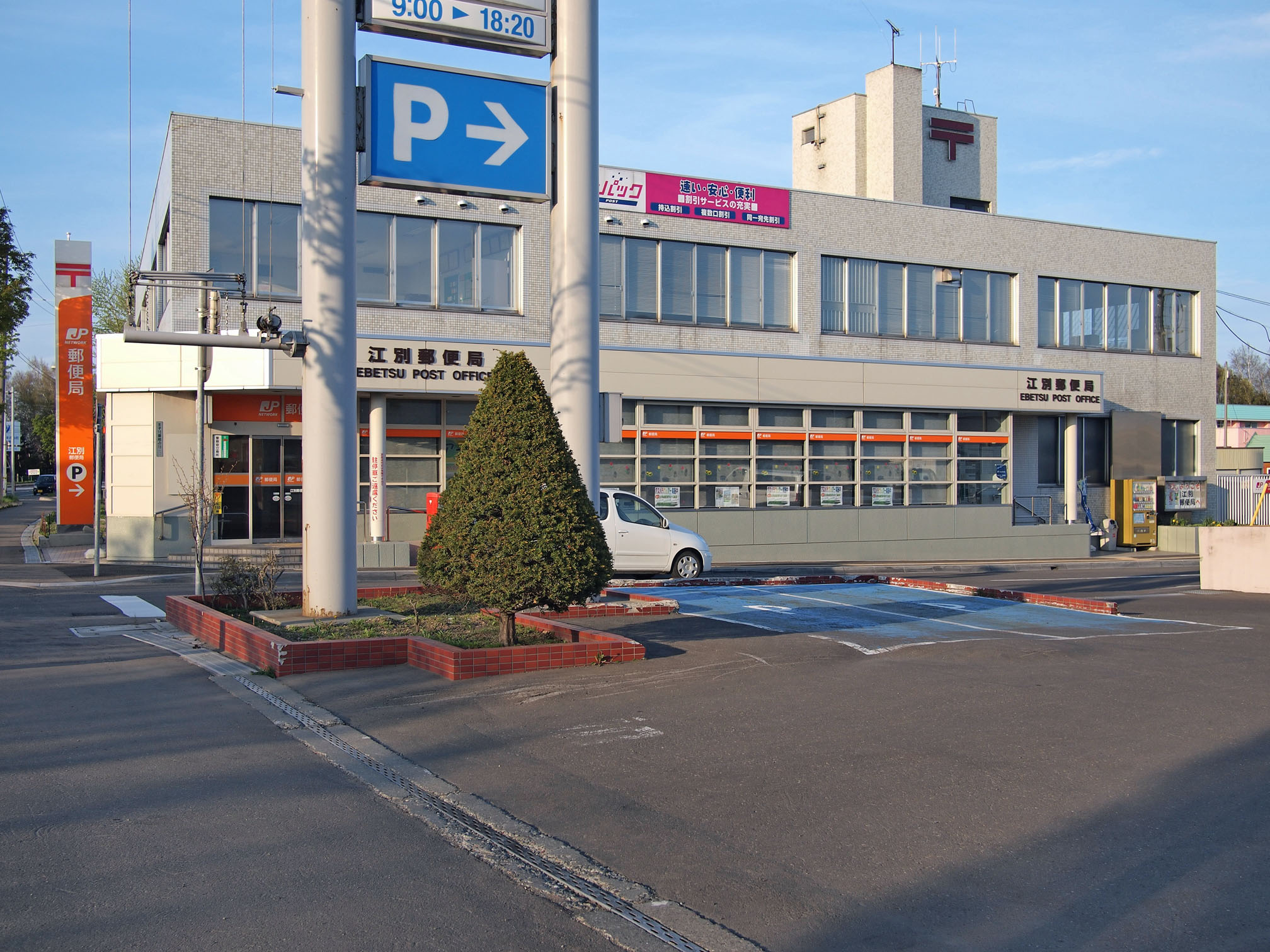
江別郵便局（2010年6月）
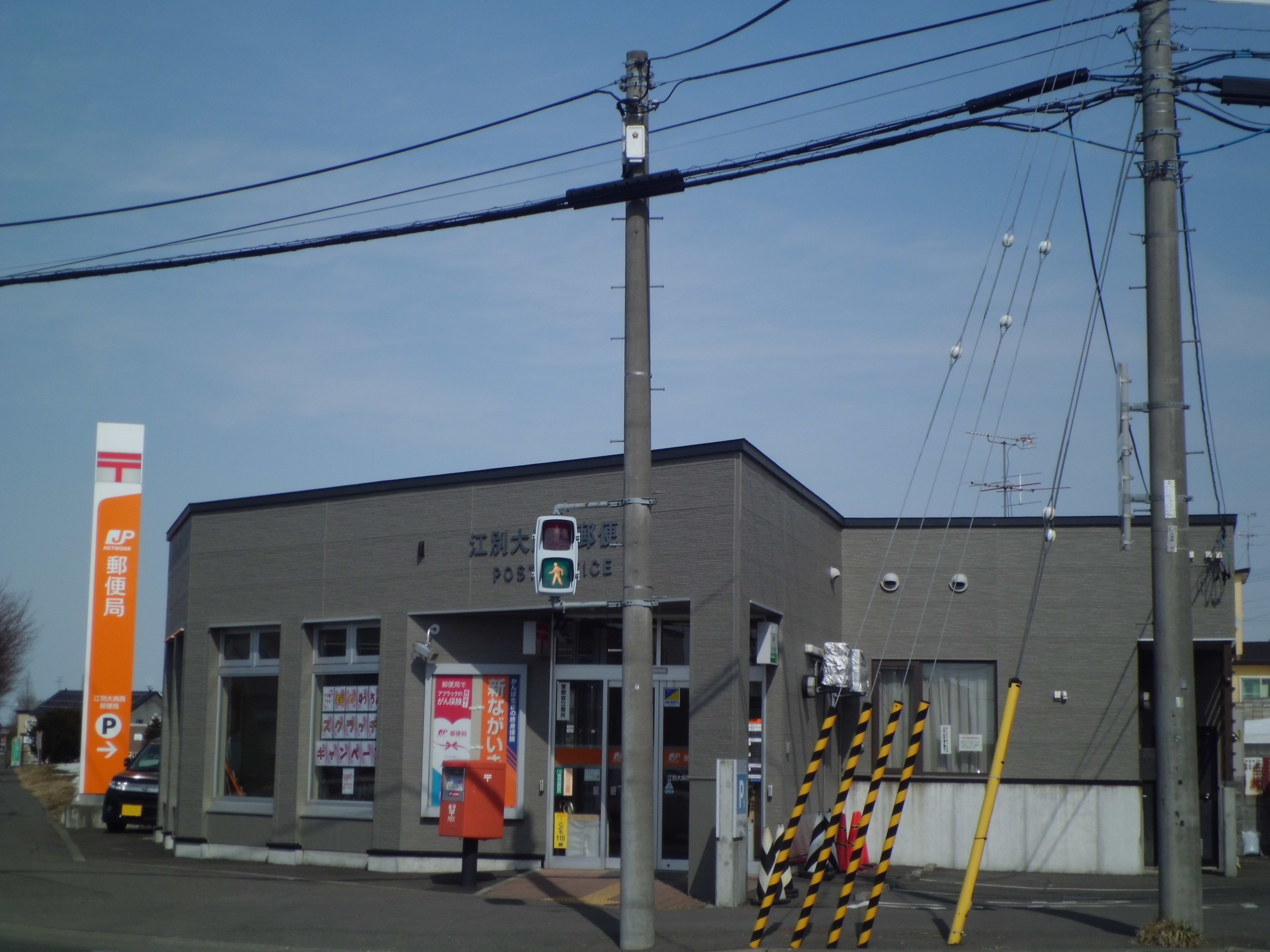
江別大麻西郵便局（2015年3月）
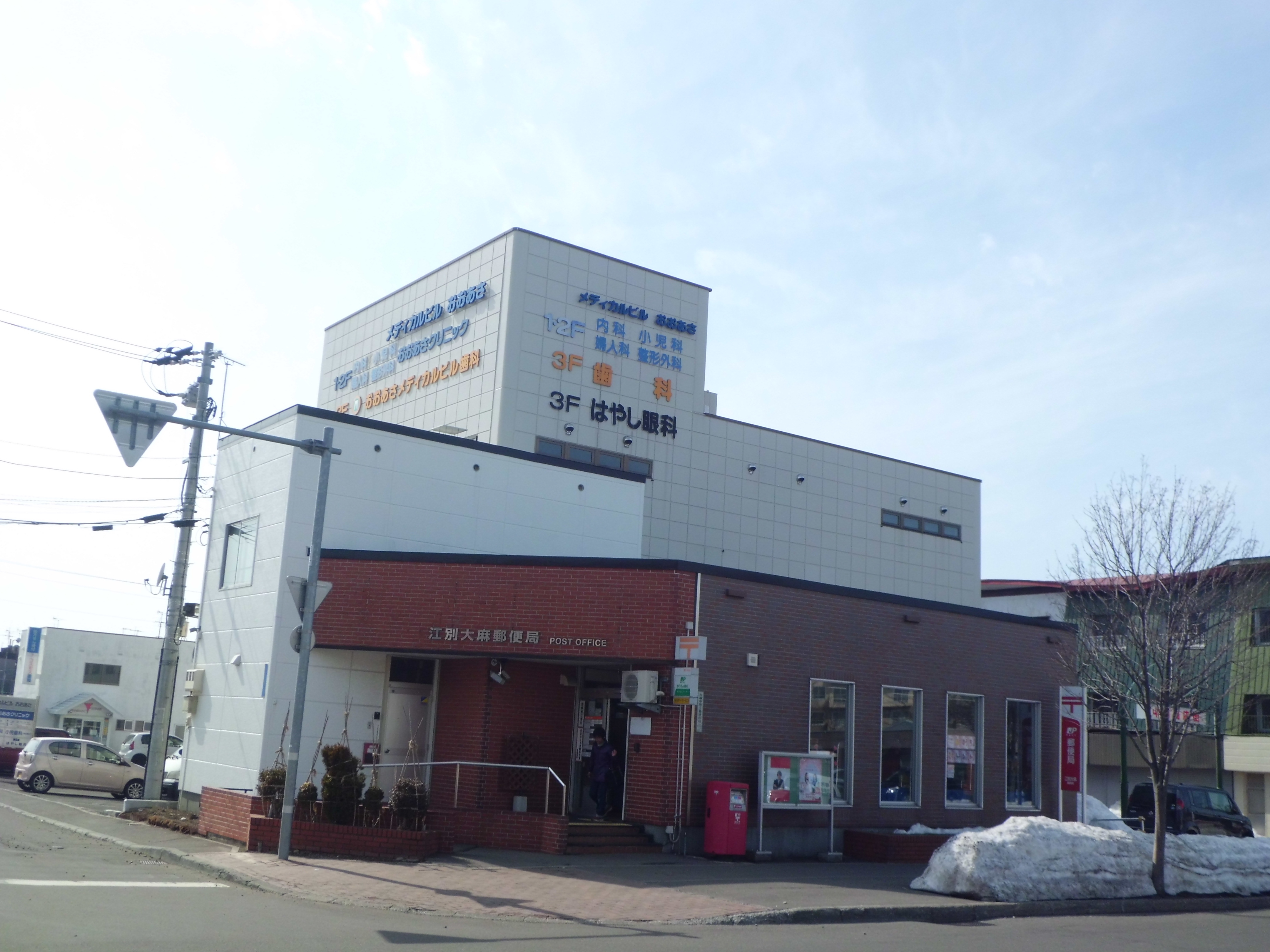
江別大麻郵便局（2015年3月）
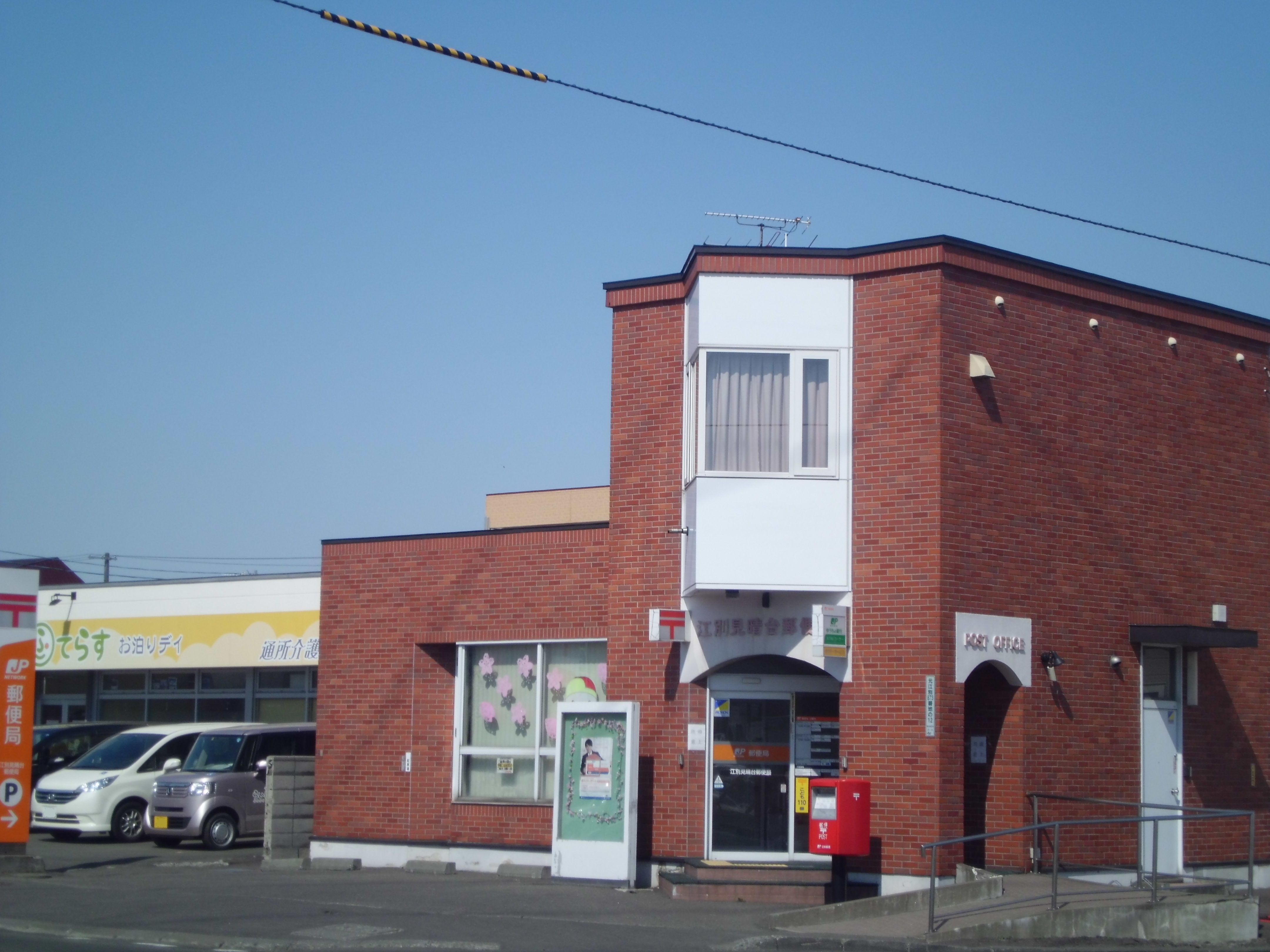
江別見晴台郵便局（2015年3月）
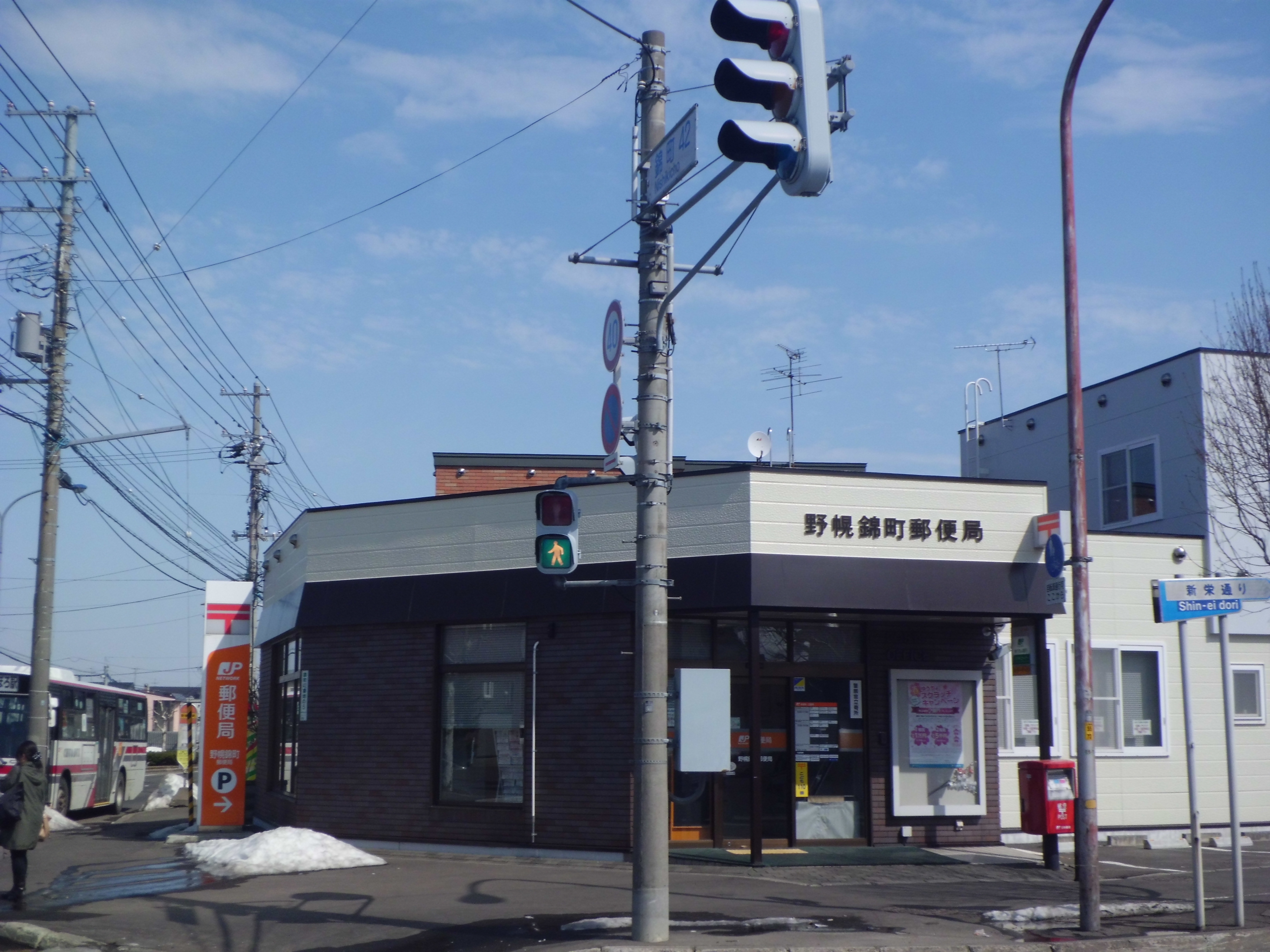
野幌錦町郵便局（2015年3月）

### 公共施設

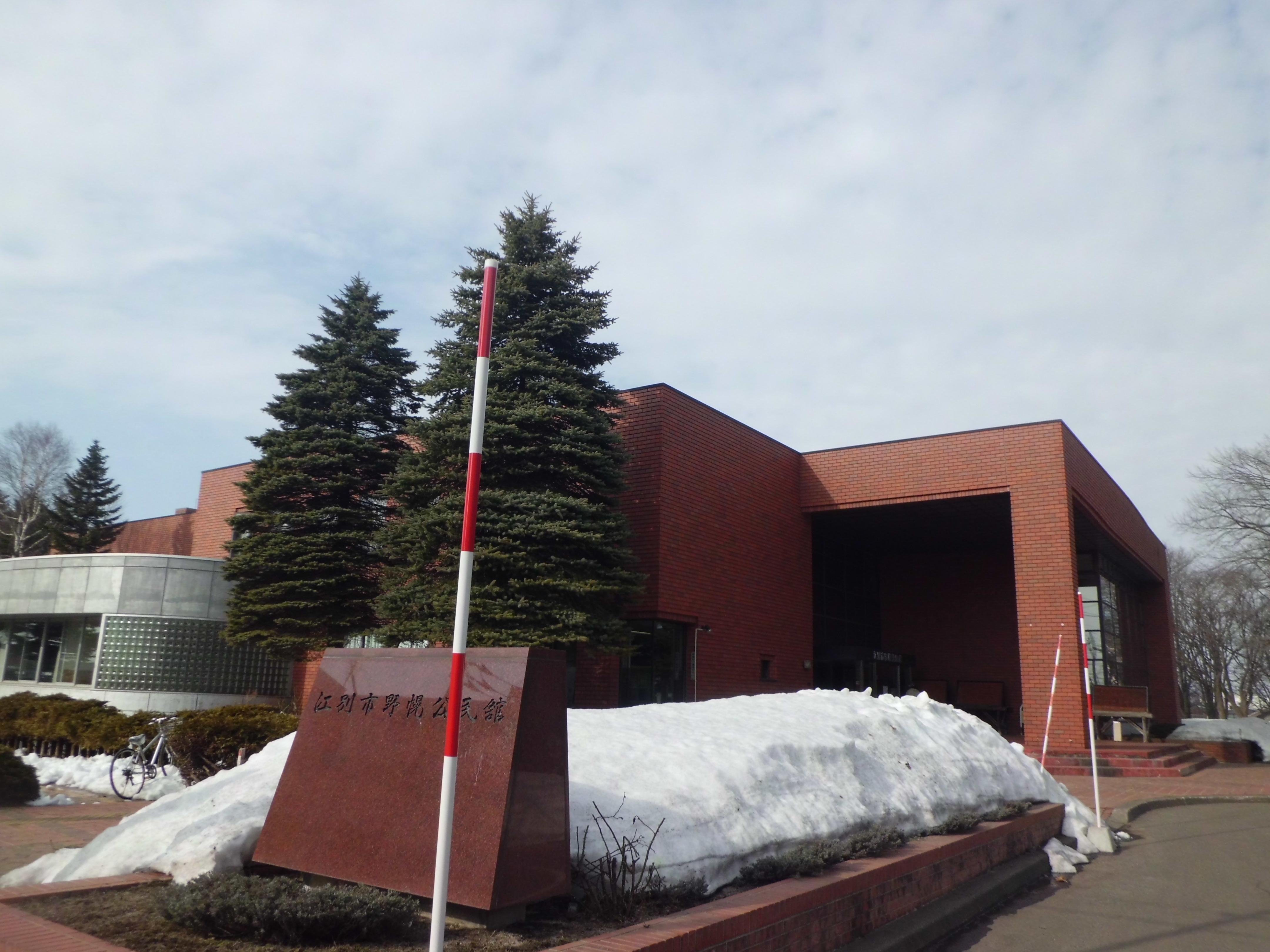
江別市民会館
- 江別市中央公民館・コミュニティセンター
- 江別市野幌公民館
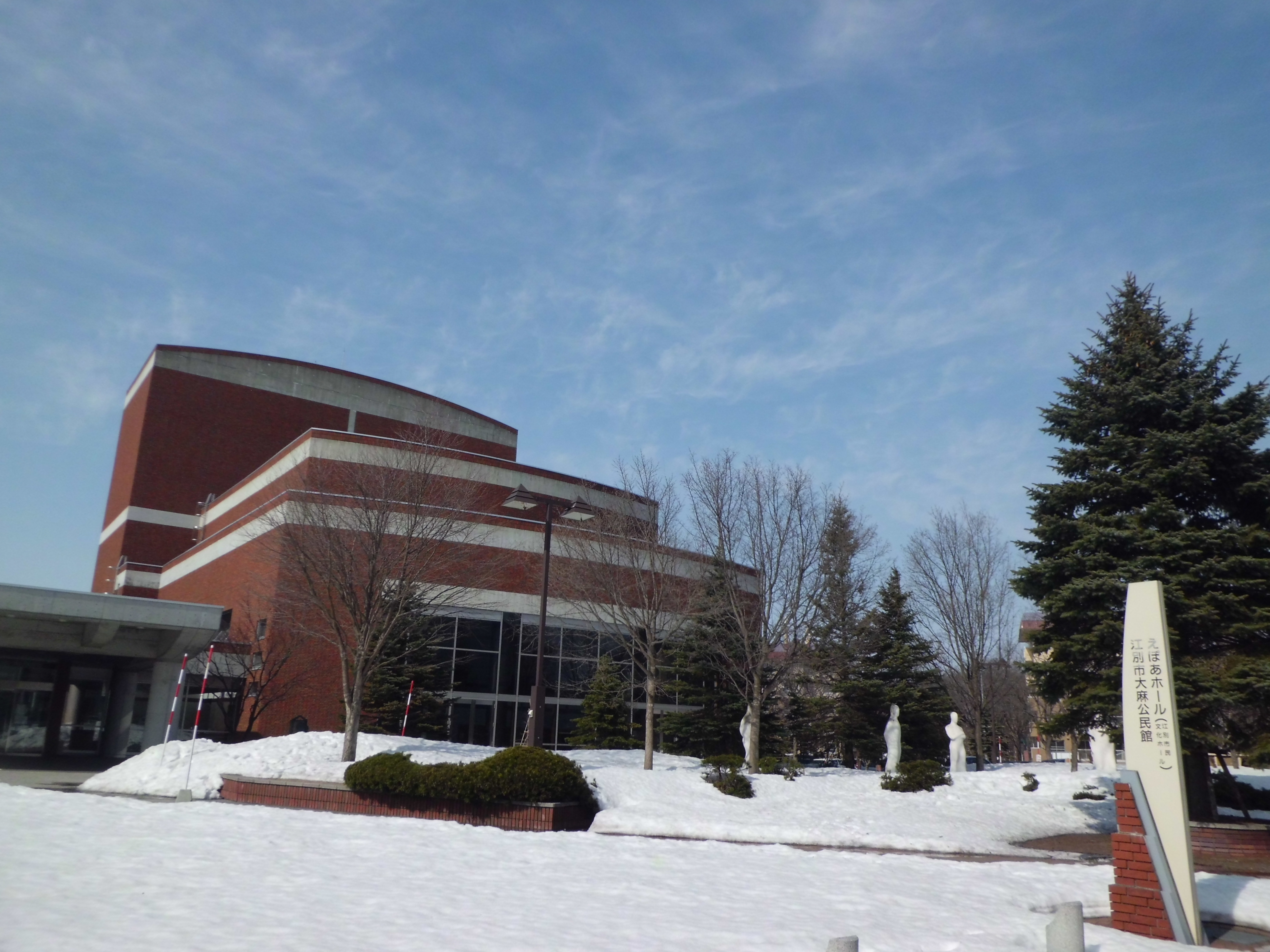
江別市大麻公民館・江別市民文化ホール（えぽあホール）
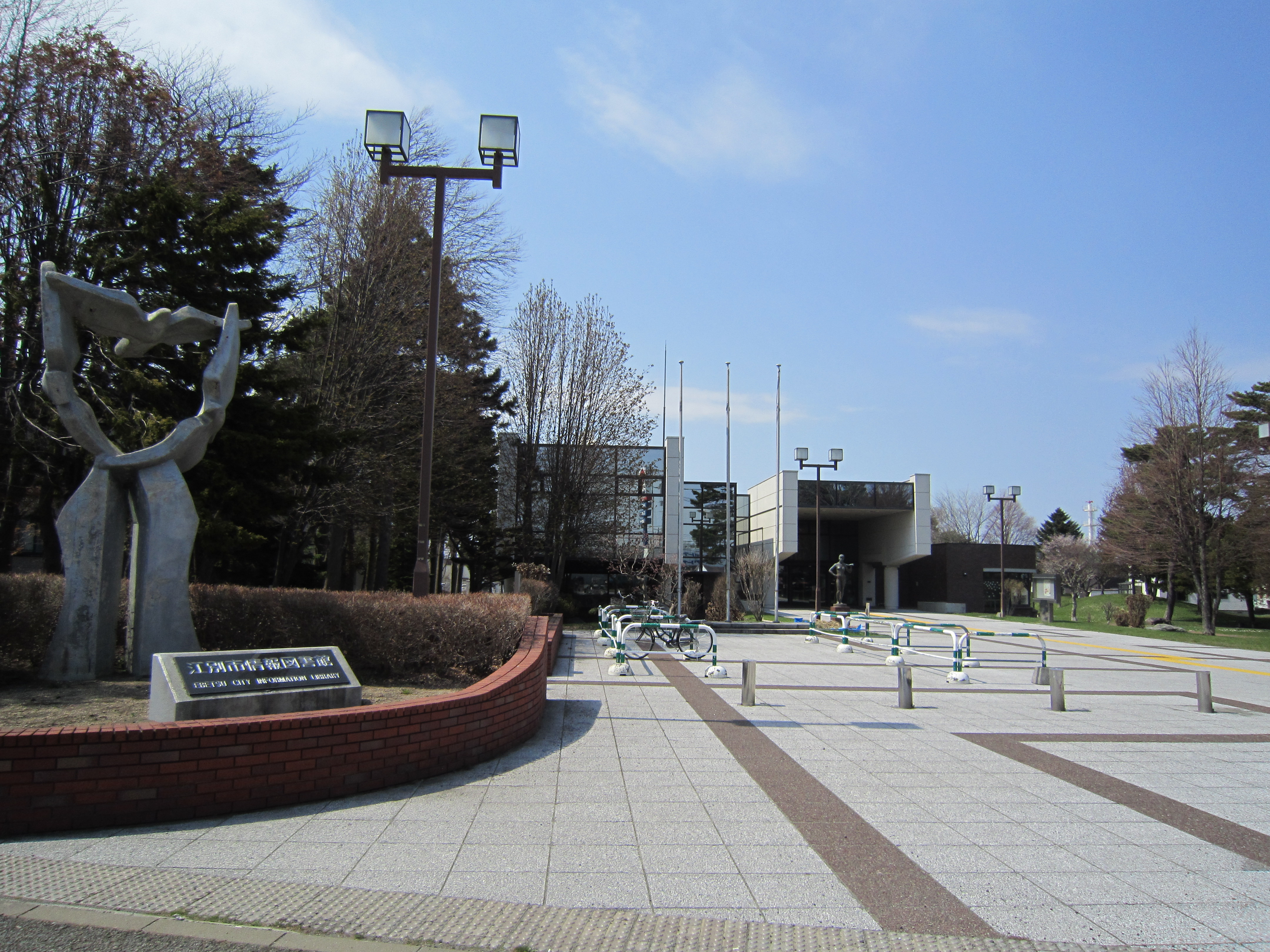
江別市情報図書館
- 江別市セラミックアートセンター
- 江別市旧町村農場
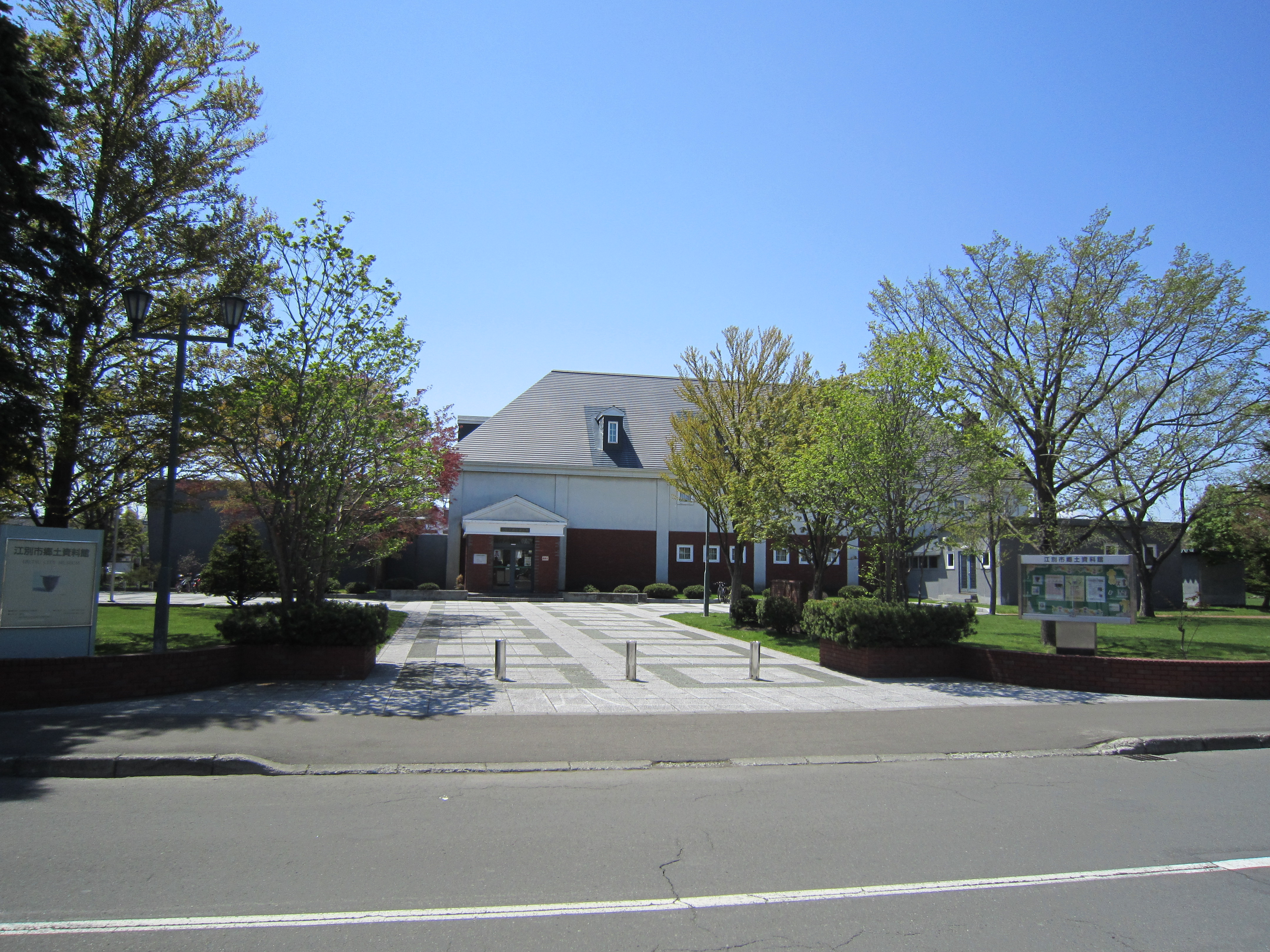
江別市郷土資料館
  - 江別市屯田資料館
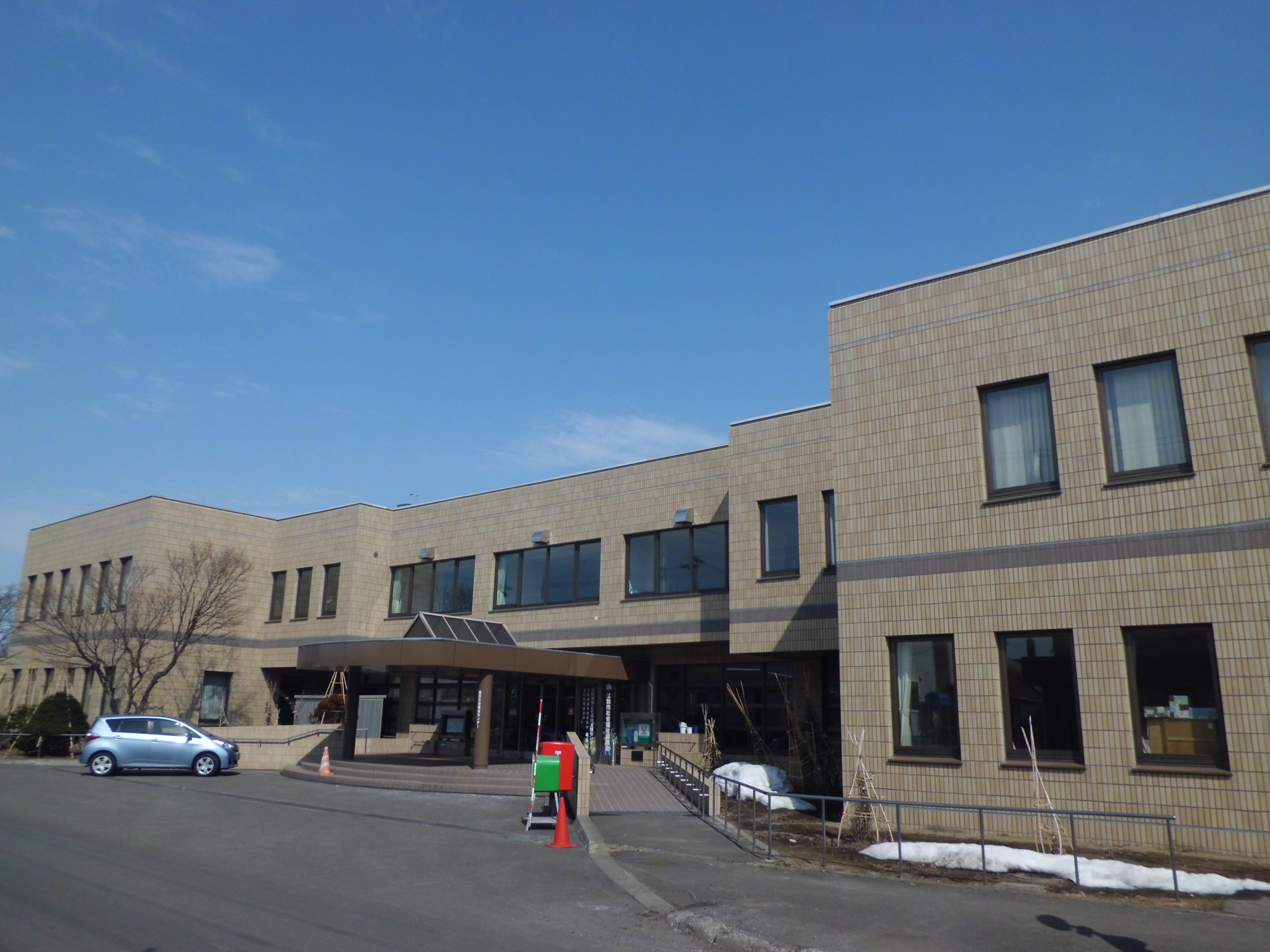
江別市総合社会福祉センター
  - 江別市子ども発達支援センター
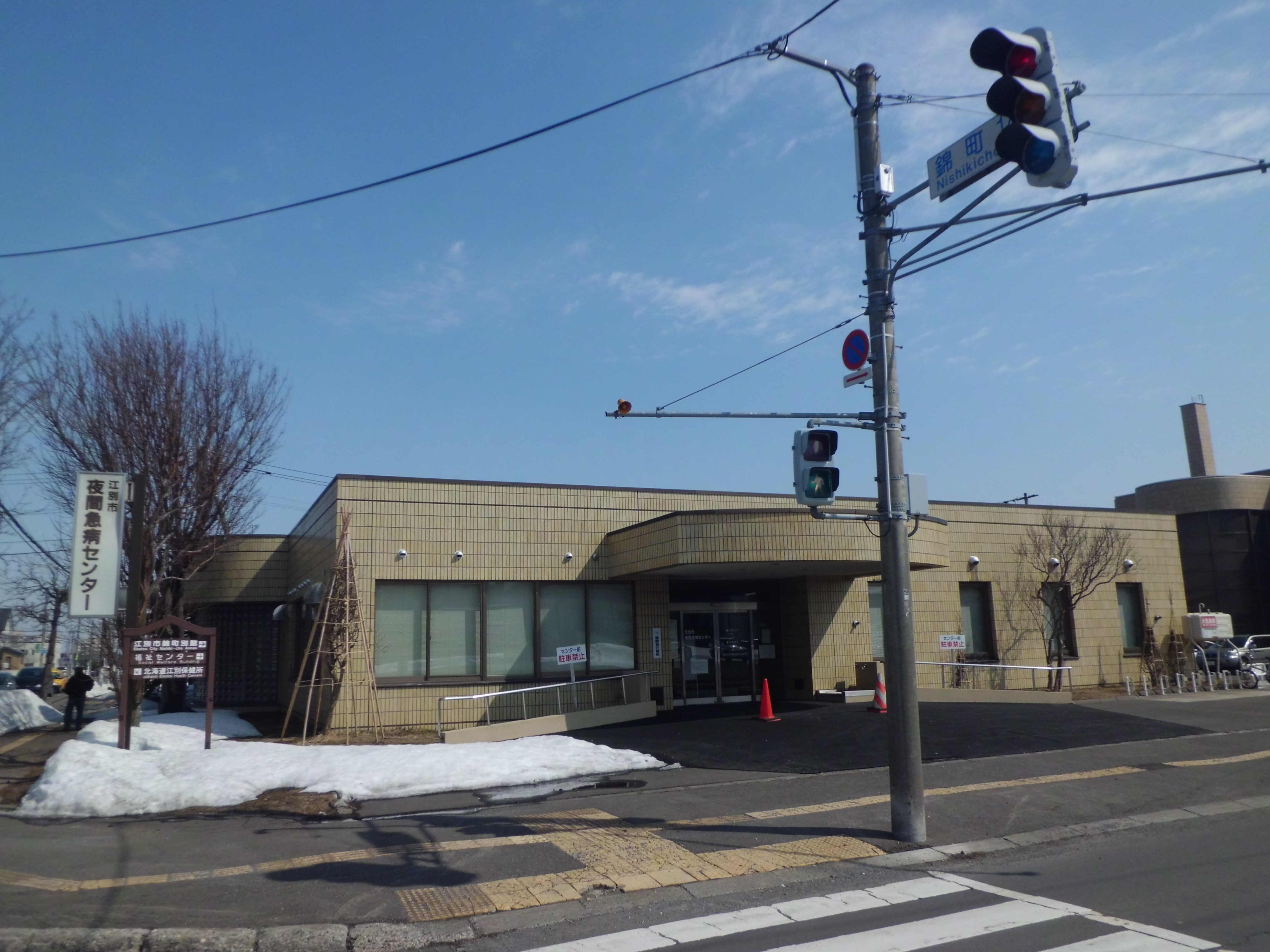
江別市夜間急病センター
- 江別市花き・野菜栽培技術指導センター
- 江別市都市と農村の交流センター（えみくる）
- 江別市農村環境改善センター
- 江別市野幌農村環境改善センター
- 江別市勤労者研修センター
- 江別市消費生活センター
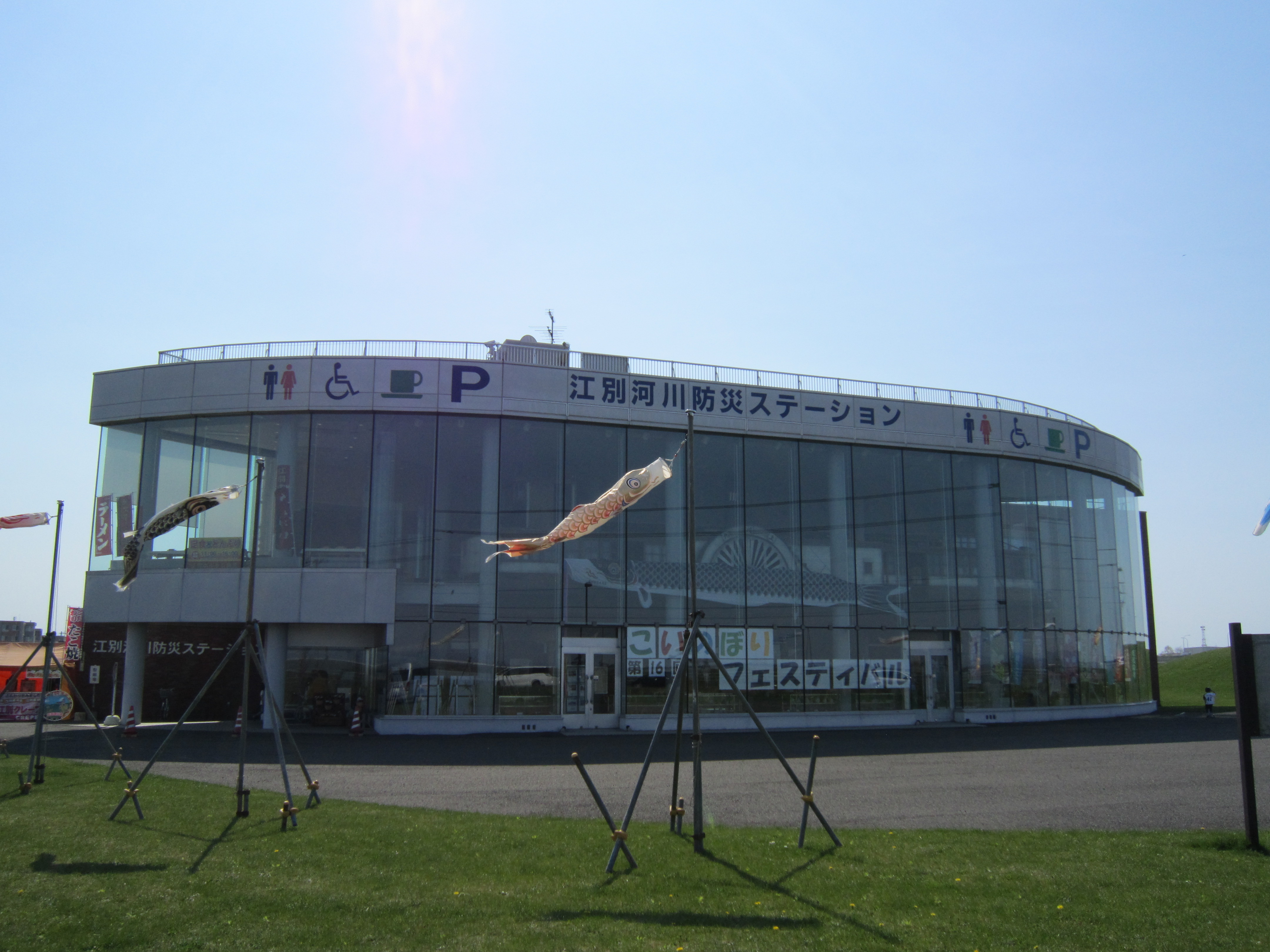
江別河川防災ステーション
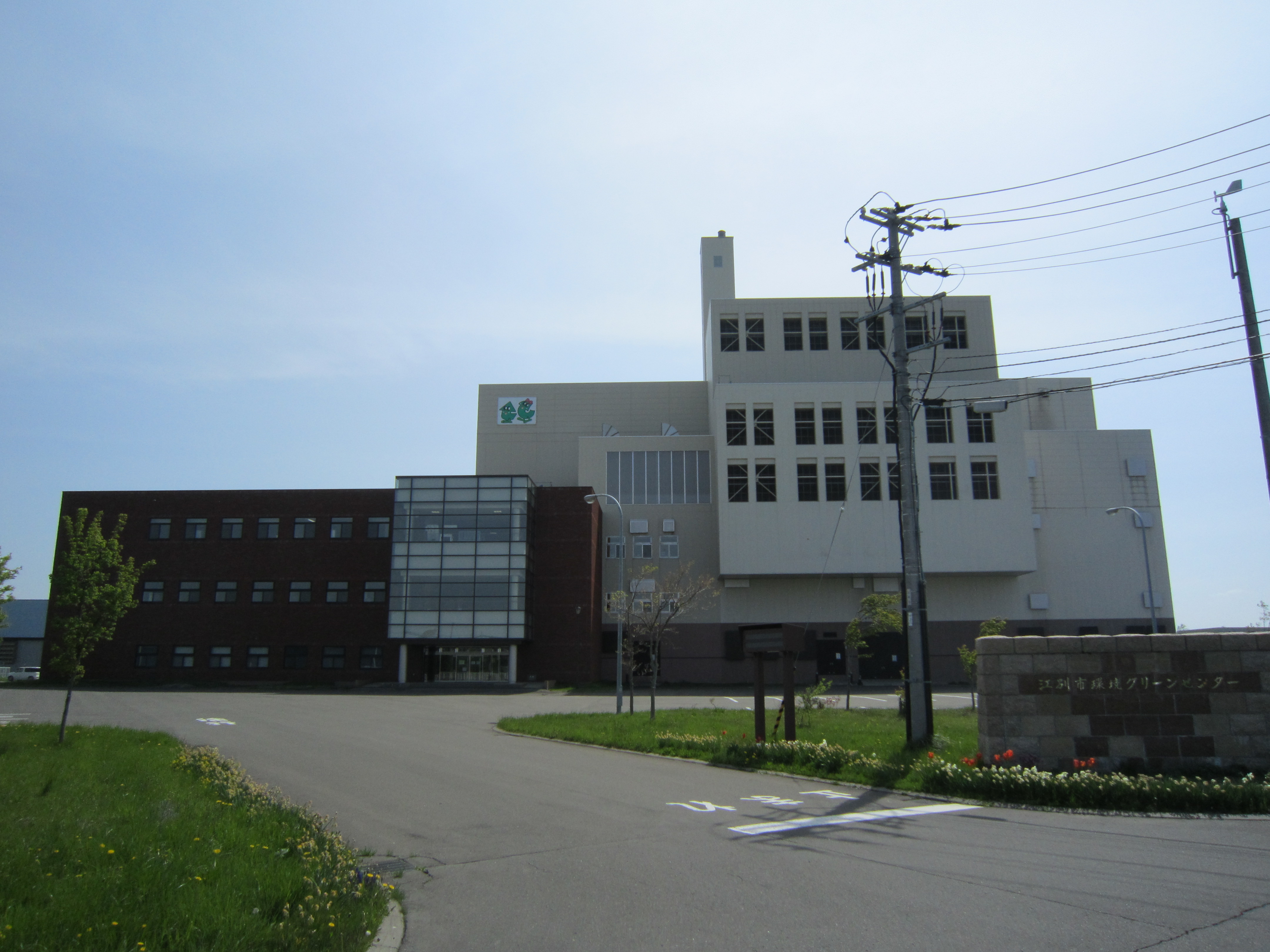
江別市環境クリーンセンター（くるりん）
- 江別浄化センター
- 江別市葬斎場
- やすらぎ苑
- 野幌共同墓地
- 美原共同墓地

- 江別市野幌公民館
- 江別市民文化ホール（えぽあホール）・江別市大麻公民館（2015年3月）
- 江別市情報図書館
- 江別市郷土資料館
- 江別市総合社会福祉センター（2015年3月）
- 江別市夜間急病センター（2015年3月）
- 江別河川防災ステーション（2019年5月）
- 江別市環境クリーンセンター（2019年5月）

### 運動施設
- 江別市民体育館
- 江別市東野幌体育館
- 江別市大麻体育館
- 江別市青年センター
- 江別市あけぼのパークゴルフ場
- 江別市森林キャンプ場
- 飛烏山公園
  - 野球場
  - テニスコート
  - 多目的広場
- 石狩川河川敷緑地
  - ソフトボール場
  - サッカー場
- 北海道立野幌総合運動公園
  - 総合体育館・プール
  - 硬式野球場
  - 軟式野球場
  - テニスコート
  - ラグビー場
  - ホッケー場
  - 陸上競技場

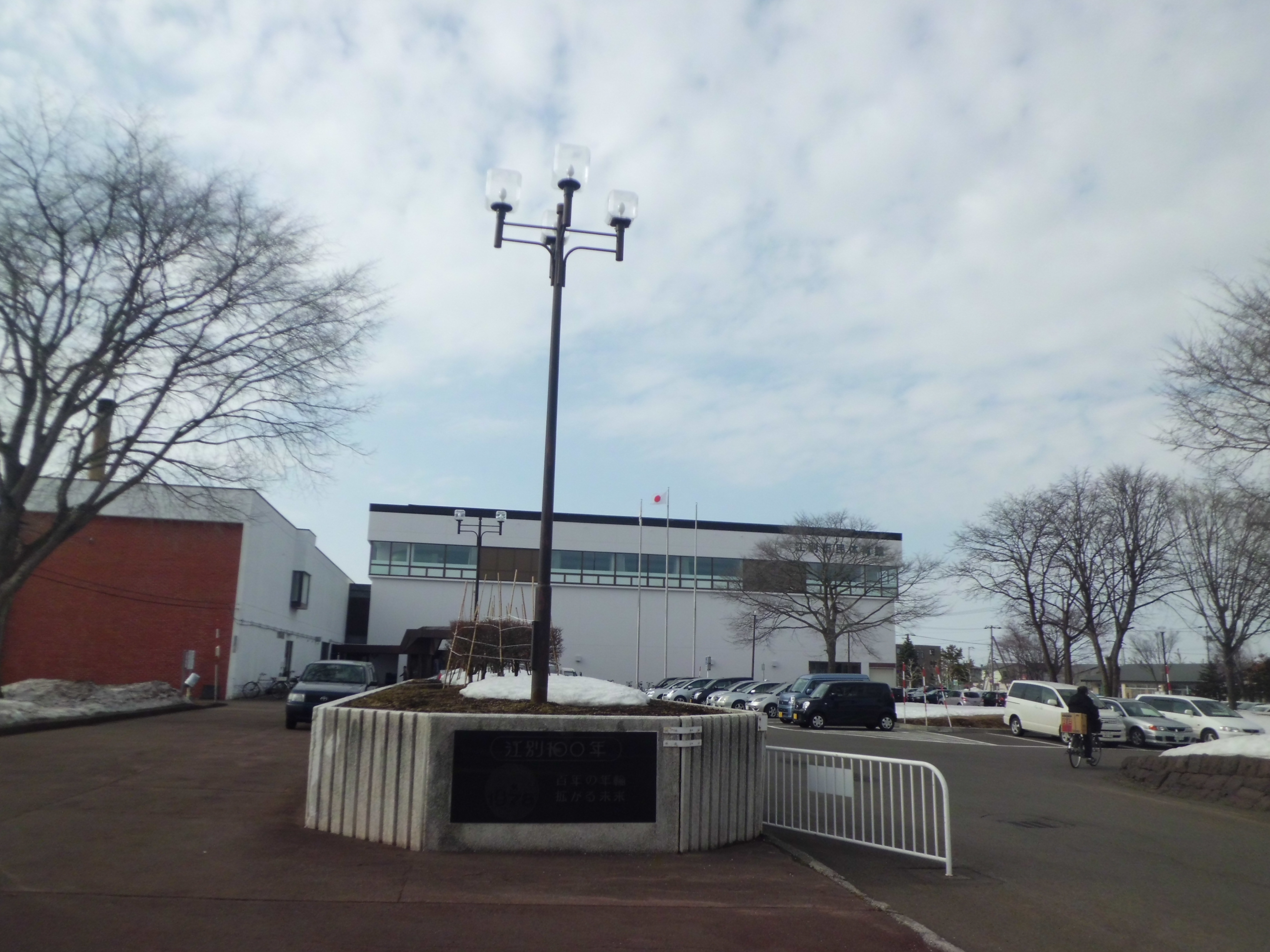
江別市民体育館（2015年3月）
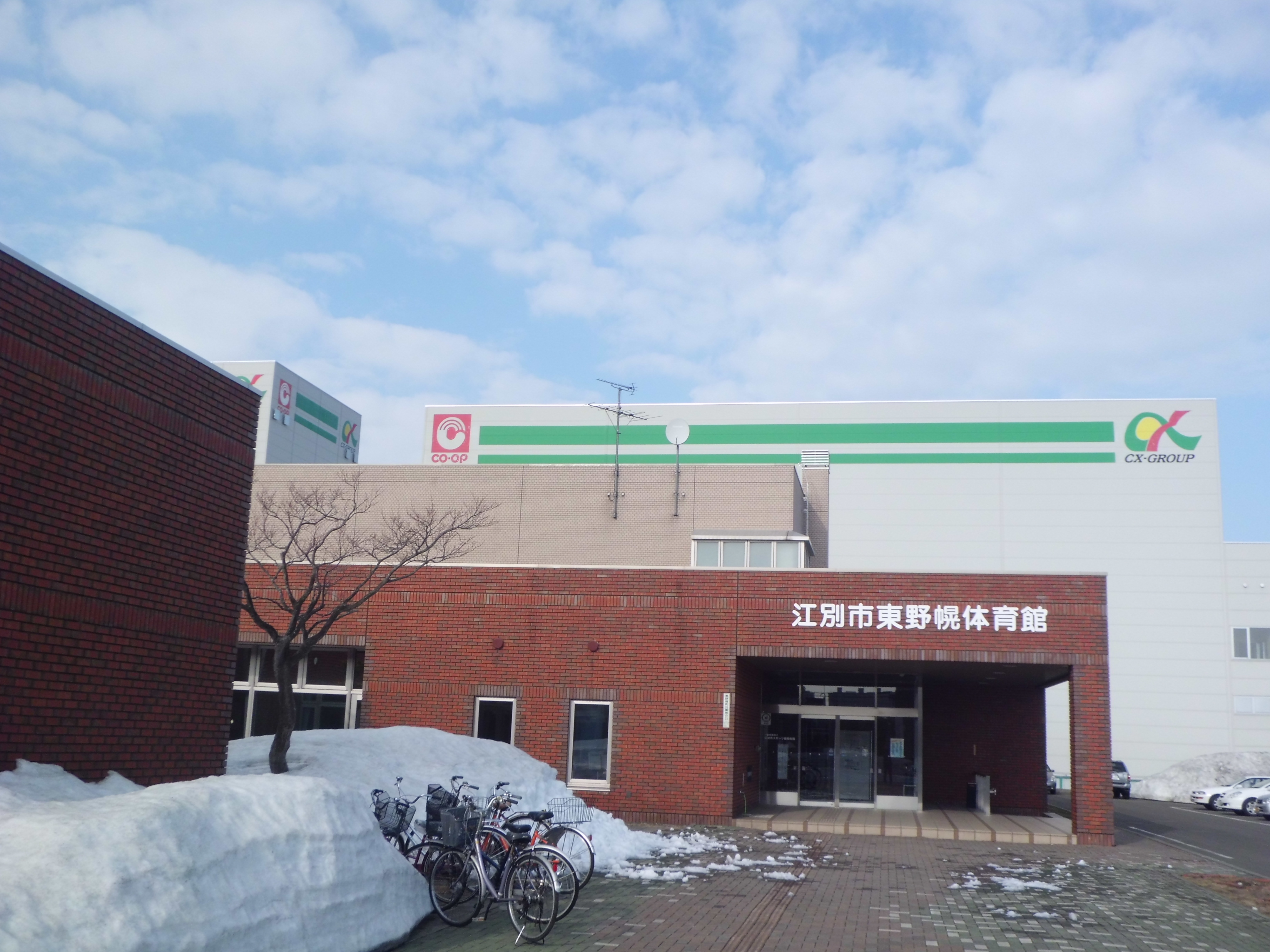
江別市東野幌体育館（2015年3月）
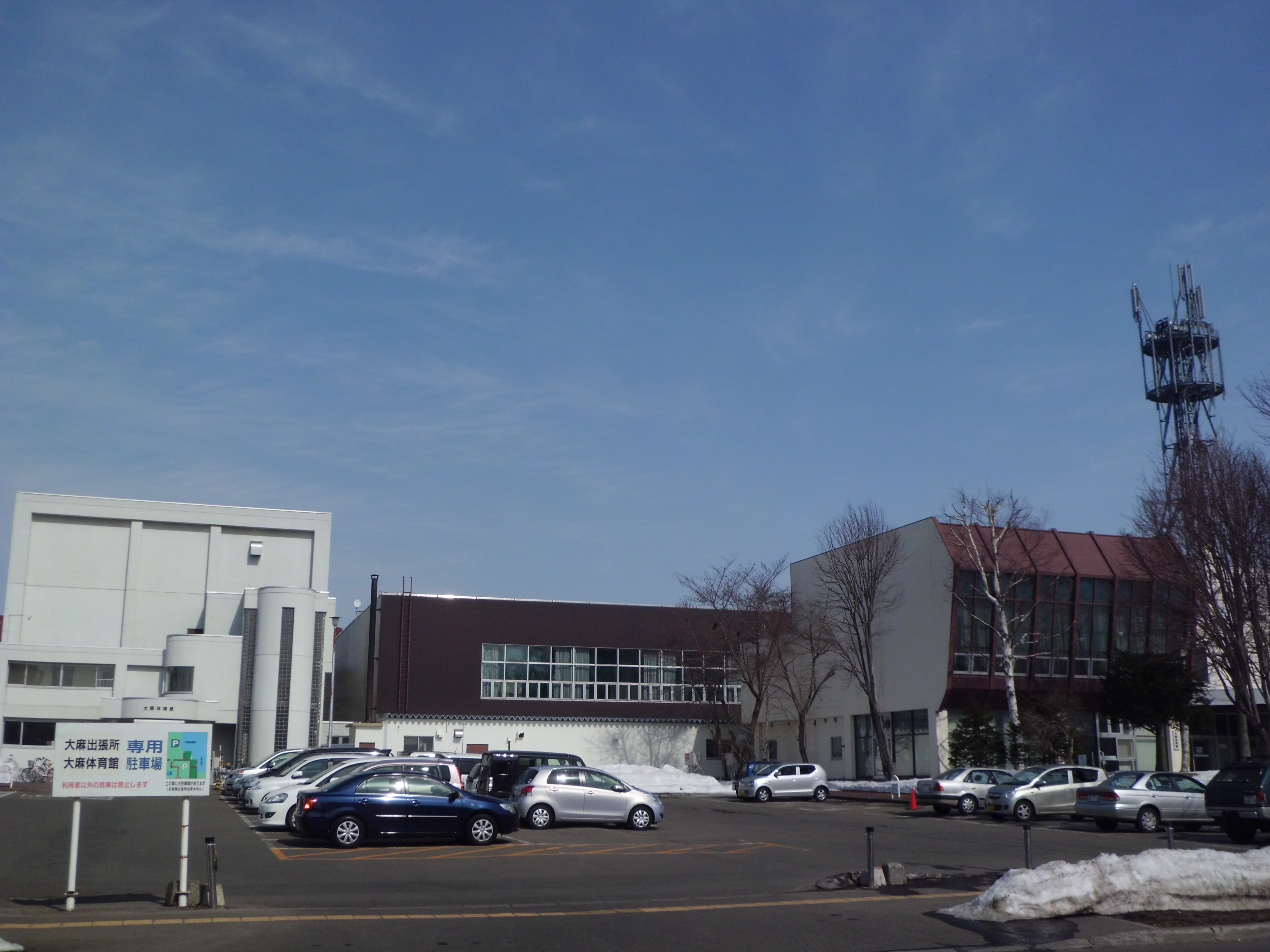
江別市大麻体育館（2015年3月）
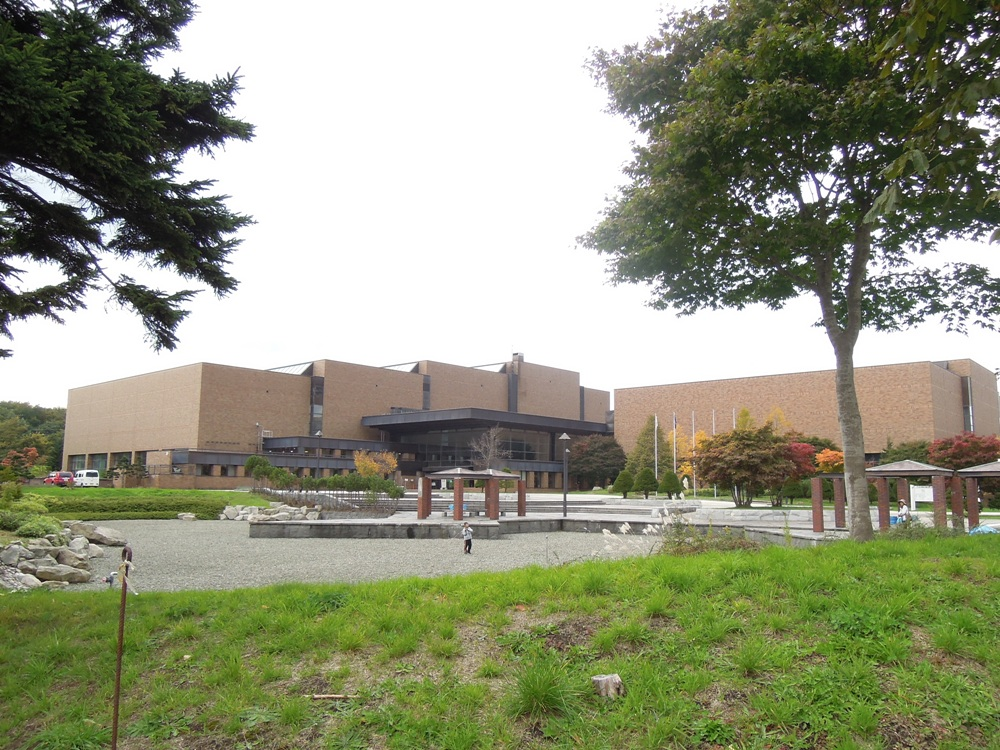
総合体育館・プール（2012年10月）
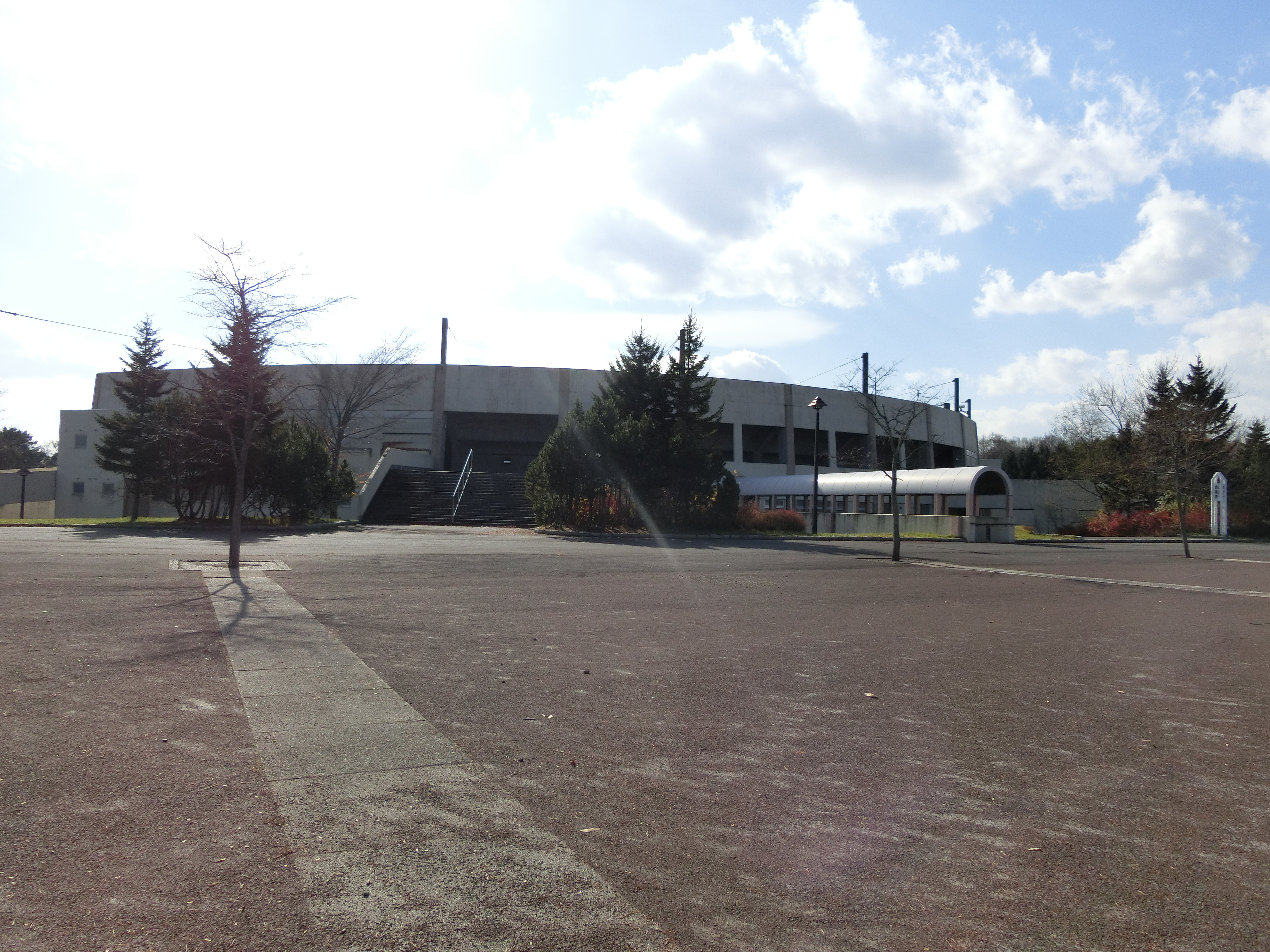
硬式野球場（2017年11月）
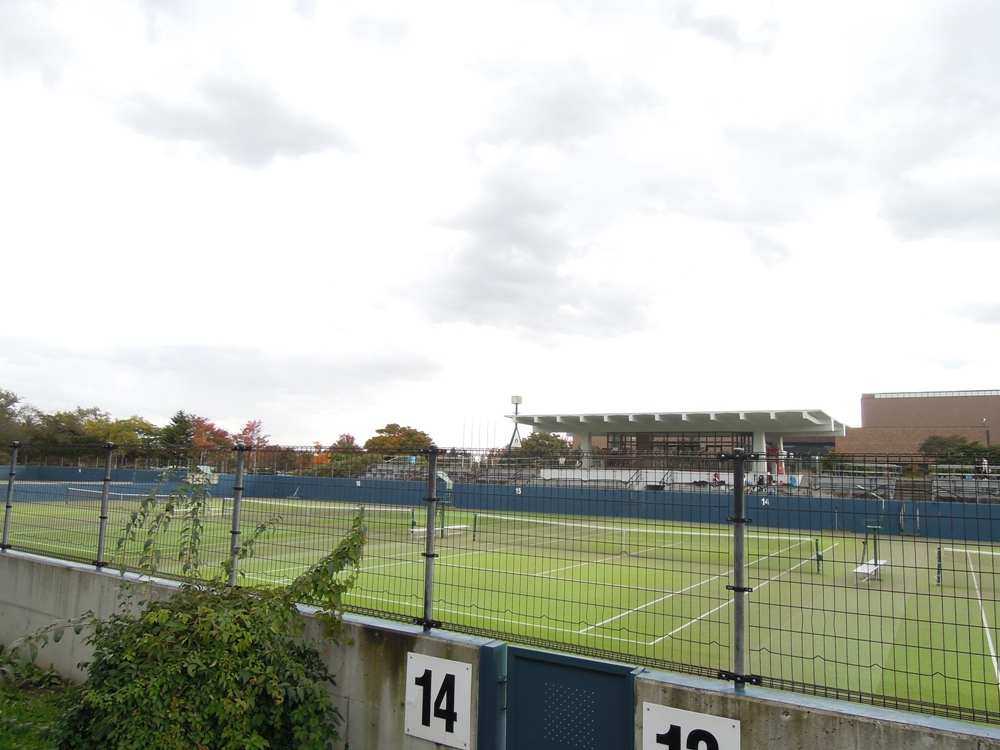
テニスコート（2012年10月）
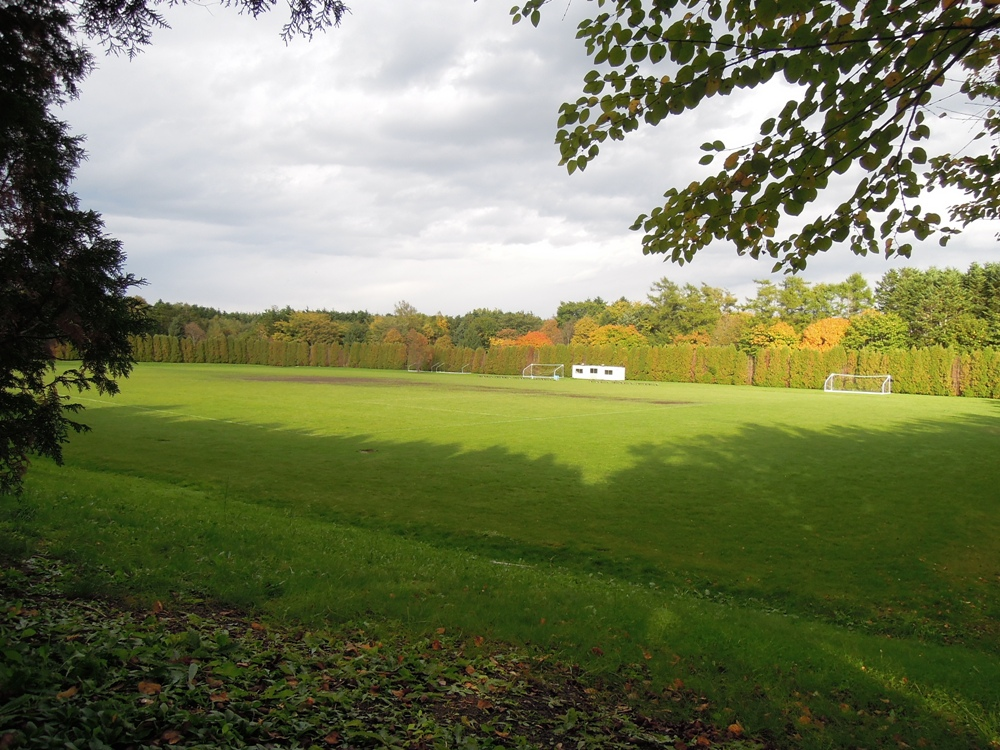
天然芝ホッケー場（2012年10月）
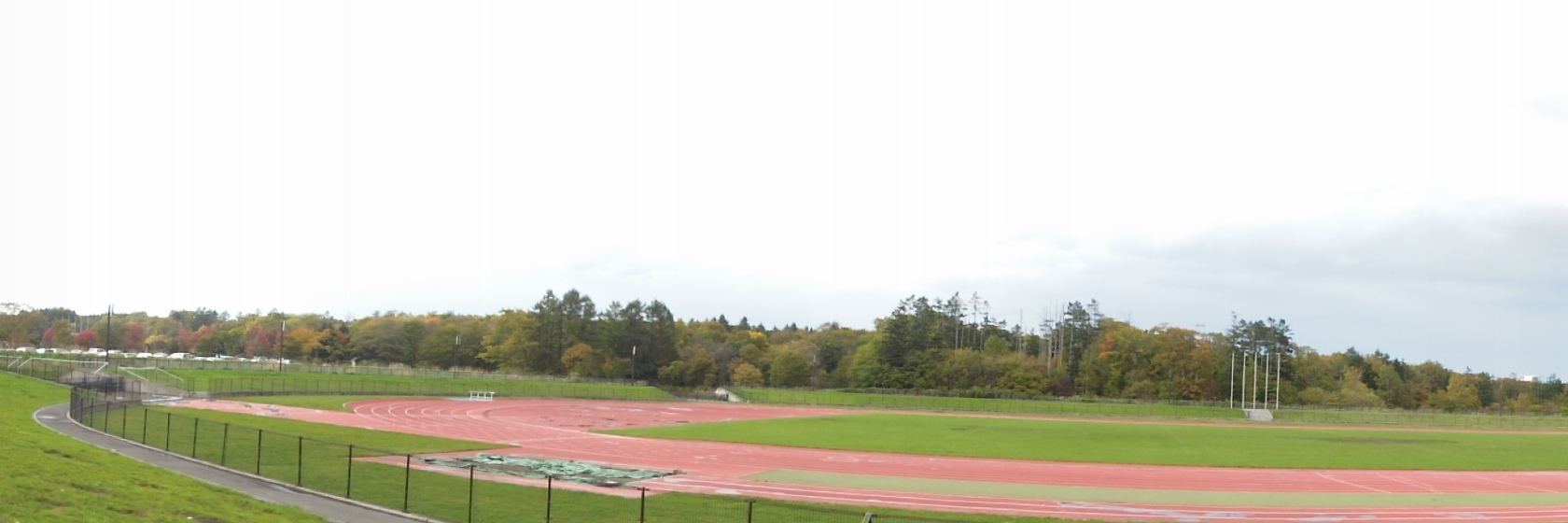
陸上競技場（2012年10月）

## 対外関係

### 姉妹都市･提携都市

#### 海外

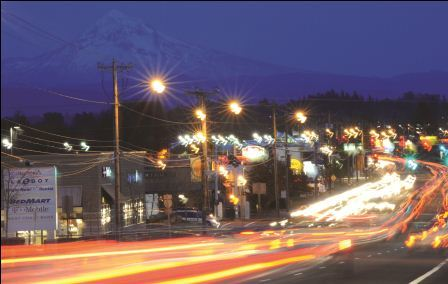
グレシャムの夜景

姉妹都市
- グレシャムの夜景グレシャム（アメリカ合衆国 オレゴン州）
1977年（昭和52年）5月20日 - 遠くに秀峰フッド山を望み、近くにコロンビア川が流れる地理風土が江別市とよく似ていることから、姉妹都市提携を調印[46][93]。江別市と中学生・高校生の相互派遣など人と文化の交流事業を進め、将来的には経済分野などの広がりも期待されている[46]。札幌市の姉妹都市であるポートランドで通訳として活躍していたグレシャム市在住のヘンリー加藤が札幌市を訪問した際に江別市を視察し、大都市に隣接していること、大きな川が流れていることなど、江別市がグレシャム市と環境が多くの点で似ていることから姉妹都市候補として適していると考えた[94]。その後、多くの市民による調査や訪問を行い、提携に向けた準備が進められ、江別開基100年を迎える1年前であるこの年に、グレシャム市長を江別市に迎え、姉妹都市提携を交わした[94]。

#### 国内

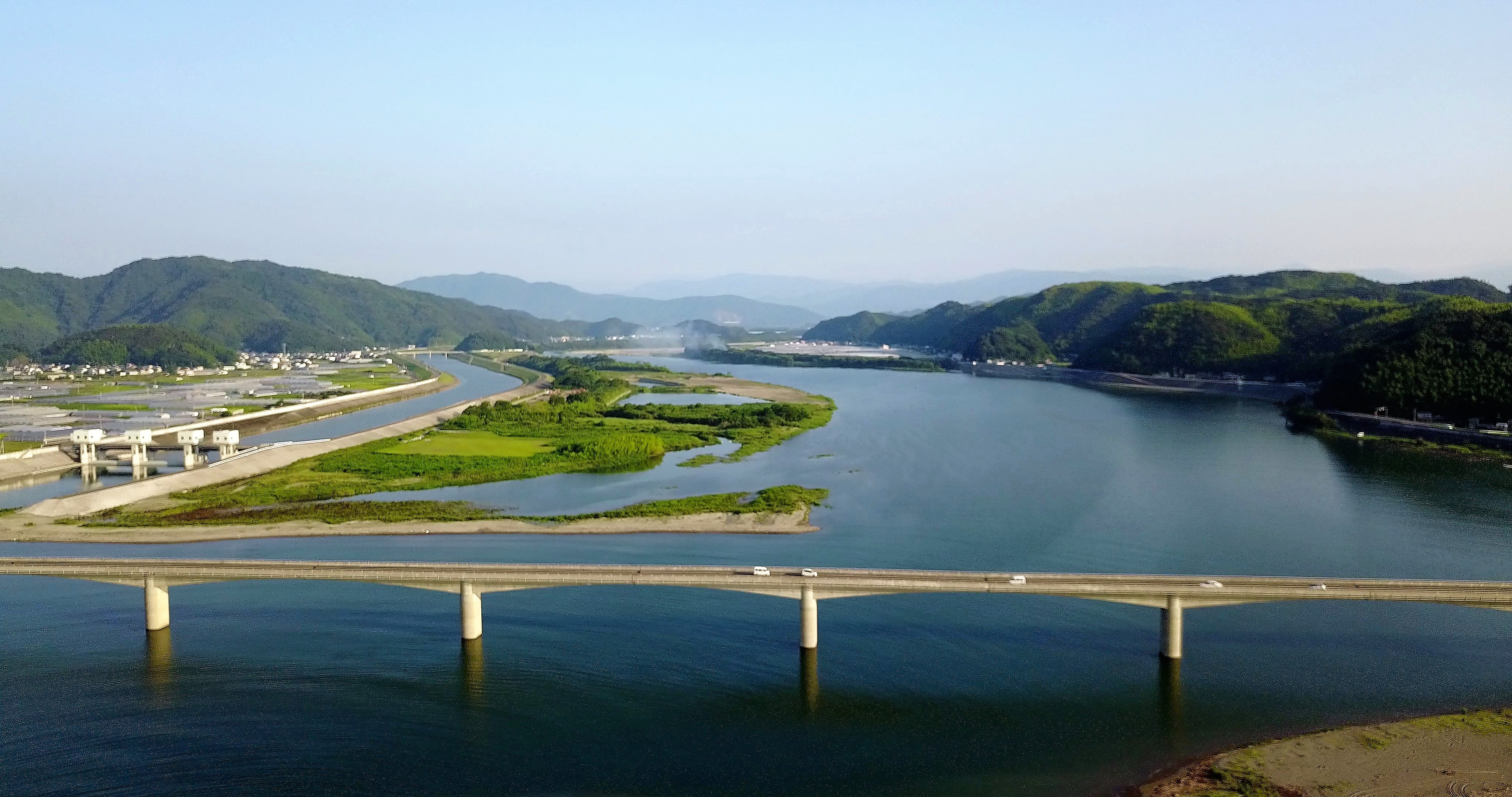
土佐市 仁淀川河口大橋

提携都市
- 土佐市 仁淀川河口大橋土佐市（四国地方 高知県）
1978年（昭和53年）7月15日 - 四国三大河川の一つ、仁淀川河口の市であり、異なった気候風土の都市との交流を希望して友好都市提携を調印[46][93]。夏の江別市民まつりで恒例の行事となった「大繩まつり」は、土佐市が本場で、同じ大繩が使用されているほか、土佐市の特産品である土佐和紙は江別市の小中学校の卒業証書で使用されている[46][95]。1978年（昭和53年）に市制20周年を迎える土佐市において、これを記念して友好都市提携の気運が起き、江別市が候補になった[94]。理由として、南国の土佐市に対し、北国都市であること、市制施行時の人口が、土佐・江別ともほぼ同じであること、その後の江別の発展の過程を参考にしたい、などがあった[94]。同年3月開催の江別市議会において、「友好都市の締結について」が議決され、江別開基100年記念式典の前日に市民会館において友好都市提携を交わした[94]。

## 経済
江別市の産業別就業者数の構成比は第一次産業が2.85 %、第二次産業が17.95 %、第三次産業が75.03 %になっている。

### 組合
- 道央農業協同組合（JA道央）江別営農センター・江別支店
  - 五丁目支店、野幌支店、大麻支店
- 北海道農業共済組合（NOSAI北海道）石狩支所・石狩北部家畜診療センター[97]
- 江別印刷業協同組合
- 江別リサイクル事業協同組合
- 江別環境サービス協同組合[98]
- 江別塗装工業協同組合
- 江別管工事業協同組合[99]
- 江別河川防災環境事業協同組合[100]
- 江別工業団地協同組合[101]
- 江別環境整備事業協同組合

### 第一次産業
江別市の市面積の約40%が農地を占めている。大消費地の札幌市に近いことから稲作、畑作、酪農、肉用牛や施設園芸など多彩に展開しており、道内一位の収穫量を誇るブロッコリーをはじめ、多くの農畜産物が市内で作られている。江別市の農業は、1965年（昭和40年）には約1500戸あった農家も、2012年（平成24年）には約500戸弱までに減少しているものの、農村と都市との交流促進やクリーン農業など、「都市型農業」として地域の特性を発揮した農業の実現をめざしている。

### 第二次産業
工業団地は市内に3カ所存在し、国道275号に隣接する「江別第1工業団地」と「江別第2工業団地」は利便性に富む交通アクセス環境を活かし、製造・流通関連企業の集積を目指している。西野幌などにある「江別RTNパーク」はアメリカで学術研究の開発モデルとして成功したリサーチ（R)・トライアングル（T）・パークに倣い、江別市が日本の北に位置することからN（north)をつけ、「RTNパーク」と命名された。第1期第1工区には大学や各種研究機関、試薬の研究所など先端技術関連施設が集積し、現在、第1期第2工区を食品関連産業に分譲中である。RTNパークは「安心」・「安全」といった企業イメージを高めるための環境が整った団地である。
|          | 江別第1工業団地                                                                    | 江別第2工業団地                                                                              | 江別RTNパーク                                                                                                   |
| -------- | ---------------------------------------------------------------------------------- | -------------------------------------------------------------------------------------------- | --- |
| 所在地   | 工栄町                                                                             | 角山                                                                                         | 西野幌ほか |
| 総面積   | 197.7ha                                                                            | 94.3ha                                                                                       | （不明） |
| 用途地域 | 工業専用地域、一部工業地域                                                         | 工業専用地域                                                                                 | 準工業地域 |
| その他   | 江別工業団地組合では、組合員企業へ共同受電による安価で安定した電力を供給している。 | 一部未造成である。（立地企業が開発行為）また、団地内に江別市立対雁小学校の学校林が存在する。 | 情報技術産業・バイオテクノロジー産業・先端技術系産業・食品関連産業のみ立地可能。※現在食品関連産業に限り分譲中。 |

### 第三次産業

#### 商業施設
ショッピングセンター・スーパーマーケット
- イオン北海道（イオングループ）
  - イオン江別店
  - マックスバリュ上江別店
  - ザ・ビッグ江別店（イオンタウン江別内）
- イオンタウン（イオングループ）
  - イオンタウン江別
- ラルズ（アークスグループ）
  - スーパーアークス大麻店
  - ラルズストア大麻駅前店
  - ビッグハウス野幌店
  - ビッグハウス元江別店
- 生活協同組合コープさっぽろ道央地区
  - 野幌店
  - えべつ店
- ホクレン商事
  - ホクレンショップゆめみ野店
  - ホクレンショップ元江別店
  - ホクレンショップFoodFarm大麻北町店
- 産直
  - 産直生鮮市場江別店
- 豊月
  - フードD365LISTA店
- トライアルカンパニー
  - スーパーセンタートライアル野幌店
  - ディスカウントストアトライアル江別大麻店

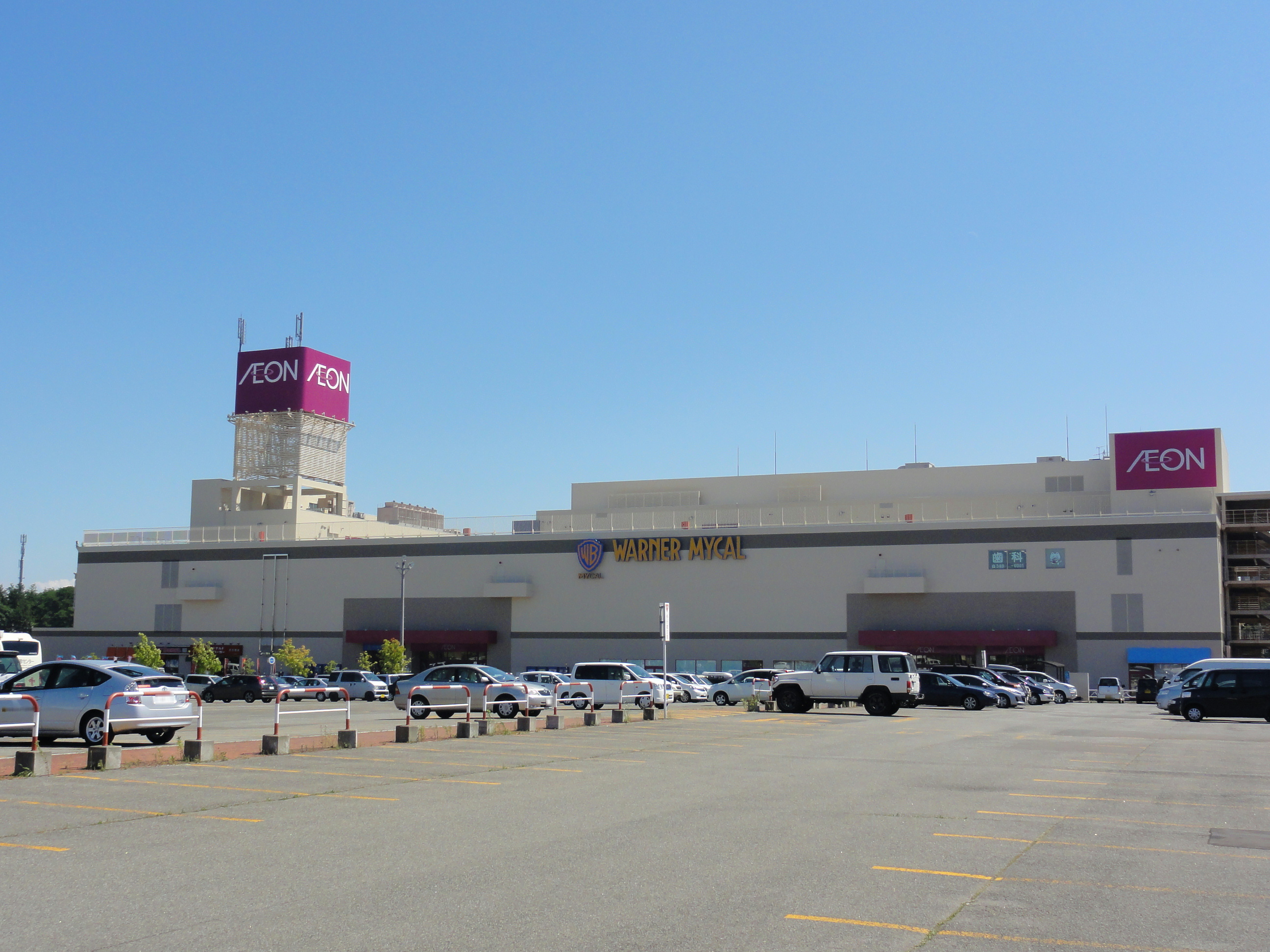
イオン江別店（2012年8月）
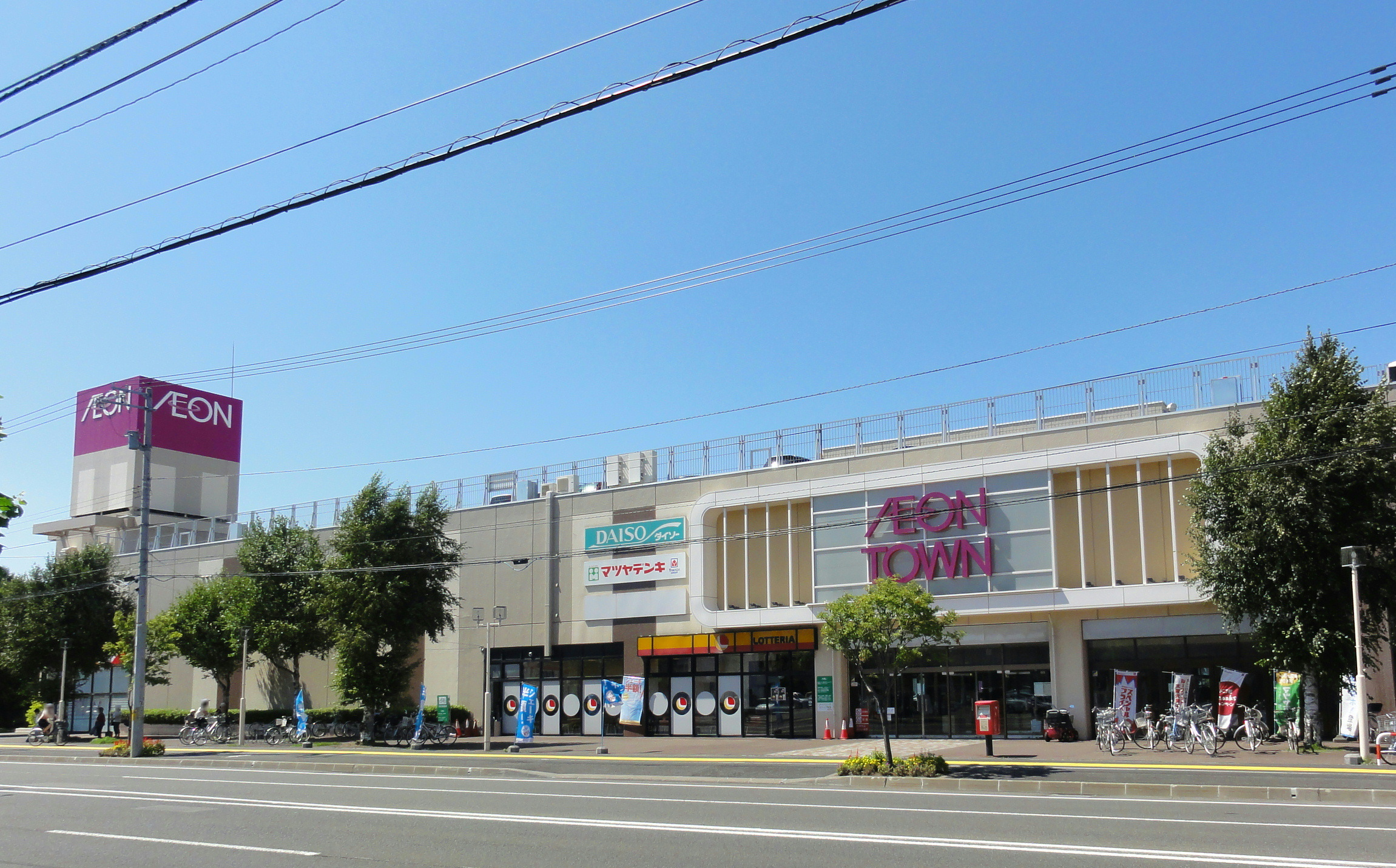
イオンタウン江別（2012年8月）

#### 物流
江別市やその周辺は、平坦な石狩平野の中央部に位置し、道内各地を結ぶ高速道路や主要国道、JR各線などが集まる交通の要衝であり、道内や全国各地と結ぶ物流施設が多数立地している。

##### 主な物流施設
- ヤマト運輸千歳主管支店
  - 江別中央センター・江別大麻センター・江別三番通センター・上江別センター
  - 江別白樺通センター
- 佐川急便札幌営業所（所在地は札幌市白石区）
- 日本通運札幌支店札幌自動車事業所（所在地は札幌市白石区）

### 金融機関
- 北洋銀行江別中央支店、野幌中央支店、野幌中央支店大麻出張所
- 北海道銀行大麻支店、野幌支店
- 北陸銀行江別支店
- 北海道信用金庫江別支店、野幌支店、大麻支店、五丁目支店
- 空知信用金庫江別支店
- 北門信用金庫野幌支店
- 北央信用組合江別支店
- 北海道労働金庫江別支店
- 道央農業協同組合江別支店、五丁目支店、野幌支店
  - JAバンク北海道（北海道信用農業協同組合連合会）加盟

### 拠点を置く主な企業
50音順
- 曾澤高圧コンクリート
- 浅香工業
- ISEKI Japan北海道カンパニー（旧・ヰセキ北海道）
- 岩田醸造（登記上の本店）
- 江別製粉
- エムオーテック
- 王子グループ
  - 王子エフテックス
  - 王子エンジニアリング
- 学校法人札幌学院大学
- 学校法人電子開発学園
- 学校法人酪農学園
- 菊水（伊藤ハム米久ホールディングス）
- 北日本重機
- クレスコ
- 建成興業
- 札幌第一金属
- 三晃金属工業
- ジェーピー北海
- システック
- 清水サッシ
- 将軍ジャパン
- 上光石材工業
- 昭和窯業
- 生活協同組合コープさっぽろ
- 高橋農場
- 匠プレス工業
- 電制コムテック
- 道央衛生
- 東陽上村アドバンス
- 巴農場
- 外山不動産
- ニチラク機械
- 日成ビルド工業
- 日本デジタル研究所
- ニホンフラッシュ
- パピルス化成
- 浜塚製菓
- 東陽上村アドバンス
- 広谷製パン
- ファナック
- フラワーテクニカえべつ
- ベイクドアルル
- 北辰フーズ（ロート製薬グループ）
- 北海紙管
- 北海道川崎鐵網
- 北海道スクリーン製造所
- 北海鋼機
- 北海道情報技術研究所
- 北海道中央食糧
- 北海道電気技術サービス
- 北海道酪農公社
- 北海煉瓦
- 前田道路
- 町村農場
- マルイ食品
- マルナカ
- 丸藤シートパイル
- ミツハシ
- ヤンマーアグリジャパン北海道支社
- 雪印種苗
- 横崎製作所
- 米澤煉瓦
- NIPPO
- SOCブルーイング
- SocioFuture

## 情報・通信

### マスメディア

#### 新聞社
- 北海道新聞社江別支局

## 生活基盤

### ライフライン

#### 電気
- 北海道電力
  - 札幌東支社（所在地は札幌市厚別区）
  - 岩見沢支店（所在地は岩見沢市。豊幌が担当エリア）
  - ほくでん総合研究所

#### ガス
- 旭川ガス江別支社

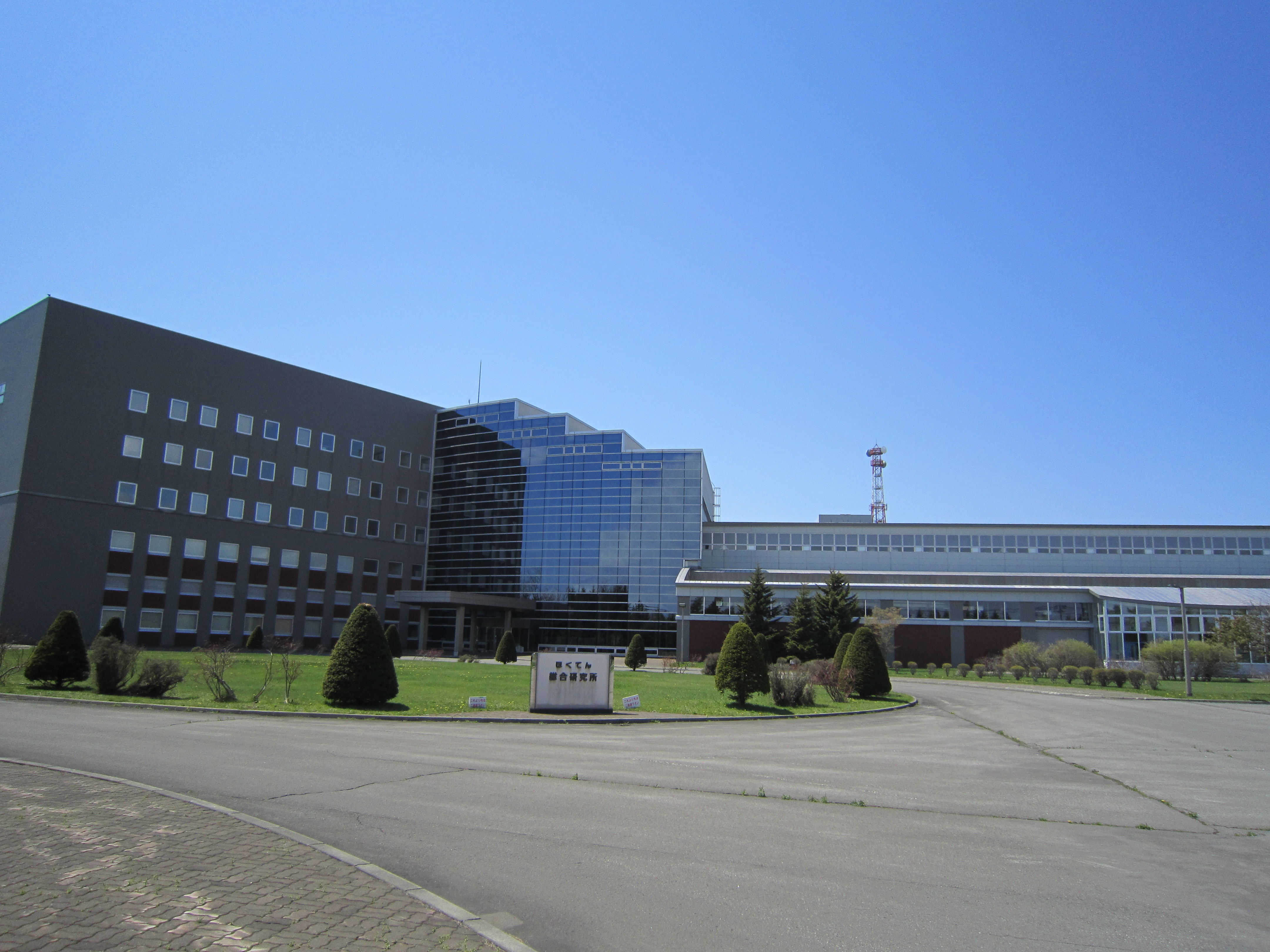
ほくでん総合研究所（2019年5月）

## 教育

### 大学
私立
- 酪農学園大学[107]
- 札幌学院大学[107]
- 北海道情報大学[107]
- 北翔大学[107]

### 短期大学
私立
- 北翔大学短期大学部[107]

### 専修学校
- 北海道農業協同組合学校（JAカレッジ）[108]

### 高等学校
道立
- 北海道江別高等学校[109]
- 北海道野幌高等学校[109]
- 北海道大麻高等学校[109]

私立
- 酪農学園大学附属とわの森三愛高等学校[109]
- 立命館慶祥高等学校[109]

### 中学校
市立
- 江別市立江別第一中学校[110]
- 江別市立江別第二中学校[110]
- 江別市立江別第三中学校[110]
- 江別市立野幌中学校[110]
- 江別市立大麻東中学校[110]
- 江別市立大麻中学校[110]
- 江別市立江陽中学校[110]
- 江別市立中央中学校[110]

私立
- 立命館慶祥中学校[109]

### 小学校
市立
- 江別市立江別第一小学校[110]
- 江別市立江別第二小学校[110]
- 江別市立豊幌小学校[110]
- 江別市立江別太小学校[110]
- 江別市立大麻小学校[110]
- 江別市立対雁小学校[110]
- 江別市立野幌小学校（特認校）[110]
- 江別市立東野幌小学校[110]
- 江別市立大麻東小学校[110]
- 江別市立大麻西小学校[110]
- 江別市立中央小学校[110]
- 江別市立大麻泉小学校[110]
- 江別市立野幌若葉小学校[110]
- 江別市立北光小学校[110]
- 江別市立文京台小学校[110]
- 江別市立いずみ野小学校[110]
- 江別市立上江別小学校[110]

### 幼児教育

#### 保育所
- 東光保育園（公立）[111]
- やよい保育園（公立）[111]
- よつば保育園（公立）[111]
- あかしや保育園[111]
- つくし保育園[111]
- 誠染保育園[111]
- 愛保育園[111]
- わかば保育園[111]

小規模保育施設
- ニチイキッズえべつ駅前保育園[111]
- わくわく中央保育園[111]
- ふくろうの森[111]
- ぞうさんハウス[111]

事業所内保育施設
- 結いの家保育園[111]
- コープさっぽろ保育園白樺aurinko[111]

家庭的保育施設
- きみのいえ家庭的保育園[111]

#### 幼稚園
- 江別大谷幼稚園[112]
- 上江別幼稚園[112]
- 江別あかしや幼稚園[112]
- のっぽろ幼稚園[112]
- 元野幌めぐみ幼稚園[112]
- 大麻藤幼稚園[112]
- 大麻ひかり幼稚園[112]
- 第2大麻幼稚園[112]

認定こども園
- あすかの森認定こども園[111]
- おおあさ認定こども園[111]
- 認定こども園あけぼの[111]
- 認定こども園大麻幼稚園・まんまる保育園[111]
- 認定こども園元江別わかば幼稚園[111]
- 認定こども園若葉幼稚園[111]

### 学校教育以外の施設
- 北海道消防学校[113]
- 杜の美江別自動車学校[114]
- 大麻ドライビングスクール[115]

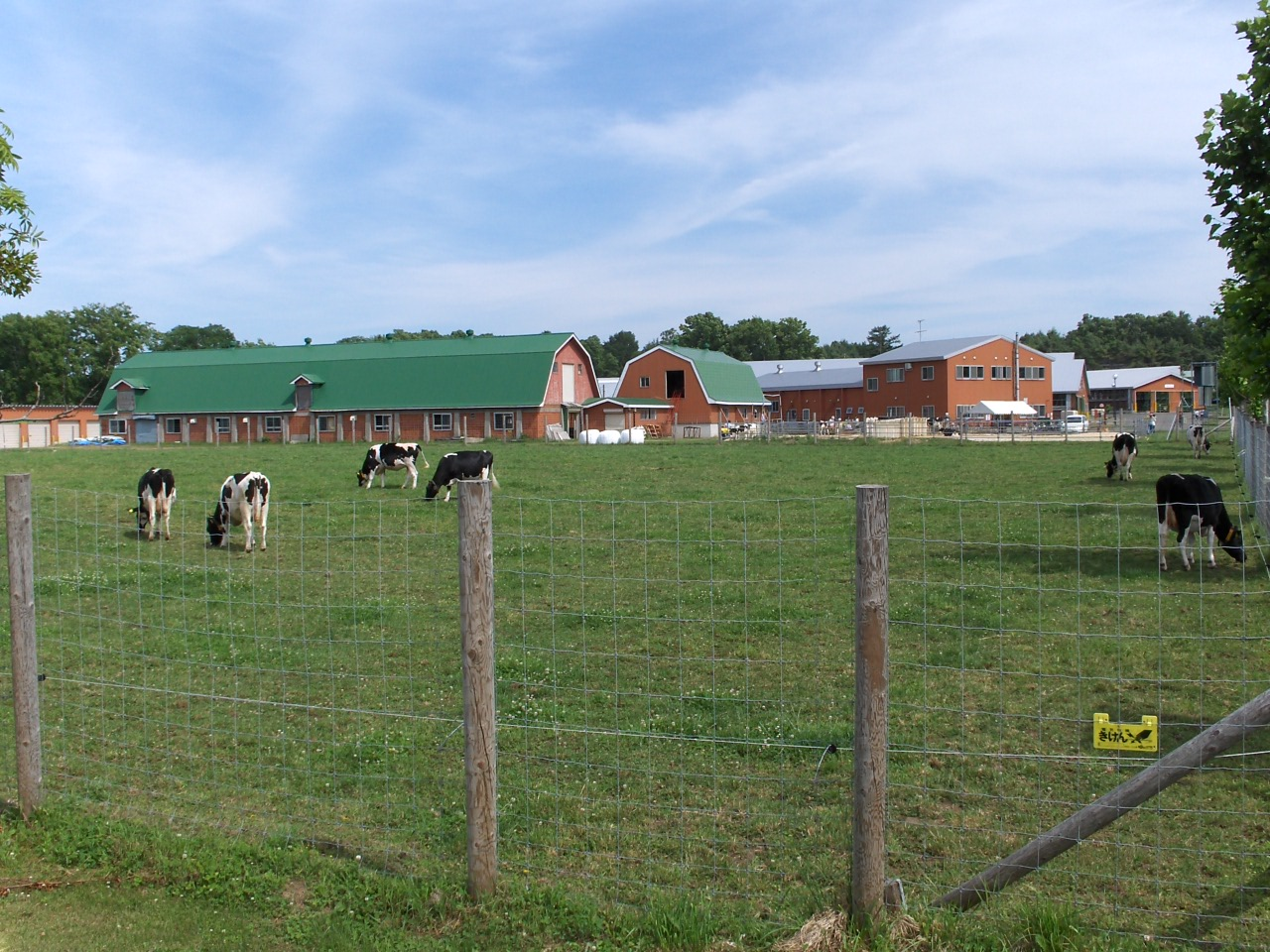
酪農学園大学
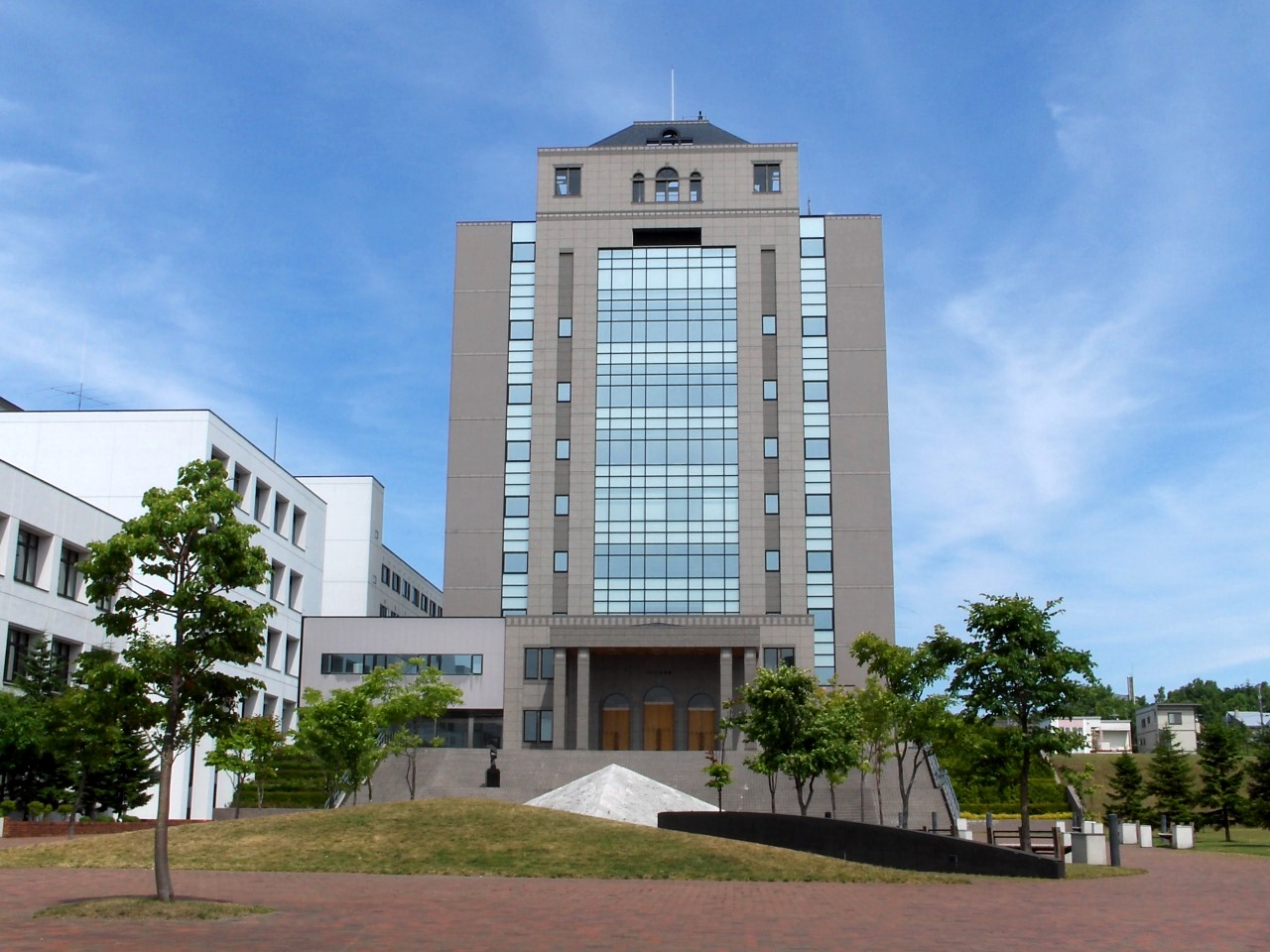
札幌学院大学
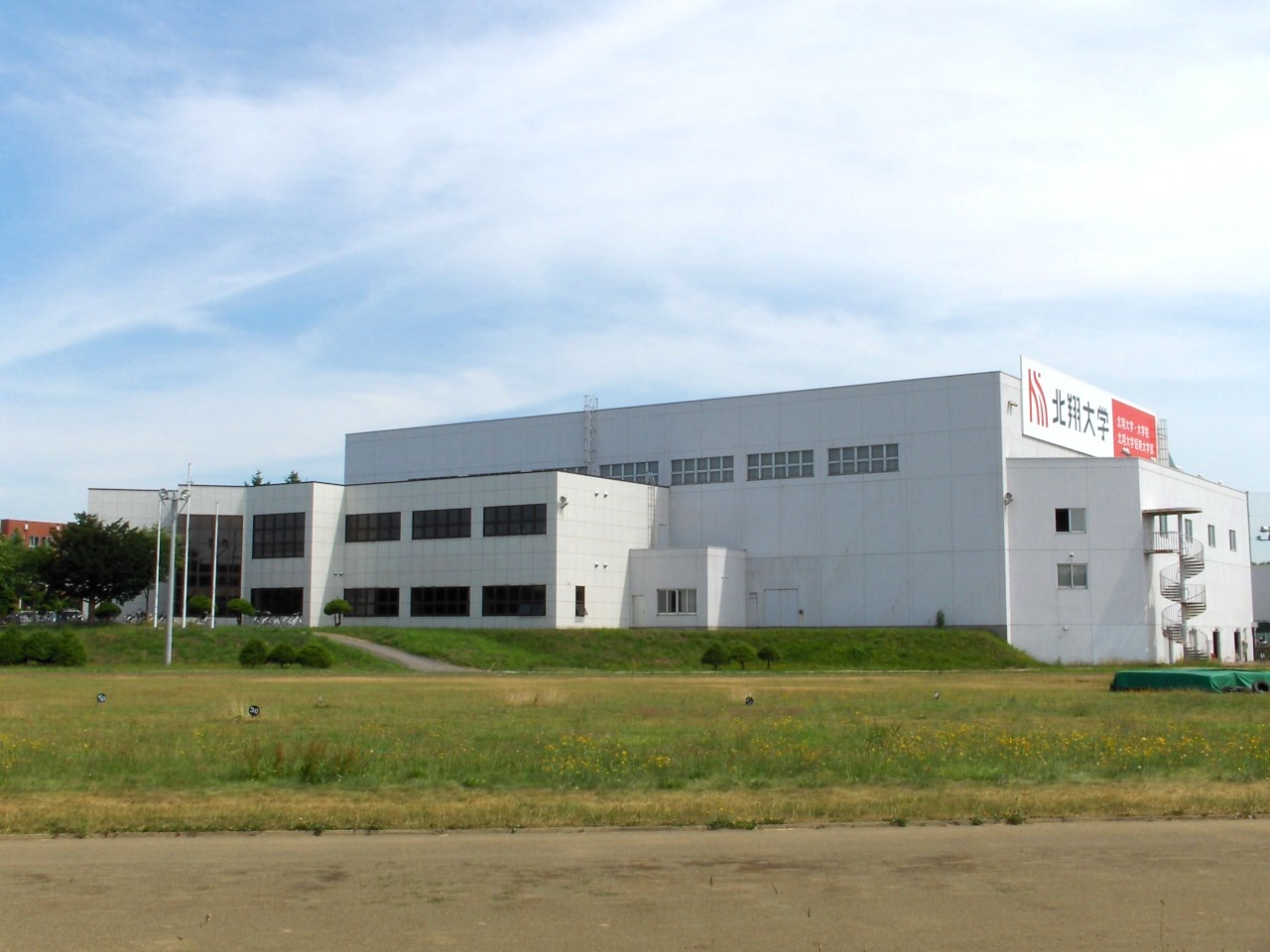
北翔大学
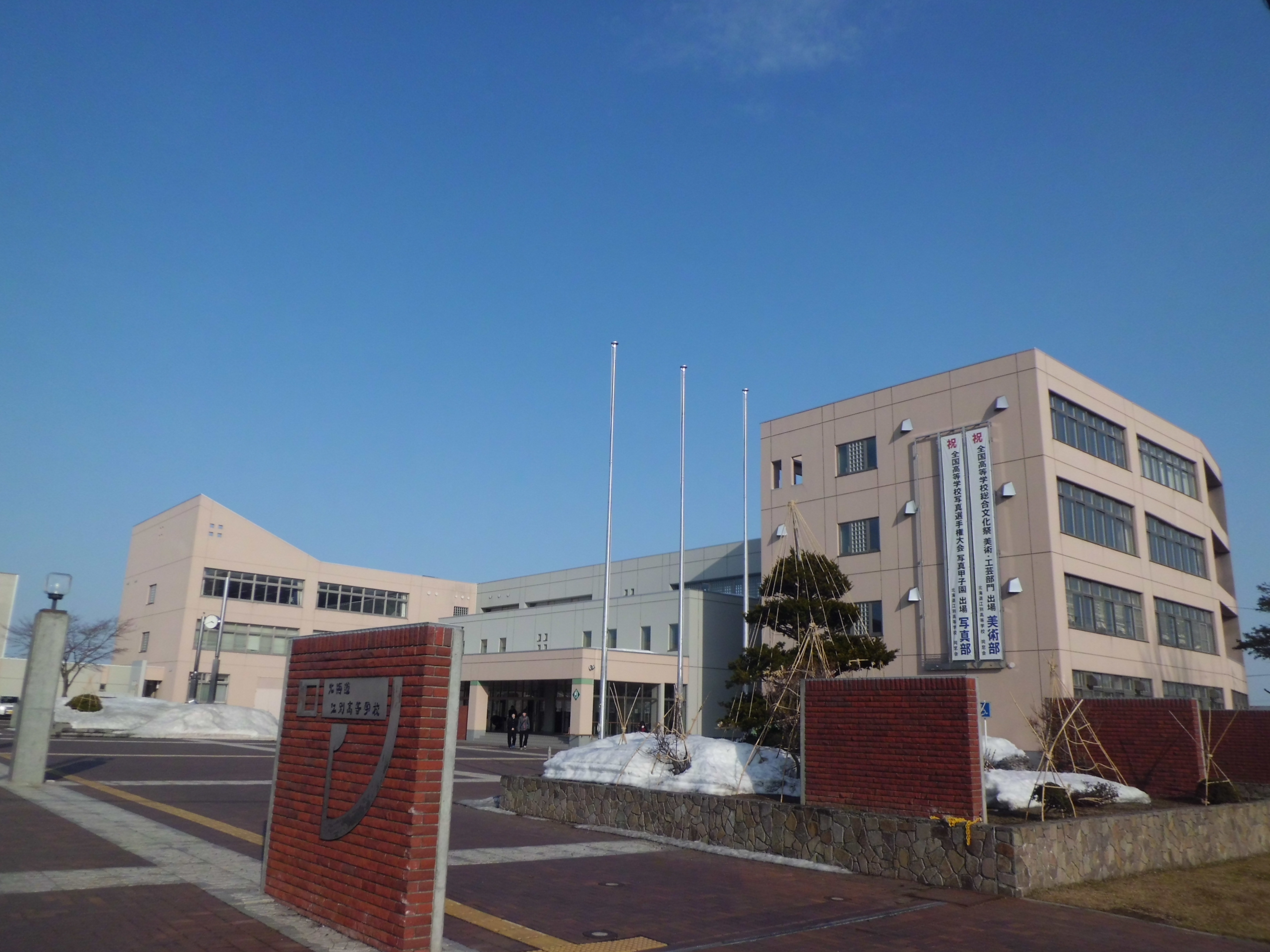
江別高等学校
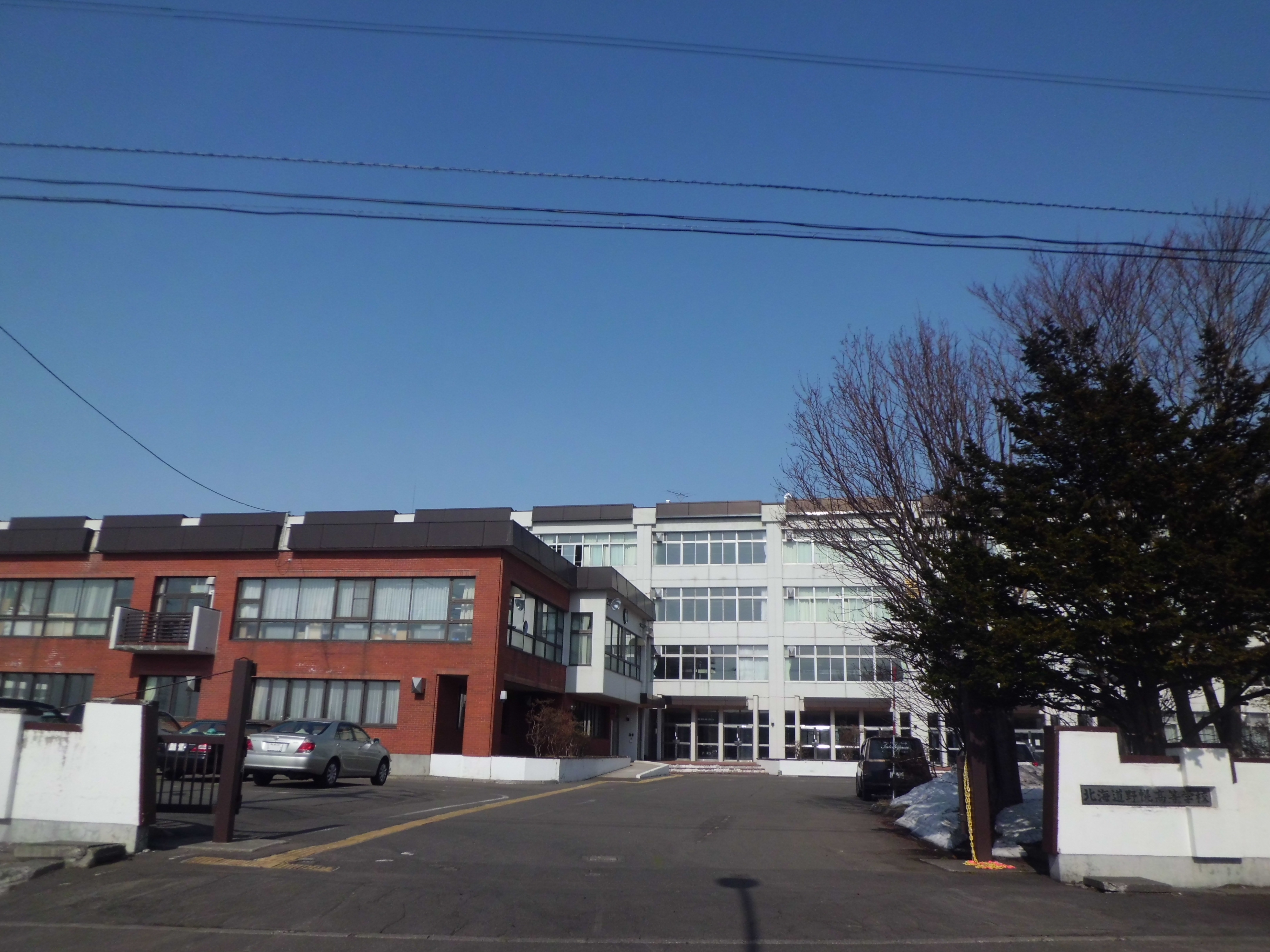
野幌高等学校
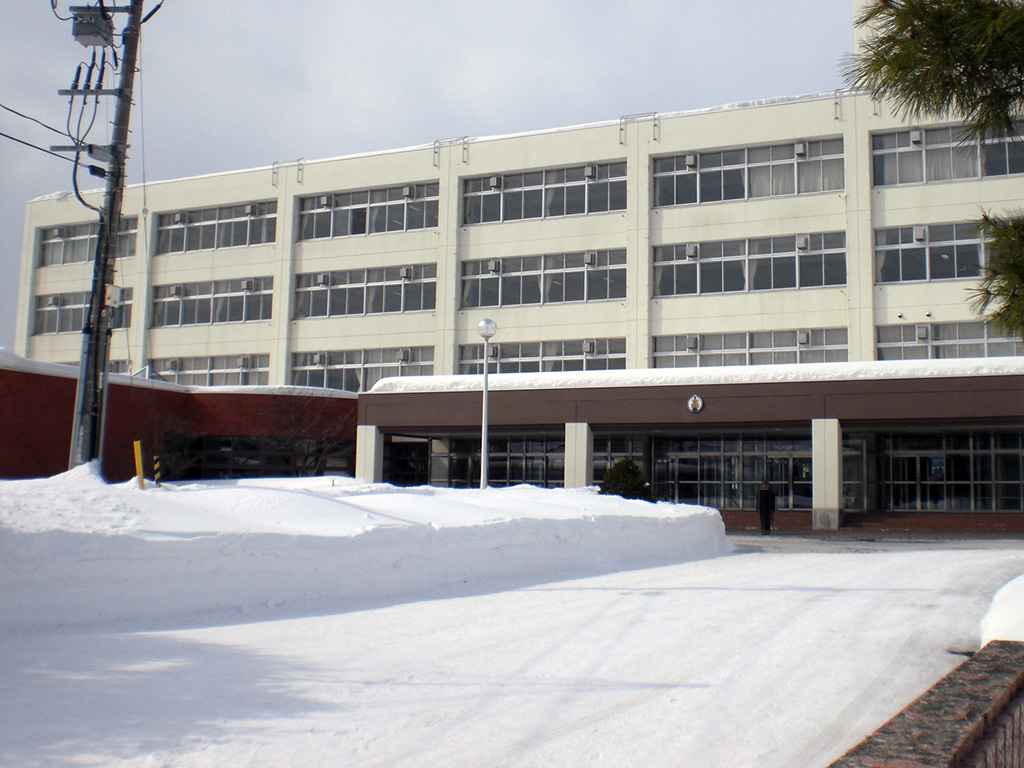
大麻高等学校
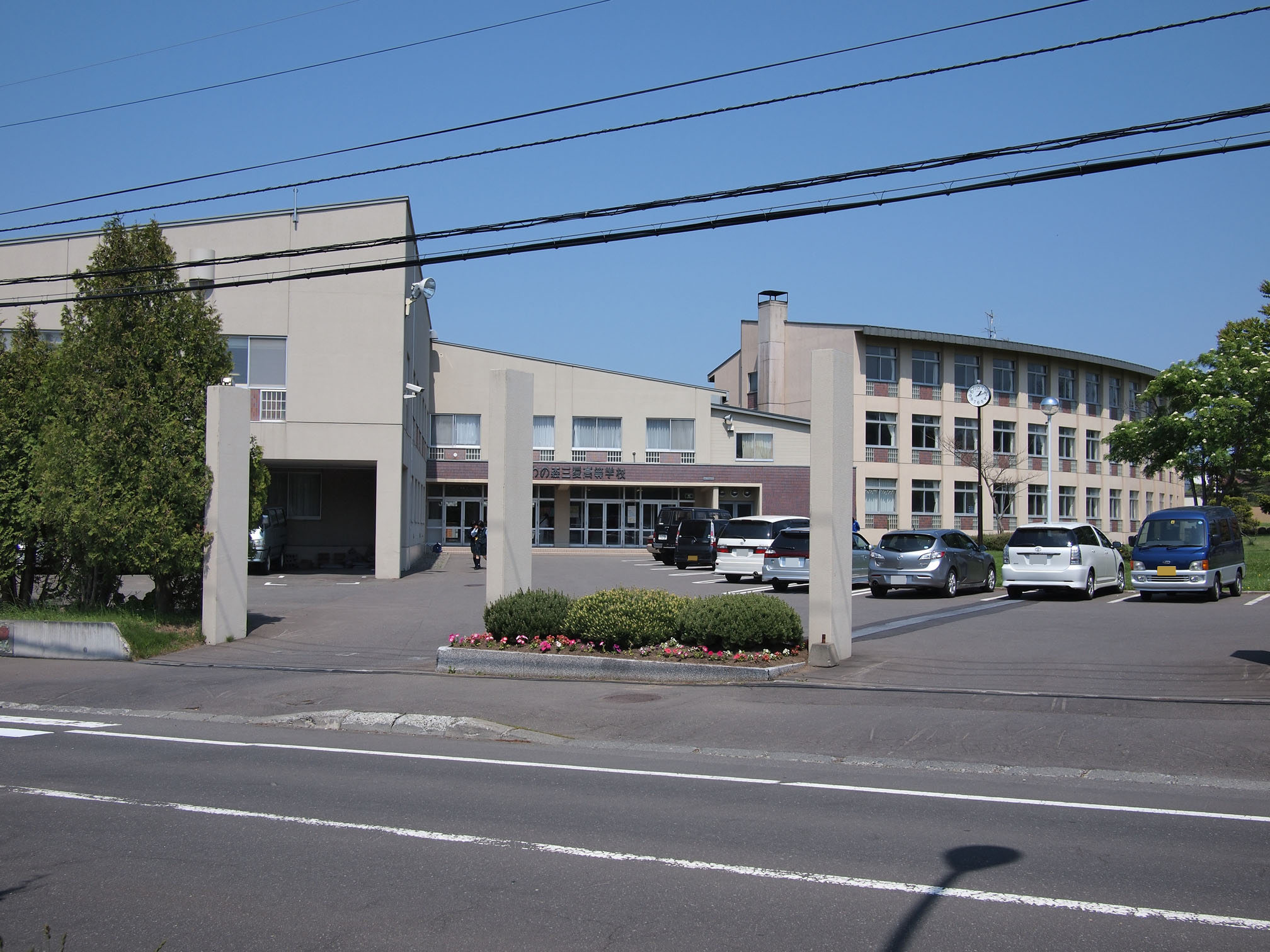
とわの森三愛高等学校
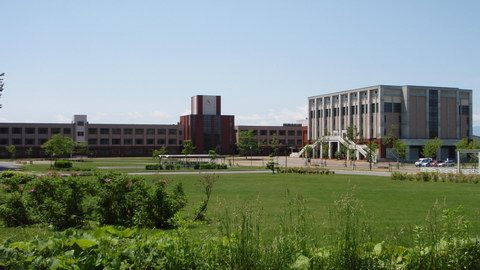
立命館慶祥高等学校
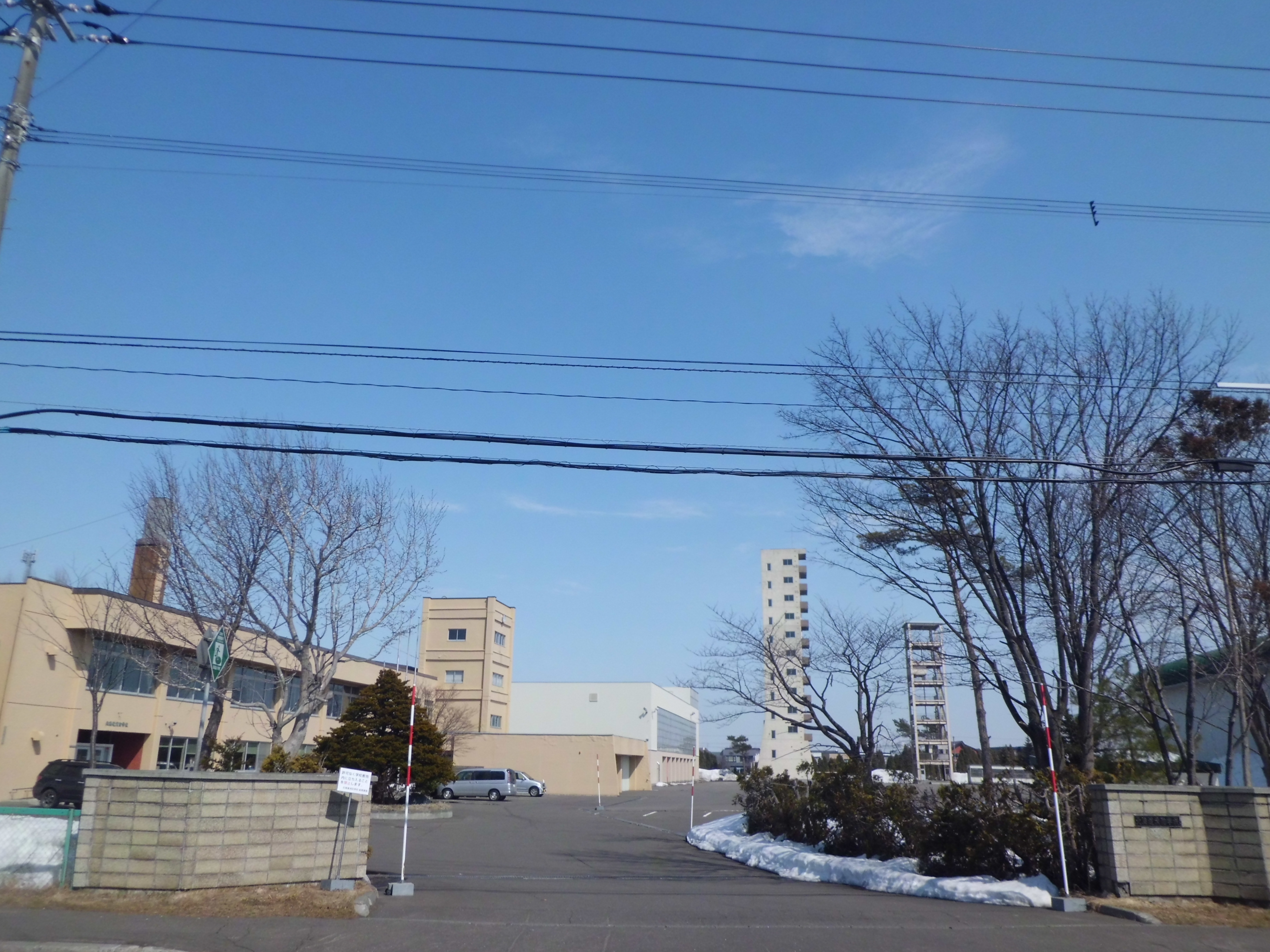
北海道消防学校

## 交通

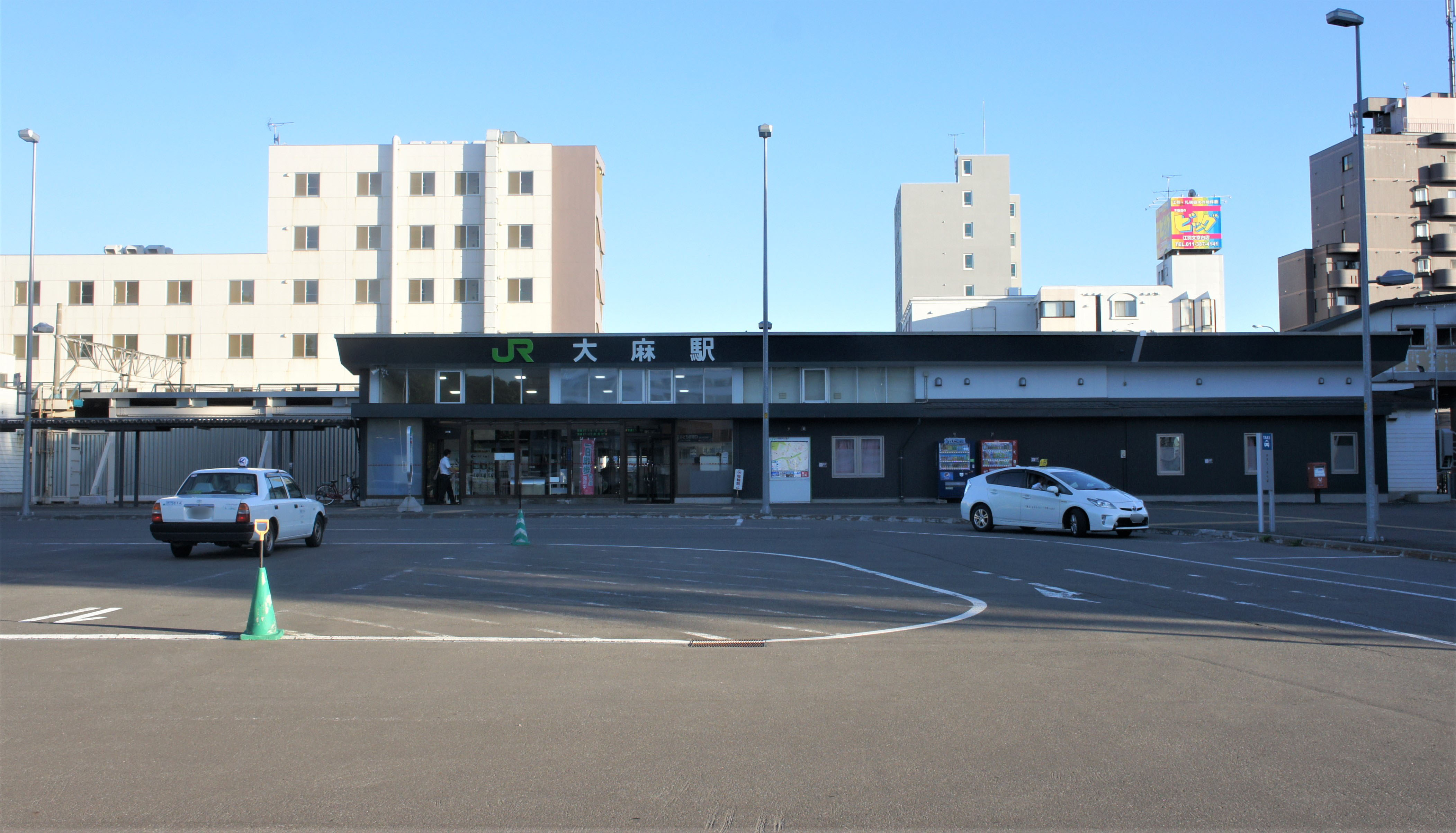
大麻駅北口（2018年9月）

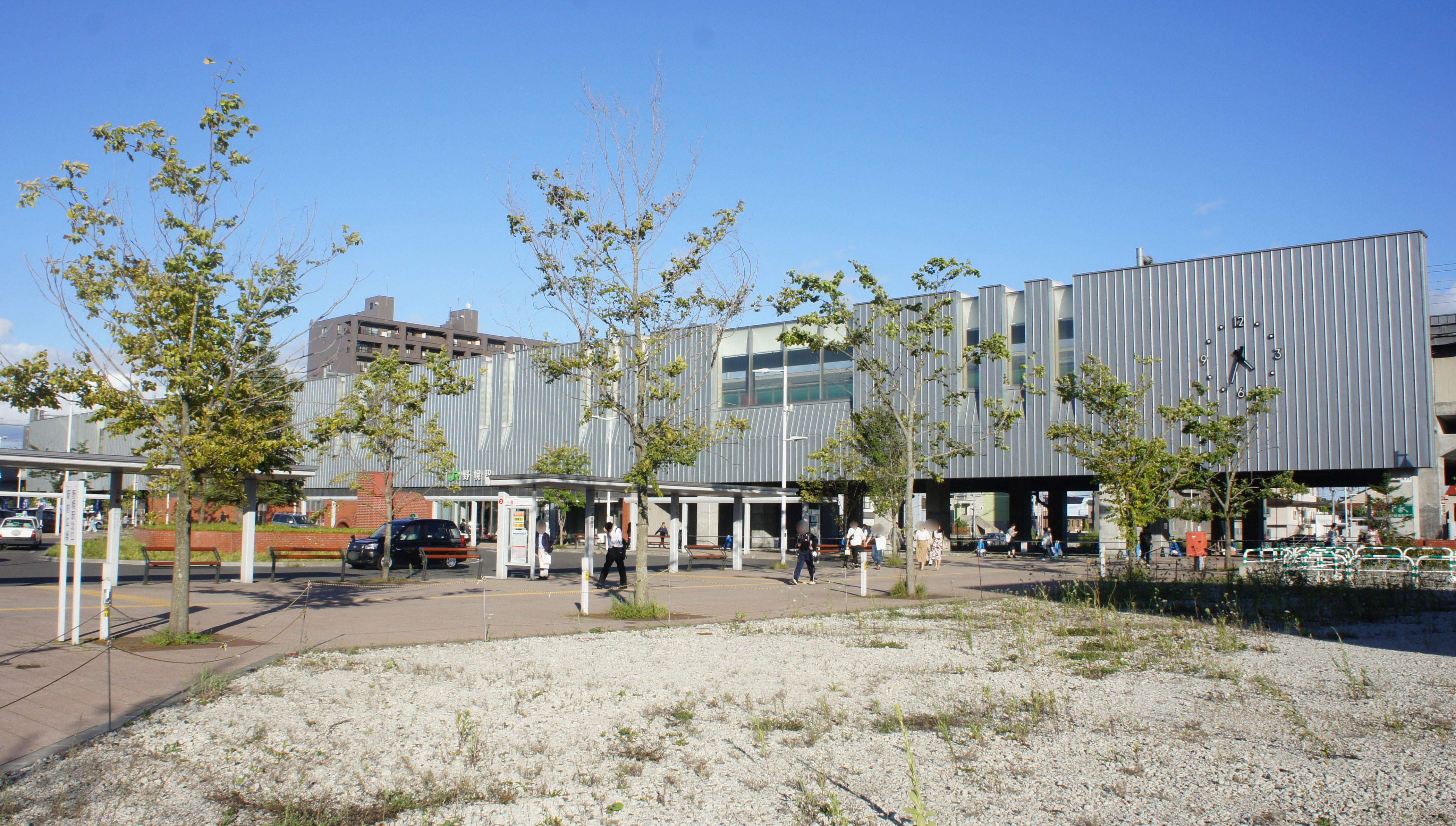
野幌駅北口（2018年9月）

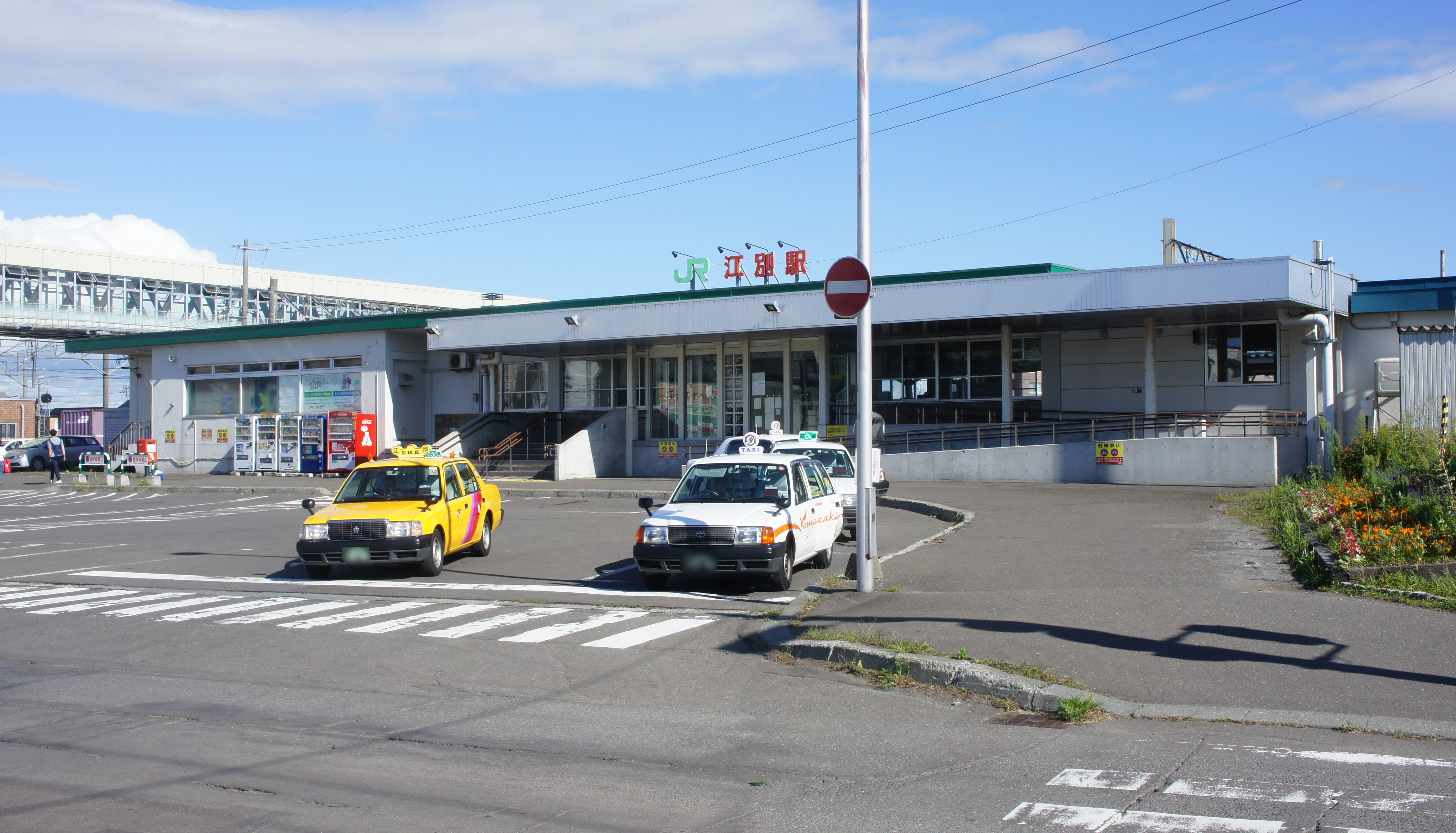
江別駅（2018年9月）

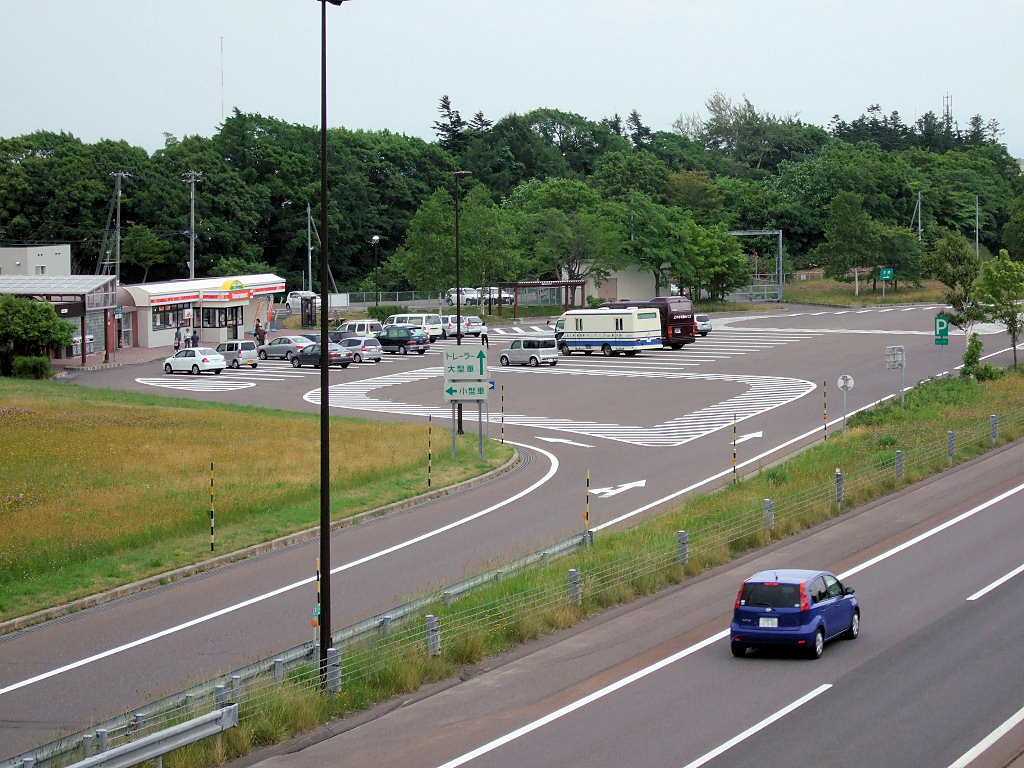
野幌PA下り（旭川方向）（2007年6月）

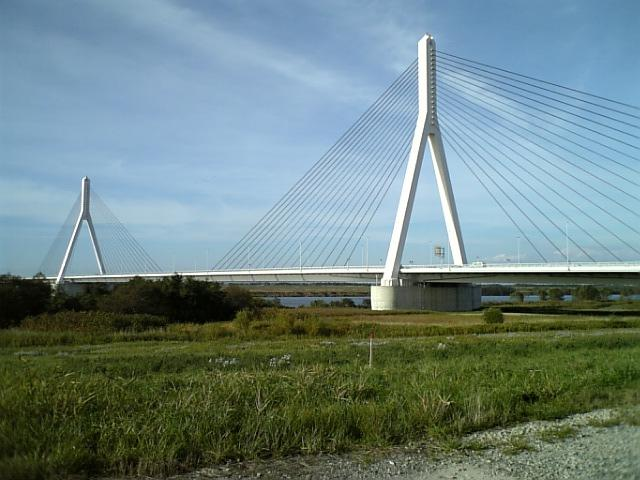
美原大橋（2006年10月）

### 鉄道
- 北海道旅客鉄道（JR北海道）[3]
  - ■函館本線：大麻駅 – 野幌駅 – 高砂駅 – 江別駅 – 豊幌駅

#### 廃止した鉄道
- 夕張鉄道線[116]
- 江当軌道[116]
- 江別町営人車軌道[116]

### バス

#### 路線バス
- ジェイ・アール北海道バス 空知線
- 北海道中央バス 江別営業所
- 夕張鉄道（夕鉄バス） 野幌営業所
- 新篠津村営バス（ニューしのつバス）

#### 高速バス
- 野幌バスストップ
  - 北海道中央バス（および共同運行会社）

### タクシー
- 大麻つばめ交通
- 安全永楽交通江別支店
- 山崎自動車工業（山崎ハイヤー）
- 江別ハイヤー（所在地は札幌市白石区）

### 道路

#### 高速道路
- 高速道路
  - E5 道央自動車道（北海道縦貫自動車道）：江別西IC - 野幌PA - 江別東IC

- 地域高規格道路
  - 道央圏連絡道路

#### 国道
- 一般国道
  -  国道12号
  -  国道275号
  -  国道337号

#### 道道
- 北海道道46号江別恵庭線
- 北海道道110号江別インター線
- 北海道道128号札幌北広島環状線
- 北海道道139号江別奈井江線
- 北海道道370号野幌停車場線
- 北海道道626号東雁来江別線
- 北海道道864号大麻東雁来線
- 北海道道1005号野幌総合運動公園線
- 北海道道1056号江別長沼線

#### 農道
- 空知南部広域農道（きらら街道）

## 観光

### 文化財

#### 国指定
- 重要文化財
  - 北海道江別太遺跡出土品[117][118]
  - 北海道元江別1遺跡土壙墓（どこうぼ）出土品[117][119]
- 史跡
  - 江別古墳群[120][121]

#### 国登録
- 有形文化財
  - 北海道林木育種場旧庁舎[122]
  - 旧北陸銀行江別支店[122]
  - 旧肥田製陶工場（EBRI）[122]

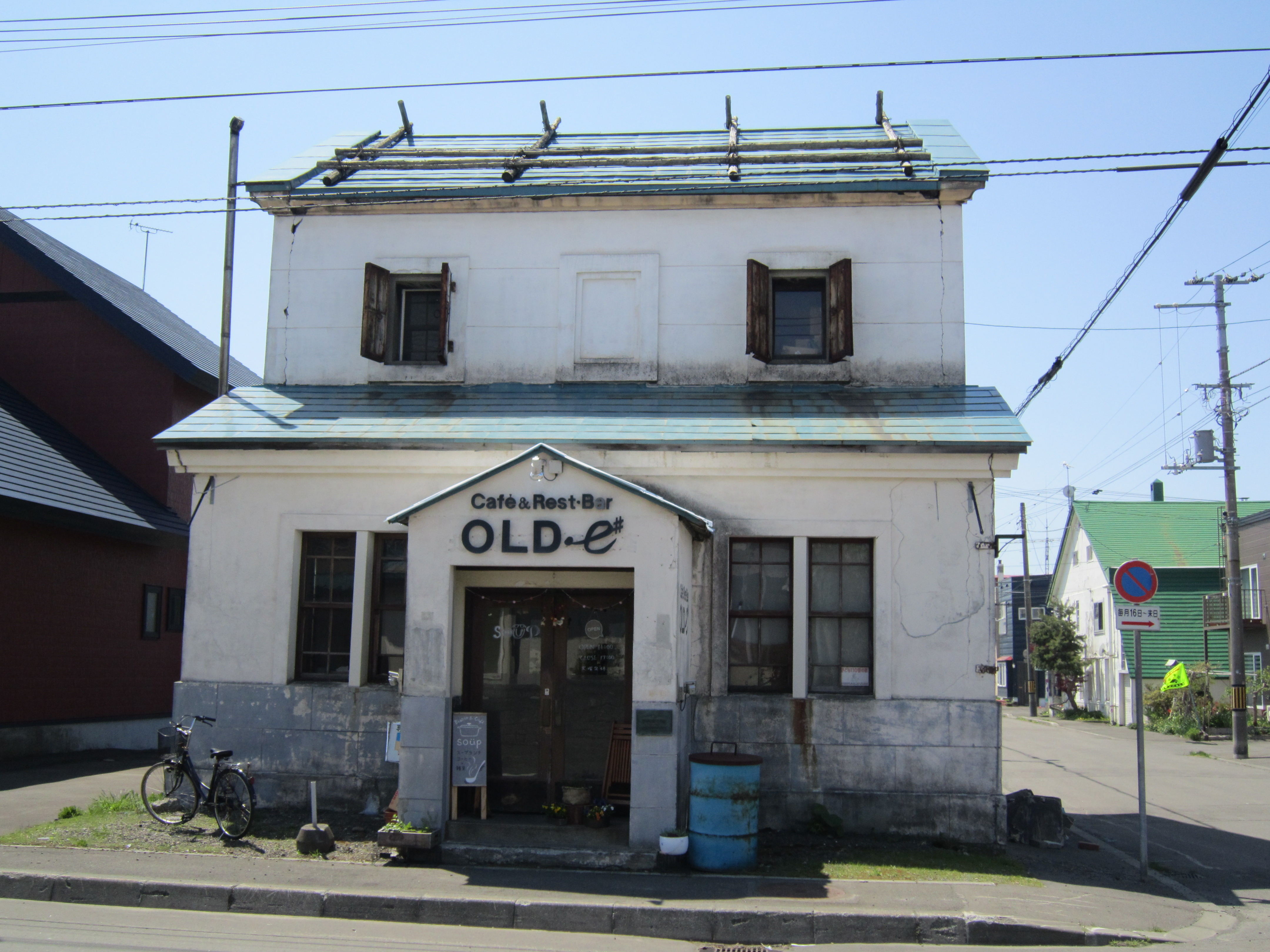
OLD-e#（旧北陸銀行江別支店）（2019年5月）

#### 道指定
- 有形文化財
  - 野幌屯田兵第二中隊本部[123]
  - 大麻3遺跡出土の土偶[123]

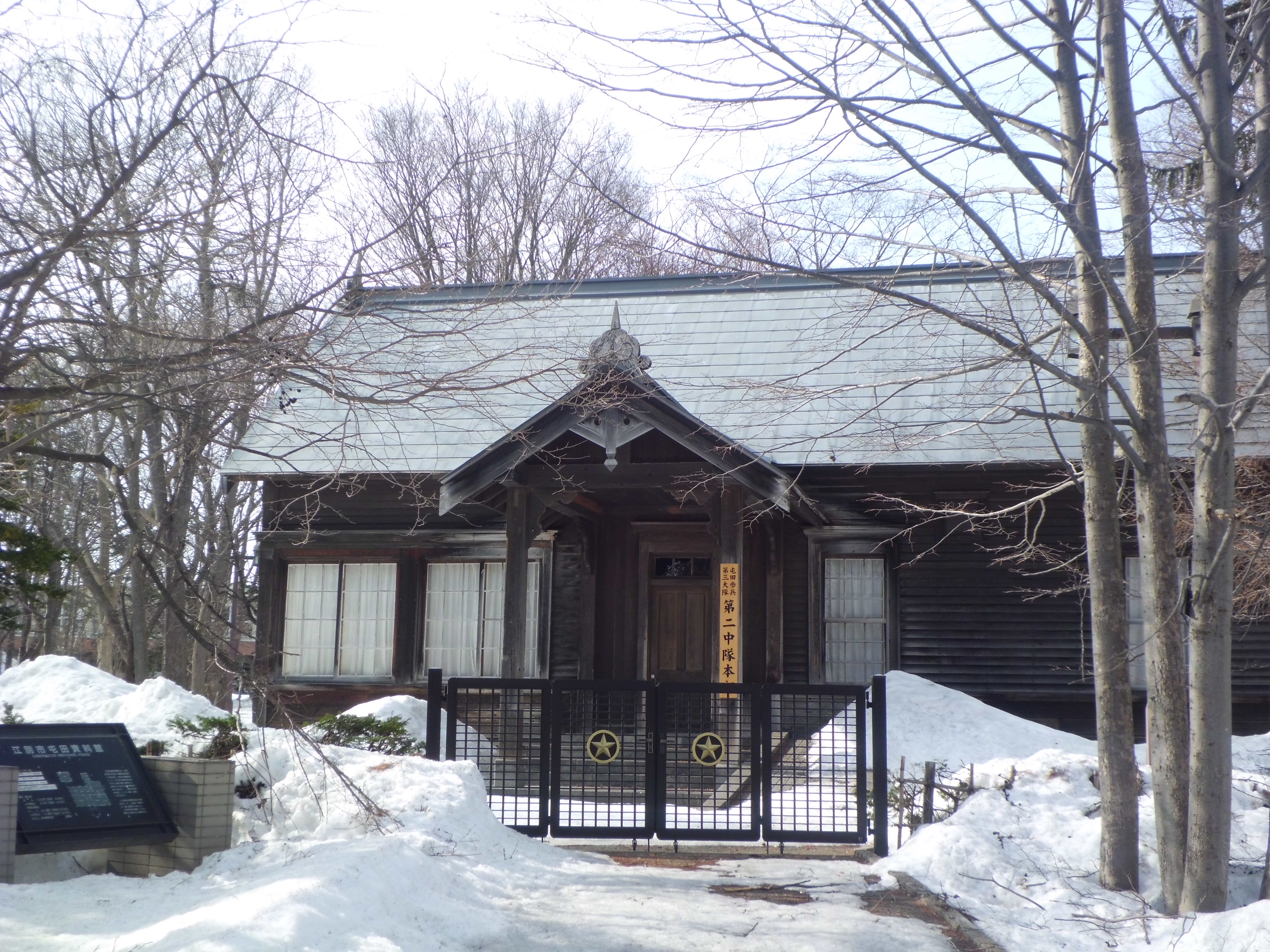
野幌屯田兵第二中隊本部（現在の江別市屯田資料館）（2015年3月）

#### 市指定
- 史跡
  - 千古園[124]
  - 火薬庫[124]
- 無形民俗文化財
  - 野幌太々神楽[124]
- 有形文化財
  - 扁額「對鴈學校」（ついしかりがっこう）[124]
  - 扁額「冨貴在苦學労力」（ふうき くがく ろうりょくにあり）[124]
  - 坊主山遺跡出土江別式土器[124]
  - 旧岡田倉庫[124]

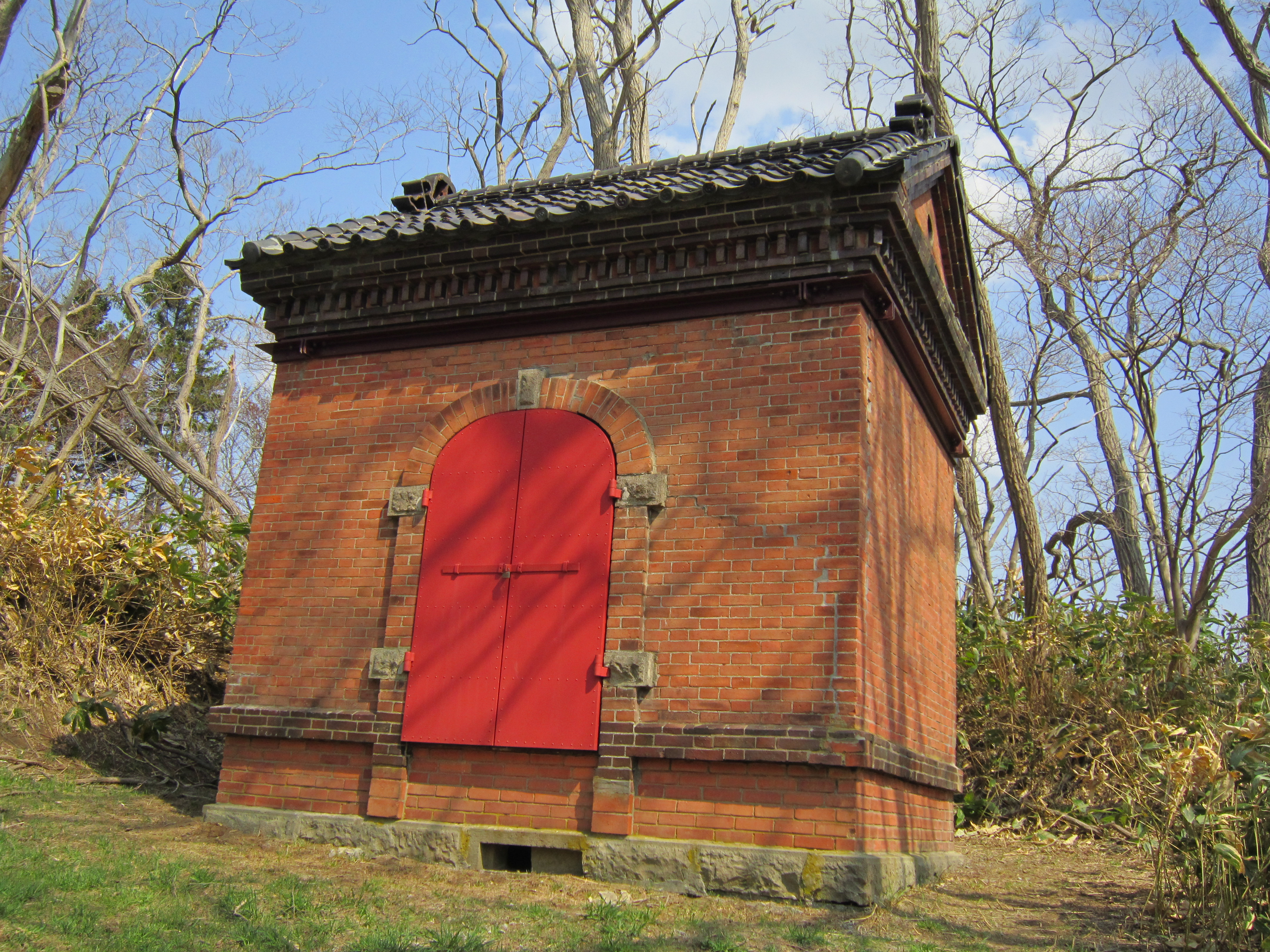
火薬庫（2019年4月）

### 名所･旧跡
神社
- 江別神社
- 錦山天満宮
- 大麻神社
- 野幌神社
- 神明神社
- 協和神社
- 石狩大橋水天宮
- 美原神社
- 豊栄神社
- 篠津神社
- 巣守神社
- 八幡神社
- 越後神社
- 豊幌神社

### 観光スポット
- 道立自然公園野幌森林公園
- 北海道立埋蔵文化財センター
- 北海道林木育種場旧庁舎
- 江別市セラミックアートセンター
- 江別市屯田資料館（野幌屯田兵第二中隊本部）
- 江別市ガラス工芸館
- ËBRI（エブリ）（旧ヒダ工場）
- 江別市旧町村農場
- 江別市郷土資料館

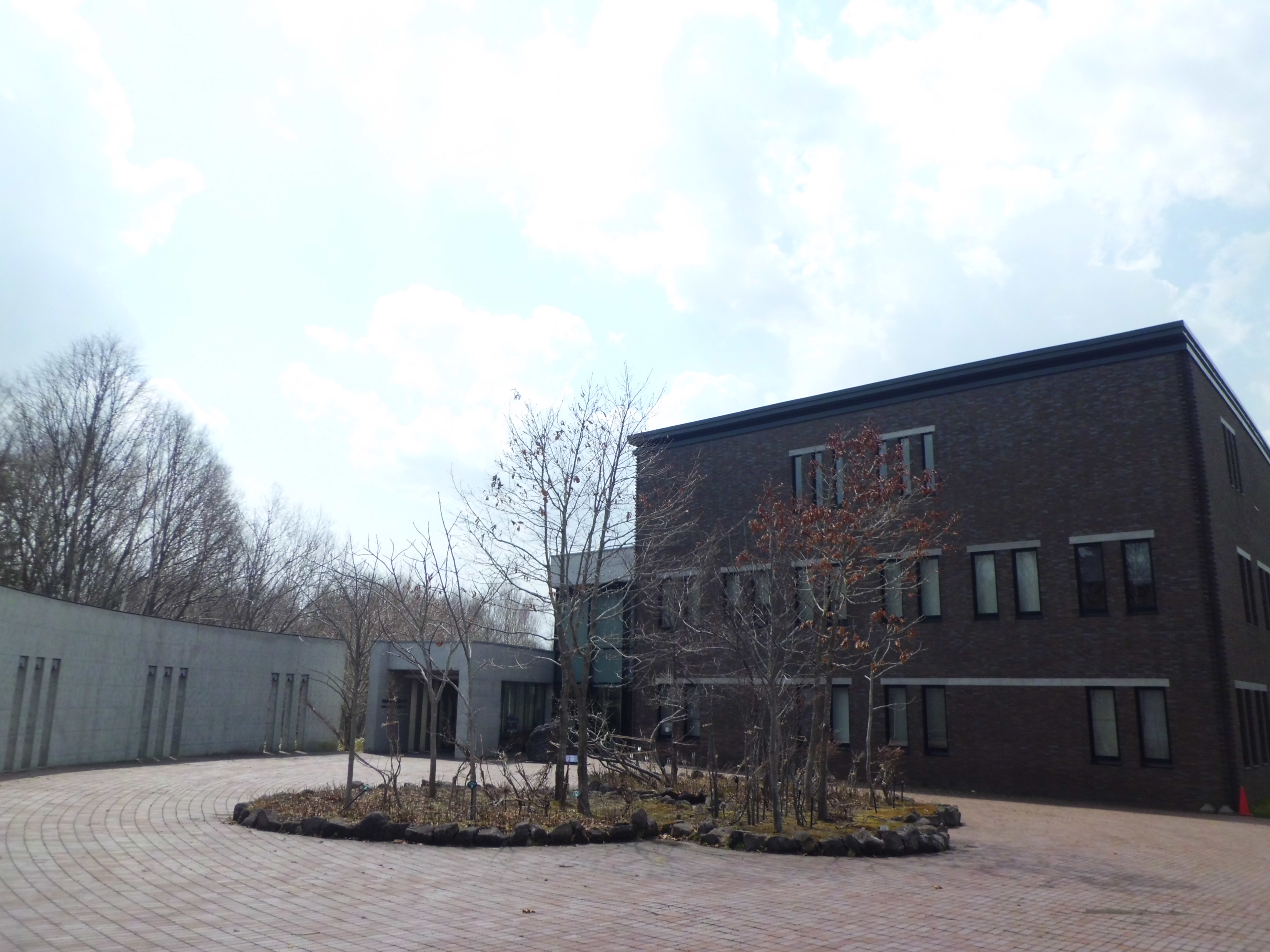
北海道立埋蔵文化財センター（2015年4月）
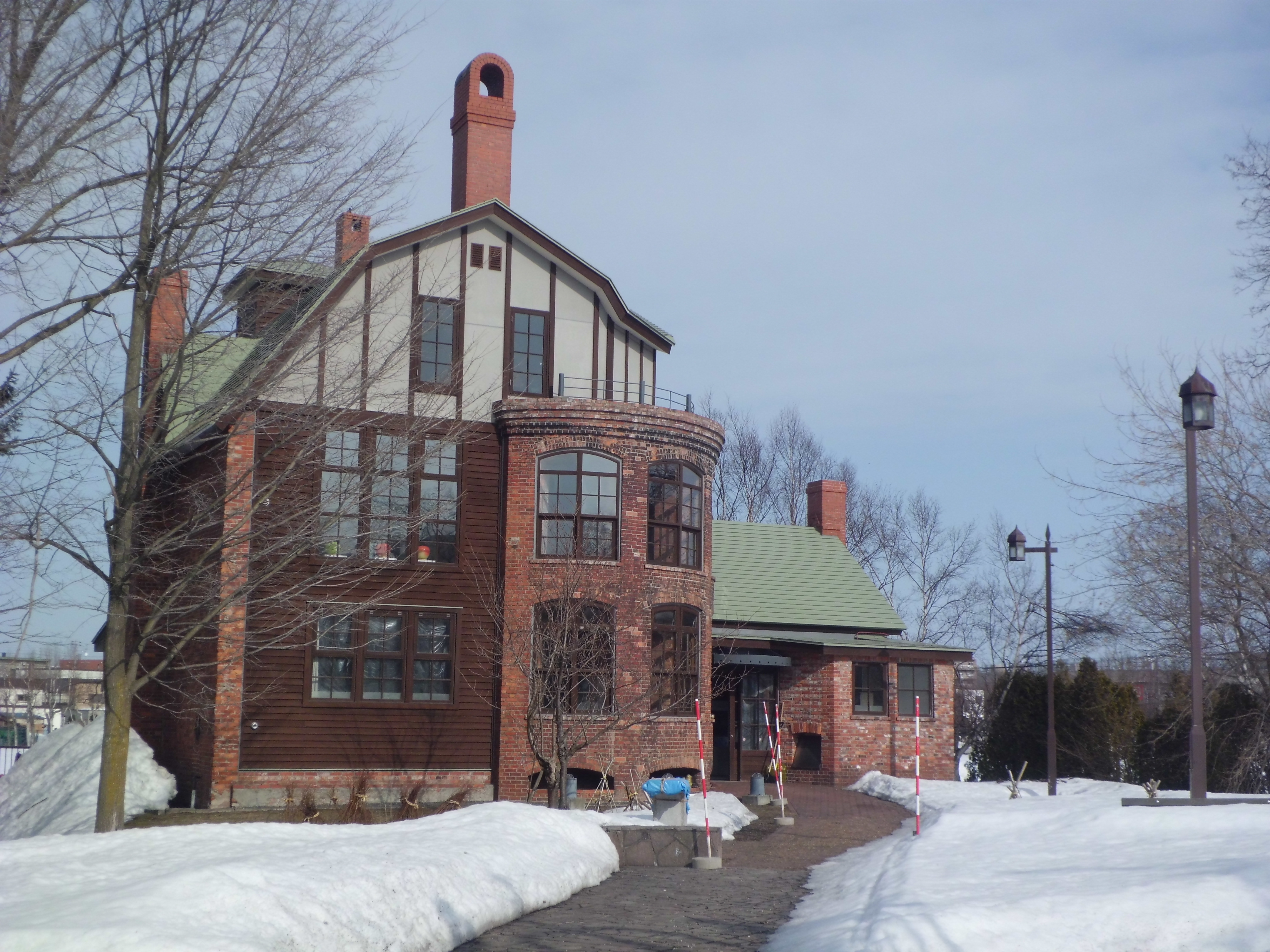
江別市ガラス工芸館（2015年3月）
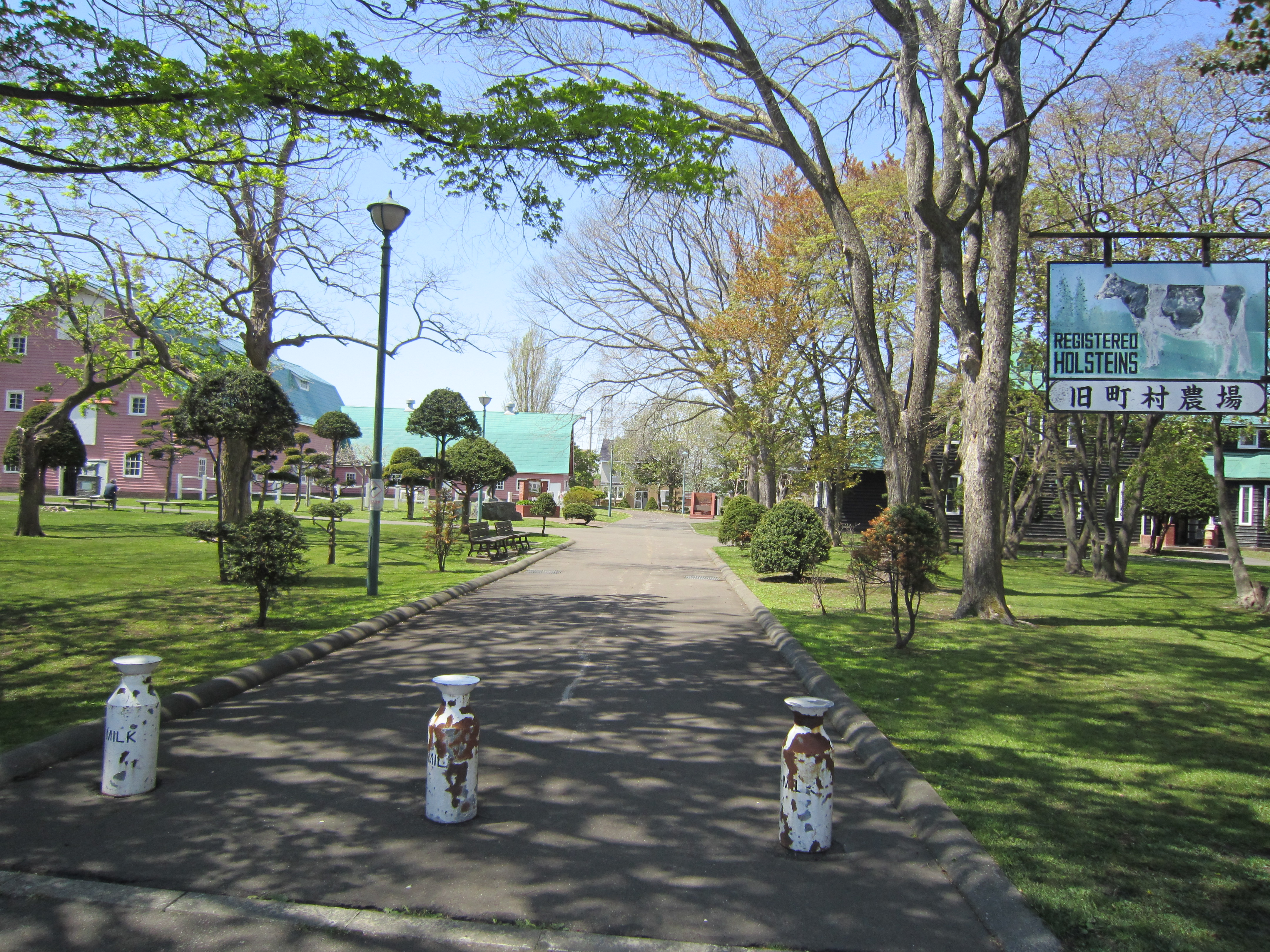
江別市旧町村農場（2019年5月）
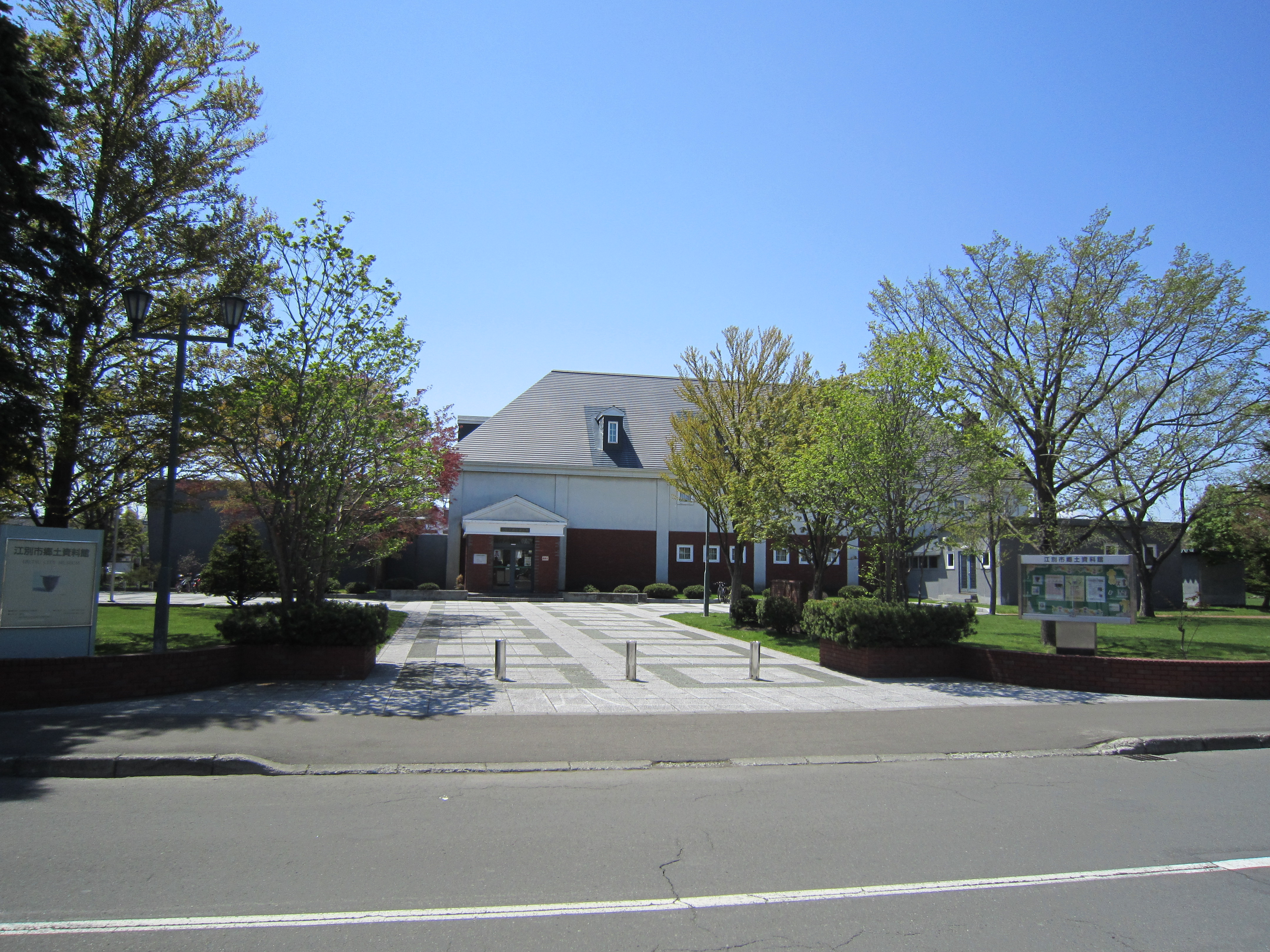
江別市郷土資料館（2019年5月）

## 文化・名物

### 祭事・催事
- 原始林クロスカントリースキー大会（2月）
- えべつスノーフェスティバル（2月）
- えべつ春の特産味覚まつり（6月）
- えべつやきもの市（7月）
- えべつ北海鳴子まつり（7月）
- 江別市民まつり（7月から8月）
- えべつ農業まつり（8月または9月）
- 原始林クロスカントリー大会（9月）
- 江別市民文化祭（10月）
- えべつ秋の特産味覚まつり（10月）

### 名産・特産

#### れんが

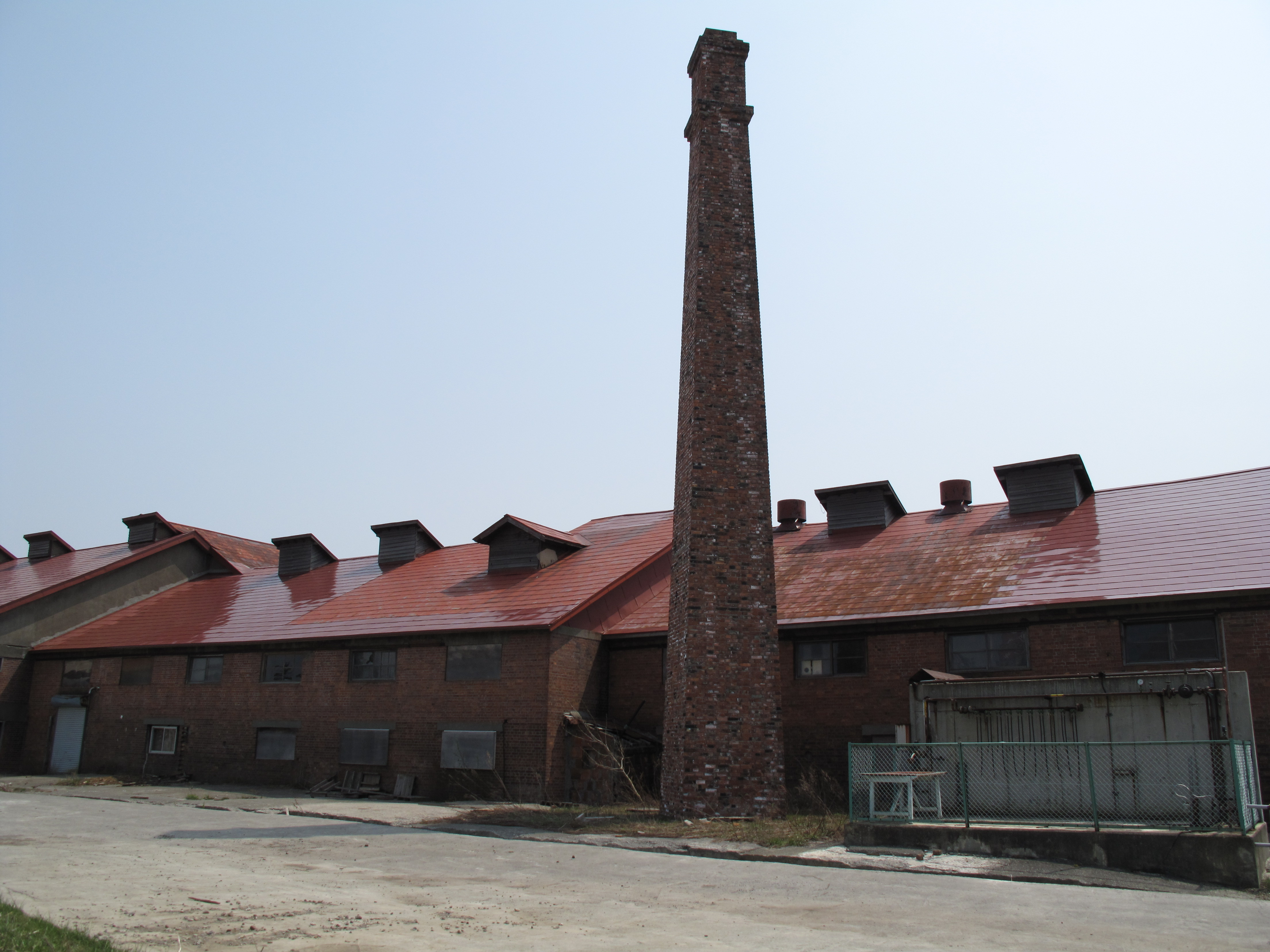
旧ヒダ工場

江別市でのれんが生産は、1891年（明治24年）に始まったと言われている。開拓使は建築資材にれんがを奨励したことから、北海道庁赤れんが庁舎をはじめとする多くの公共建築がれんがでつくられ、大正以降、全道一の陶土地帯である江別市の野幌周辺へとれんが製造の中心が移った。現在、江別市は全国有数のれんが生産地であり、江別市内には、学校・サイロ・民家・倉庫など数多くのれんが建造物が残っている。また、れんがをモチーフにした「煉化もち」も有名である。「江別のれんが」は2004年（平成16年）に「北海道遺産」として認定されているほか、「江別市の煉瓦建造物」が2008年（平成20年）度に「近代化産業遺産」として認定されている。

#### 小麦

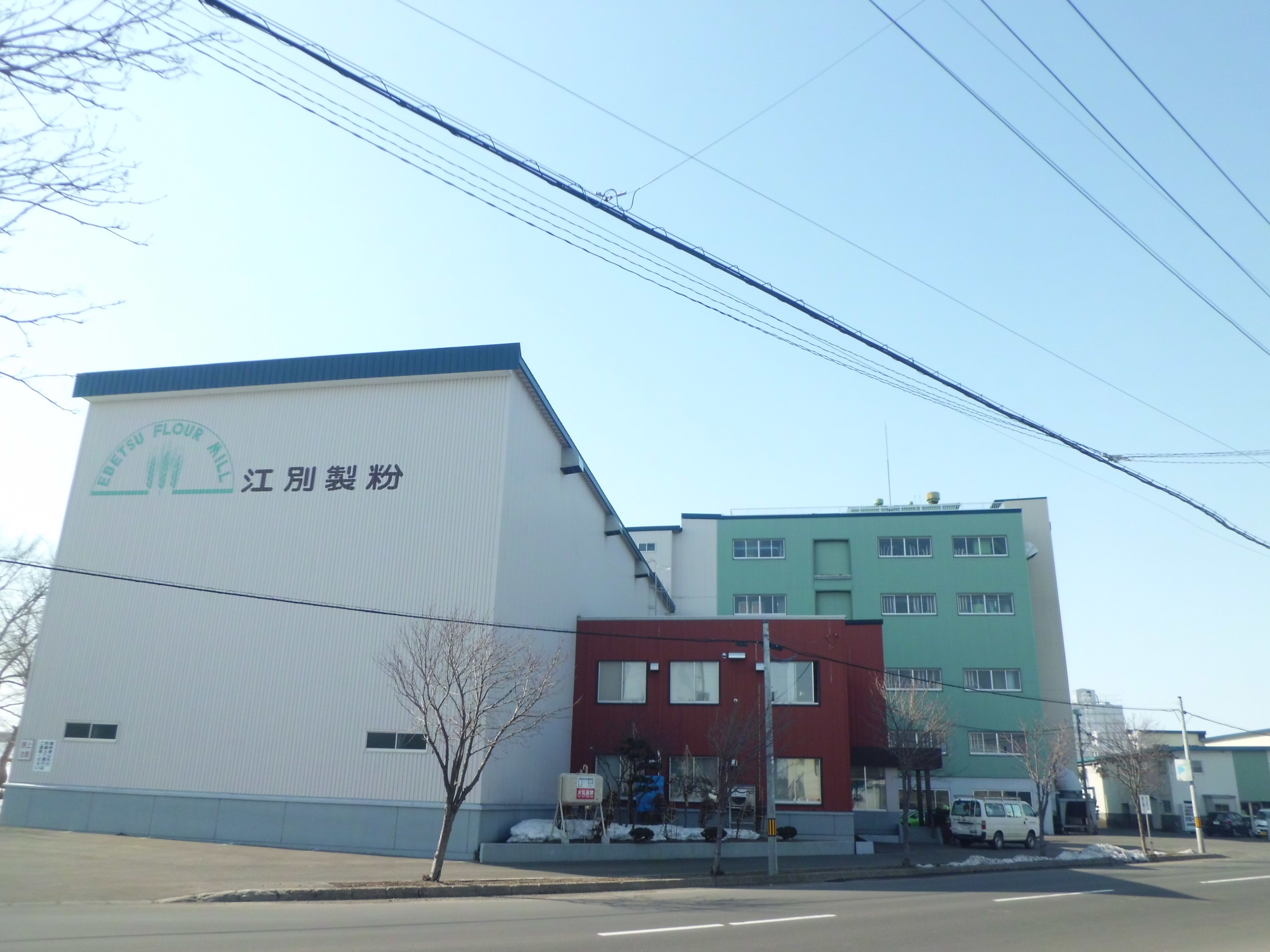
江別製粉

江別市は小麦の石狩管内有数の産地であり、中でも高品質の「ハルユタカ」は栽培が難しい品種であったが、「初冬まき栽培」が普及して安定した収量確保に成功して有名になった。江別産小麦を利用した「江別小麦めん」（ラーメン）は市内飲食店で提供しているほか、家庭用商品の販売も始めている。ハルユタカの他にも「ホロシリコムギ」や「春よ恋」などのブレンドに適した小麦が生産され、パン・めん・スイーツ・ビールなど江別産小麦を加工した商品も多く販売されている。

#### その他
野菜ではブロッコリーの作付面積・収穫量がともに北海道内一になっている。また、レタスの作付面積が北海道内一になっている。1971年（昭和46年）から高い肉質を誇る但馬牛の系統を導入し、地域の中で改良増殖をし、黒毛和種「えぞ但馬牛」を育てている。酒では、「瑞穂のしずく」が有名であり、瑞穂のしずくは江別産の酒造好適米「彗星」を100%使用している。収穫された「彗星」は栗山町にある小林酒造にて特別純米酒「瑞穂のしずく」として醸造されている。石狩川ではヤツメウナギが獲れるが、漁獲量は減少傾向にある。

## 出身・関連著名人

### 名誉市民・市民栄誉賞
名誉市民
- 町村敬貴（実業家。元参議院議員、元貴族院議員）[56]
- 古田島薫平（元江別町長、初代江別市長）[56]
- 岩田政勝（実業家）[56]

特別栄誉賞
- 鈴木章（化学者）[56]

市民栄誉賞
- 右代啓祐（陸上競技選手）[56]

### 出身人物
50音順
- 浅沼靖（生物学者）
- 淡路祐介（ラジオパーソナリティ）[132]
- 今沢カゲロウ（ベーシスト、作曲家、昆虫画家、四国大学特認教授）[133]
- 伊藤光治（農学者。北海道大学名誉教授）
- 上野山清貢（画家）[134]
- 大泉潤（函館市長）[135]
- 大泉洋（俳優、タレント。TEAM NACSメンバー）[133]
- 大森俊治（ミュージシャン、タレント）[136]
- 大森北斗（プロレスラー）[137]
- 岡英雄（元江別市長）
- 小川公人（元江別市長、元江別市議会議員）
- 鎌田哲哉（文芸評論家）
- 菊地日出男（写真家、画家）
- Kzy（プロレスラー）
- 越崎恭平（ディレクター）
- 古村比呂（女優）[133]
- 近藤智美（モデル）
- 齊藤太一（ミュージカル俳優。劇団四季所属）
- 酒田歩（漫画家）
- 佐々木健太（ソムリエ)
- 佐藤大樹（サッカー選手）
- サムソン・クツワダ（元大相撲力士、元プロレスラー）
- 菅原洋介（バスケットボール選手、兵庫県警察警察官）
- 鈴木紫帆　(シンガーソングライター、江別市観光特使)
- 鈴木伸二（囲碁棋士）
- SOULHEAD（姉妹デュオ）
- 高田秋（モデル、タレント）
- 武田文吾（元騎手・調教師）
- 田畑百葉（カーリング日本代表選手）
- KONI（元殺陣師）
- 千早茜（小説家）
- 中島悠（キュービスト）
- 乗代雄介（小説家）
- 早川太貴（プロ野球選手）
- 林正道（工学者。北見工業大学元学長、道都大学元学長）
- HIBIKILLA（ミュージシャン）
- 比屋定尚美（月鈴子書房メンバー）
- ヒロ福地（タレント）[133]
- 福原将宜（ギタリスト）
- 藤田瞳子（女優）
- 本郷杏奈（グラビアアイドル）
- 牧原俊幸（フリーアナウンサー、元フジテレビアナウンサー）[133]
- 三谷晃代（元歌手・タレント）
- 宮下純夫（地球化学者。新潟大学名誉教授、日本地質学会元会長）
- 村田利文（ソフトフロントホールディングス創業者、エンジェル投資家）
- 山田晃豊（バレーボール指導者）

### ゆかりのある人物
50音順
- 榎本武揚（政治家。元幕臣）
- 岩舩瀬兵衛（開拓使。初代首長）
- 岡田伊太郎（実業家。元衆議院議員）
- 北風沙織（陸上競技選手）
- 桜木紫乃（小説家）
- 小路幸也（小説家）
- 高田富與（元衆議院議員、元札幌市長）
- 坪松一郎（教師、詩人。「子供盆おどり唄」作詞[138]）
- 中川晃（ガラス工芸家）
- 成田智志（作家）
- 町村信孝（政治家）
- 道浦誠（アスレティックトレーナー・指導者。元陸上競技選手）
- 山辺安之助（樺太アイヌ）
- 米原眞司（ガラス工芸家）